# Storia dell'Austria

Storico stemma dell'Austria

La storia dell'Austria si protrae dai primi insediamenti del Paleolitico all'età contemporanea. L'Austria fu anticamente abitata dai Celti appartenenti alla cultura di Hallstatt e dagli Illiri nella parte orientale. Con l'avanzata dei primi, i secondi si spostarono sempre più verso le coste adriatiche riducendo la loro presenza nella regione. Le terre a sud del Danubio vennero conquistate dai Romani alla fine del I secolo a.C. e per molto tempo fecero parte dell'Impero romano. A partire dal V secolo il territorio fu soggetto alle migrazioni dei popoli germanici, venendo abitato da Rugi, Eruli e Alemanni. Nel VI secolo giunsero i Bavari, che occuparono l'intero territorio fino al IX secolo, quando divenne parte del regno franco.
Divenuta parte del Sacro Romano Impero come Marca Orientale, la regione corrispondente all'attuale Bassa e Alta Austria venne affidata nel 976 a Leopoldo I di Babenberg, capostipite del casato dei Babenberg, dando inizio alla vera e propria storia del paese. Nel XIII secolo la dinastia dei Babenberg si estinse, e dopo un breve interregno la Marca venne presa da Rodolfo I d'Asburgo, il cui casato governerà l'Austria fino al XX secolo. Già centro della composita monarchia asburgica, a seguito della dissoluzione del Sacro Romano Impero da parte dell'imperatore Francesco II nel 1806, l'Austria divenne il centro dell'Impero austriaco, che fu parte della Confederazione tedesca fino alla sconfitta nella guerra austro-prussiana del 1866. L'anno successivo l'Austria formò una doppia monarchia con l'Ungheria: l'Impero austro-ungarico (1867-1918).
Quando questo impero crollò a seguito della sconfitta nella prima guerra mondiale, il territorio austriaco fu ridotto alle sole principali aree dell'impero di lingua tedesca, portandolo ai confini odierni. Ciò portò alla nascita della Prima Repubblica Austriaca, dotata di istituzioni democratico-rappresentative fino al 1934, quando il cancelliere Engelbert Dollfuss stabilì una dittatura nota come austrofascismo, cercando, nel contempo, di mantenerla indipendente dalla Germania nazista. Nonostante i suoi sforzi, nel 1938 il Paese venne annesso al Terzo Reich (il cosiddetto Anschluss) per volere di Adolf Hitler. Alla fine della seconda guerra mondiale, dopo la sconfitta nazista, l'Austria venne occupata dagli Alleati fino al 1955, quando la nazione divenne nuovamente una repubblica indipendente, a condizione che rimanesse neutrale. Dopo il collasso del comunismo in Europa orientale, l'Austria venne sempre più coinvolta nelle questioni continentali: nel 1995 entrò a far parte dell'Unione europea e, nel 1999, della zona euro.

## Preistoria

### Paleolitico

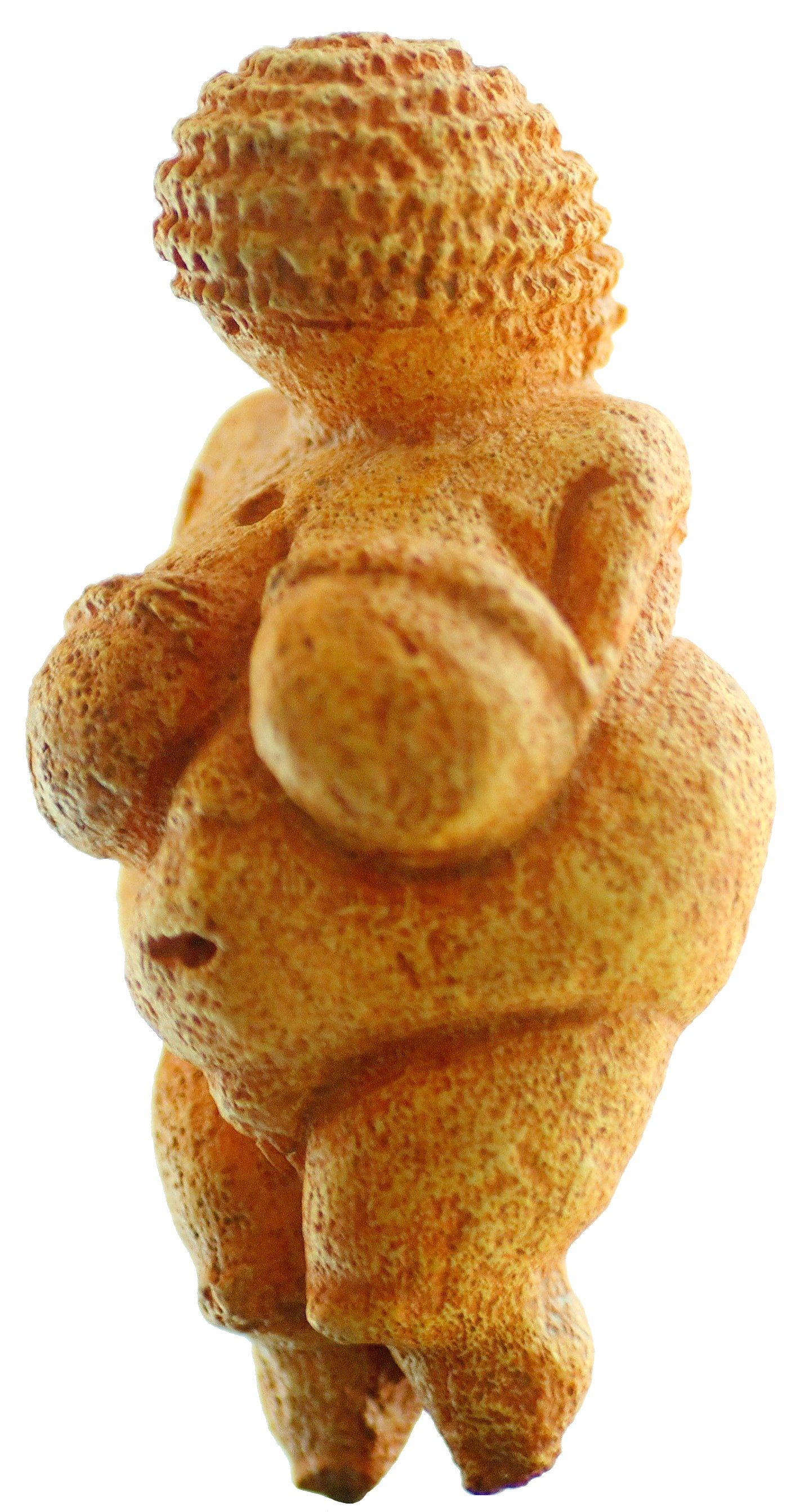
La Venere di Willendorf, - a.C circa. Naturhistorisches Museum di Vienna

Durante l'era glaciale, la zona delle Alpi era inaccessibile per l'uomo. Solo a partire dal paleolitico medio nella valli danubiane dell'Austria Inferiore iniziarono a comparire i primi insediamenti umani abitati dall'Homo neanderthalensis. La più antica traccia della presenza umana nel territorio dell'odierna Austria risale a oltre 250 000 anni fa ed è stata rinvenuta nella grotta di Repolust a Badl, vicino a Peggau, nel distretto di Graz-Umgebung in Stiria. I reperti trovati in tale sito comprendono strumenti in pietra, strumenti in osso e frammenti di ceramica oltre a resti di mammiferi. Nella grotta di Gudenus, nella Bassa Austria nordoccidentale, sono emersi resti di insediamenti risalenti a circa 70 000 anni fa.
Reperti attribuibili al Paleolitico superiore sono stati trovati con più facilità nella Bassa Austria e in particolare nella regione della Wachau, da dove provengono le due più antiche opere d'arte della storia dell'Austria: la Venere di Galgenberg, scoperta vicino a Stratzing e datata a circa 32 000 anni fa, e la Venere di Willendorf (oltre 26 000 anni fa) reperita a Willendorf, nei pressi di Krems an der Donau. Nel 2005 nella stessa zona è stato portato alla luce un doppio luogo di sepoltura infantile risalente alla cultura gravettiana (27 000 anni fa), che al 2023 risulta essere la più antica sepoltura scoperta in Austria.

### Mesolitico
I siti austriaci risalenti al Mesolitico includono alcuni ripari rocciosi identificati nei pressi del lago di Costanza, una necropoli presso Elsbethen e pochi altri dove la presenza di manufatti microlitici dimostrano il passaggio da una società di cacciatori-raccoglitori a una di agricoltori sedentari e allevatori.

### Neolitico

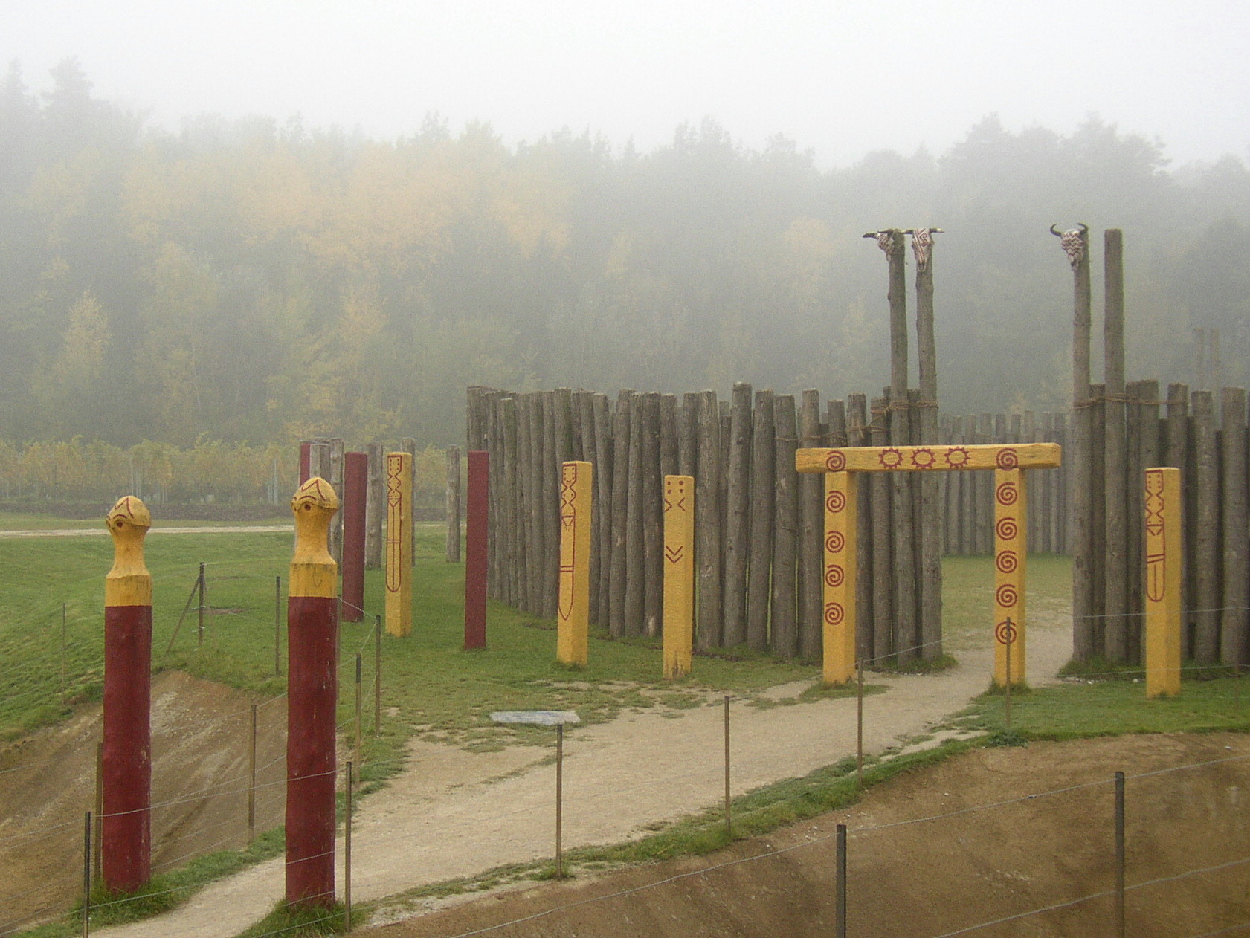
Ricostruzione di fossati circolari a Heldenberg, Bassa Austria

Durante l'età neolitica, la maggior parte di quelle aree dell'attuale Austria in cui si poteva praticare l'agricoltura o in cui si potevano estrarre materie prime fu praticamente abitata per intero. I reperti dell'epoca includono quelli tipici della cultura della ceramica lineare, una delle prime società agrarie in Europa. Il primo insediamento rurale documentato di questo periodo si trova a Brunn am Gebirge a Mödling, mentre il primo esempio di sito estrattivo, una miniera di selce, è documentata presso Mauer-Antonshöhe. Il successivo periodo sviluppatosi per tutto il IV millennio, conosciuto come cultura di Lengyel, fu caratterizzato dalla realizzazione di fossati circolari, vasi antropomorfi e particolari riti funebri basati sull'inumazione o sulla cremazione.

### Età del rame
Tracce risalenti all'età del rame in Austria sono state identificate in Bassa Austria e nelle zone orientali, e insediamenti collinari di quest'epoca sono piuttosto comuni. Il ritrovamento più importante del periodo è l'uomo del Similaun, chiamato anche Ötzi, una mummia in buono stato di conservazione di un uomo congelato nelle Alpi risalente a circa il 3300 a.C., sebbene questo reperto si trovi in Italia in quanto ritrovato poco oltre il confine tra i due paesi. Un'altra cultura del tempo è il gruppo di Mondsee, una società palafitticola.

## Antichità

### Età preclassica

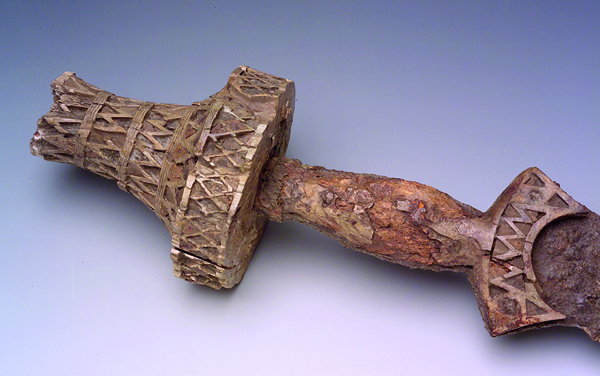
Elsa di una spada in avorio con intarsi in ambra proveniente dal cimitero di Hallstatt

All'inizio dell'età del bronzo apparvero le prime fortificazioni a protezione degli insediamenti dove si commerciava, estraeva e lavorava il rame e lo stagno. Di questa fiorente società si possono vedere i riflessi in alcuni reperti tombali, come quelli ritrovati a Pitten, a Nußdorf ob der Traisen e nella Bassa Austria. Nella tarda età del bronzo apparve la cultura dei campi di urne, con la quale ebbe inizio l'estrazione del sale nelle miniere a nord di Hallstatt.

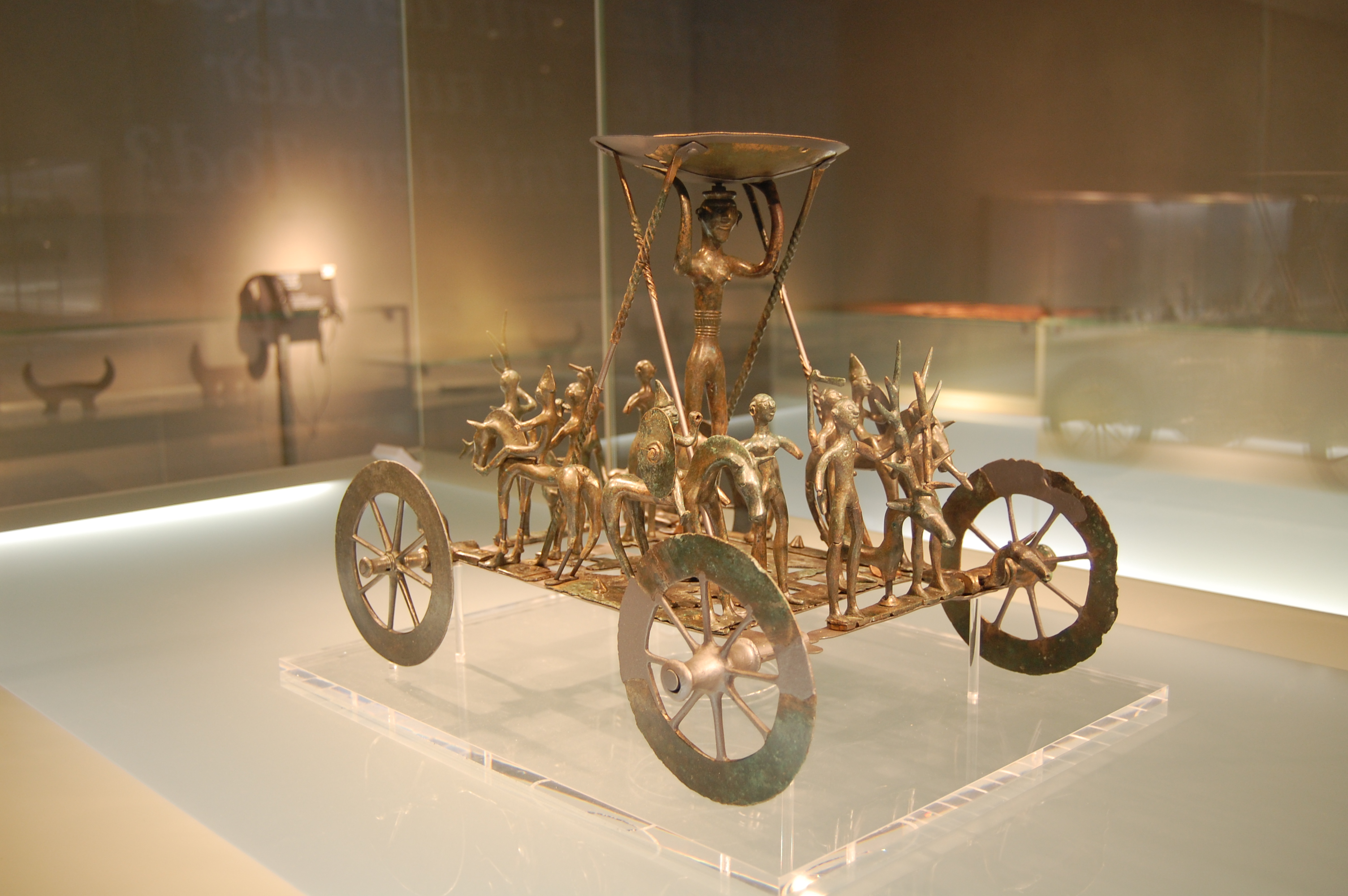
Carro Sacrificale di Strettweg

Durante la prima età del ferro la regione dell'attuale Austria fu dominata dalla proto-celtica cultura di Hallstatt, che soppiantò quella dei campi di urne. La cultura di Hallstatt viene tradizionalmente divisa in due regioni di sviluppo: occidentale e orientale. L'area occidentale fu in contatto con le colonie greche presenti sulla costa ligure, mentre attraverso le Alpi vennero mantenuti i contatti con gli Etruschi e le altre regioni d'Italia della Magna Grecia. La parte orientale, invece, disponeva di stretti legami con i popoli della steppa nel frattempo trasferitisi nel bacino dei Carpazi partendo dalla Russia meridionale. La popolazione di Hallstatt traeva la sua ricchezza dall'estrazione del salgemma, in particolare dalle miniere del Salzkammergut. Nella necropoli di Hallstatt sono stati scoperti beni di lusso importati da zone che si estendono dal Mare del Nord al Mar Baltico, finanche all'Africa. La più antica testimonianza di attività vinicola in Austria è stata scoperta a Zagersdorf, nel Burgenland, in un tumulo sepolcrale. Il Carro Sacrificale di Strettweg, trovato in Stiria, è una testimonianza della vita religiosa del tempo.
Nella tarda età del ferro (intorno al 450 a.C.) si diffuse in tutta la regione austriaca la cultura di La Tène, che dette origine ai primi nomi delle tribù locali (Taurisci, Ambidravi, Ambisonti) e ai primi toponimi. In quest'epoca si formò il regno Norico, una confederazione di tribù celtiche alpine (tradizionalmente dodici) guidate dai Norici che si estendeva sull'attuale Austria sudorientale e su parte della Slovenia. Le zone più occidentali furono invece colonizzate dai Reti. Dürrnberg e Hallein (Salisburgo) furono insediamenti di tribù celtiche, dove si svolgeva un'intensa attività di raccolta del sale. Nella Stiria orientale e nel Burgenland veniva estratto e lavorato anche un ferro di alta qualità, che veniva poi esportato ai Romani, ai quali era noto come ferrum noricum. Ciò portò alla fondazione, intorno al I secolo a.C., dell'avamposto commerciale romano di Magdalensberg, su cui successivamente si svilupperà la città romana di Virunum.

### Al tempo dei Romani

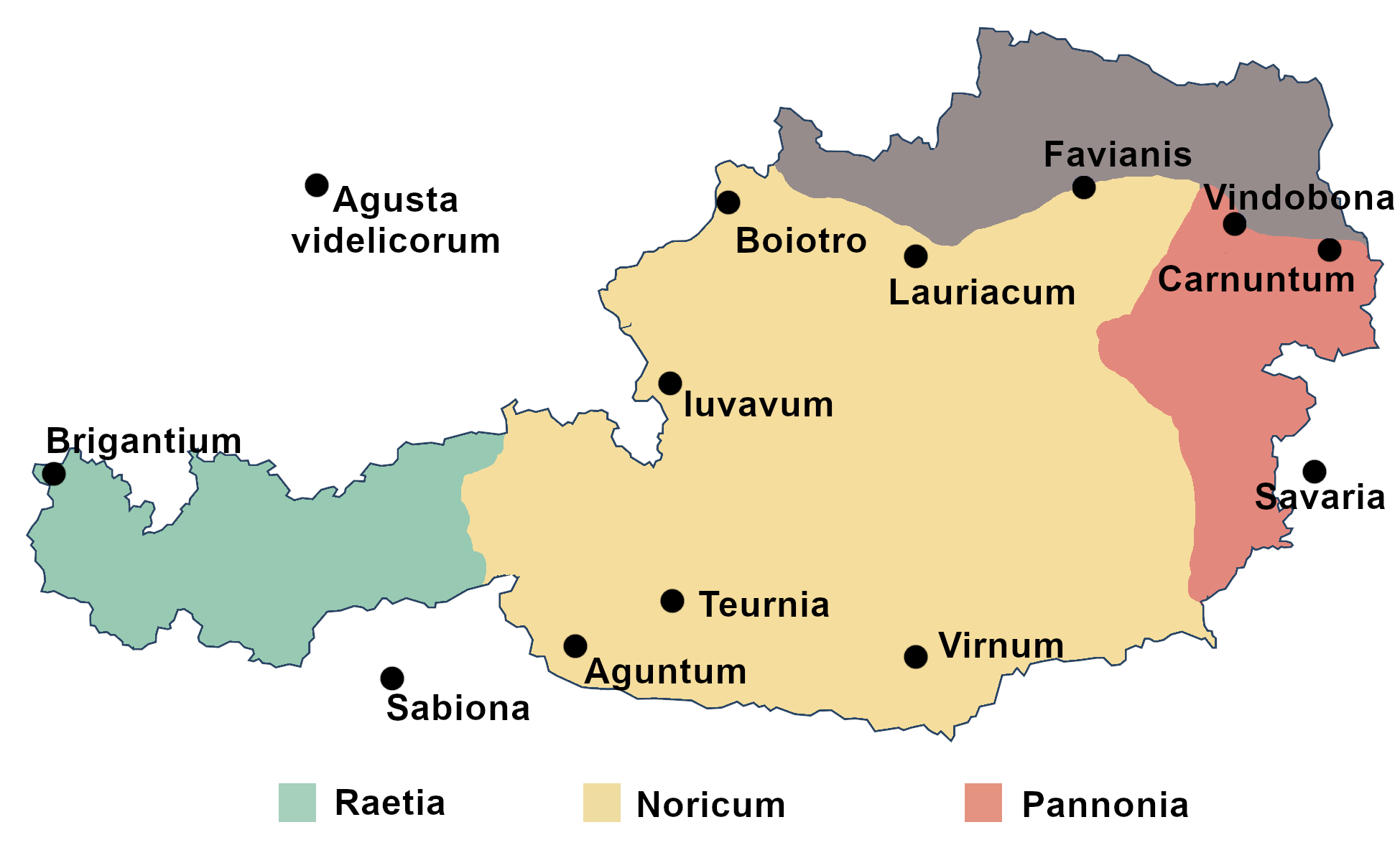
Le province romane nel territorio dell'odierna Austria: Rezia, Norico e Pannonia superiore

Tra la zona e Roma si allacciarono intensi legami commerciali e alleanze militari, prima che, intorno al 15 a.C., la maggior parte dell'Austria fosse annessa all'Impero romano dall'imperatore Augusto, dando inizio a cinquecento anni di dominazione. Si andarono così a formare le province di Pannonia, Norico e Raetia, con i loro principali insediamenti.
Durante il regno dell'imperatore Claudio (41–54 d.C.), il Norico aveva come confini il Danubio a nord, la Selva Viennese a nord-est, a est approssimativamente l'attuale confine orientale della Stiria, mentre a sud-est e a sud i fiumi Isarco e Drava. Successivamente, sotto Diocleziano (284–305), la provincia fu divisa lungo la principale dorsale alpina, dando origine a una regione settentrionale (Noricum ripense) e una meridionale (Noricum mediterraneum).

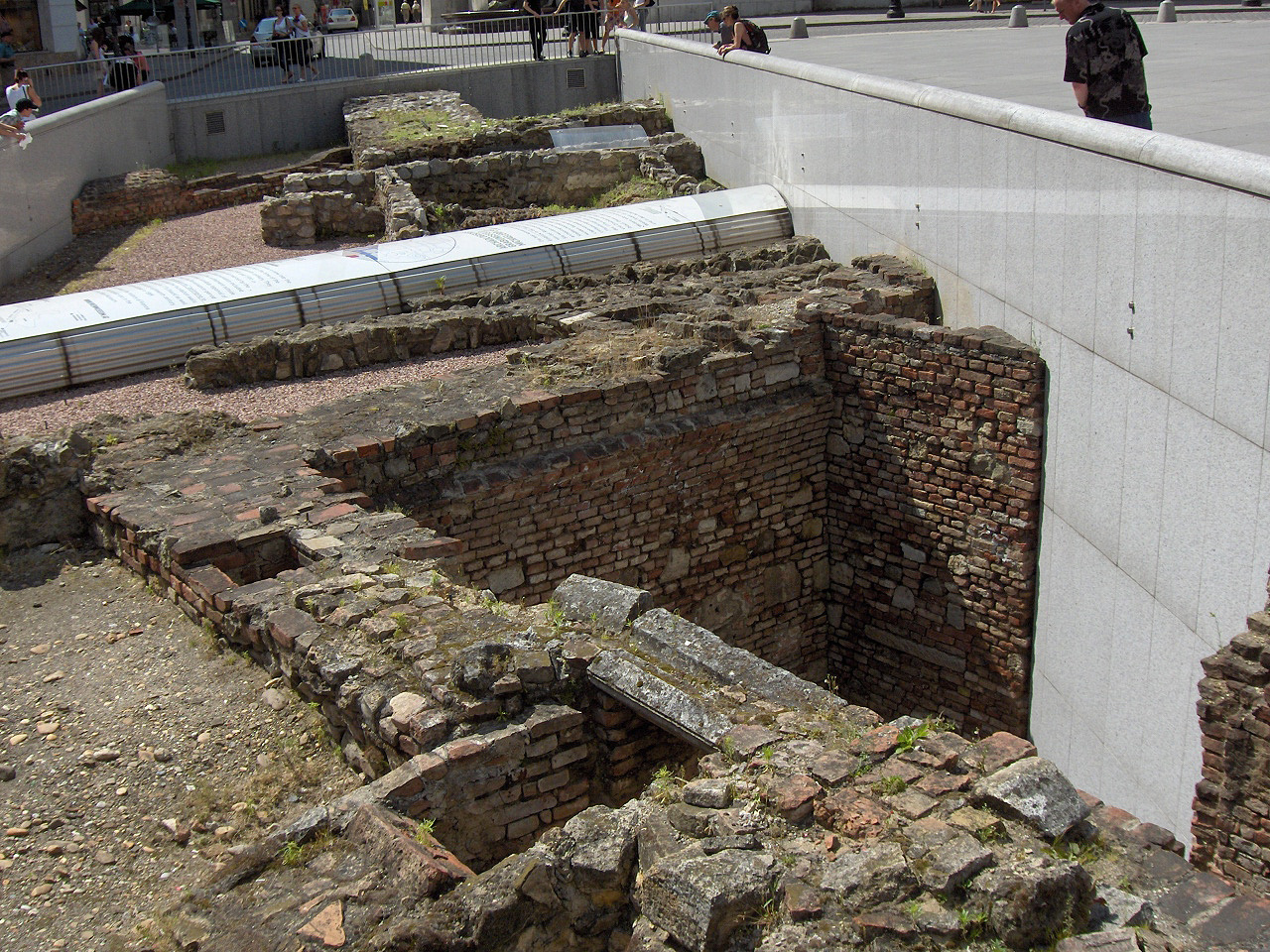
Rovine dell'antica città romana di Vindobona, oggi la capitale Vienna

Dall'altra sponda dello Ziller a ovest, corrispondente agli attuali stati federati austriaci del Vorarlberg e del Tirolo, era stata istituita la provincia Raetia, che incorporava l'antico territorio della Vindelicia. A est vi era invece la provincia di Pannonia, che comprendeva quello che oggi è il Burgenland. A sud vi era la Regio X Venetia et Histria, compresa nell'Italia. Il fiume Danubio formava il limes danubiano (limes Danubii), linea difensiva di frontiera che separava l'Alta e Bassa Austria dalle tribù germaniche dei Marcomanni e dei Quadi.
I Romani edificarono nella zona numerose città che sopravvivono ancora oggi, tra cui: Vindobona (Vienna), Juvavum (Salisburgo), Valdidena (Innsbruck) e Brigantium (Bregenz). Altri insediamenti importanti furono Virunum (a nord dell'odierna Klagenfurt), Teurnia (vicino a Spittal an der Drau) e Lauriacum (Enns). Siti archeologici significativi del periodo romano si trovano anche a Großklein in Stiria e a Zollfeld nel Magdalensberg. Secondo alcune fonti, nel 180 d.C. l'imperatore Marco Aurelio morì nei pressi di Vindobona, mentre era impegnato in una campagna contro i Marcomanni.
Il cristianesimo giunse in Austria già nel II secolo d.C., ma per la presenza di una Chiesa dotata di un'organizzazione sufficientemente strutturata bisognerà aspettare il IV secolo. Dopo l'arrivo dei Bavari, l'Austria divenne oggetto di sforzi missionari e in particolare di quelli perpetrati dai monaci irlandesi come Ruperto e Virgilio.

### Invasioni barbariche
Verso il V secolo, dopo la crisi dell'Impero, i Romani iniziarono a ripiegare verso la penisola italica sotto la pressione delle invasioni barbariche. L'esercito romano lasciò definitivamente le tre province austriache nel 488, portando con sé funzionari, artigiani e proprietari terrieri. Oltre le Alpi rimasero per lo più le antiche popolazioni celtiche e germaniche che, da tempo romanizzate, mantennero i tipici caratteri della civiltà romana quali il diritto, la vasta rete viaria, le tecniche agricole e i commerci. Benché sempre più contaminata dai dialetti locali, anche la lingua latina continuò a essere utilizzata. Le tribù barbare che giungevano da oltre il Danubio non arrivarono mai a distruggere su larga scala i lasciti dell'epoca romana, preferendo anzi farne uso. Il vuoto di potere venne in parte riempito dalla Chiesa cristiana, al tempo l'unica istituzione sopravvissuta nella regione che potesse vantare un certo tipo di organizzazione. Il suo ruolo e la sua dottrina morale furono fondamentali per limitare il dilagare della violenza in un contesto di quasi-anarchia.
Sul finire del V secolo l'area dell'odierna Austria risultava prevalentemente abitata dalle popolazioni germaniche dei Rugi, degli Eruli e degli Alemanni. Agli inizi del secolo successivo nella regione fecero la loro comparsa i Longobardi, una popolazione germanica guerriera di fede ariana: in breve tempo occuparono la Selva Viennese, la valle di Wachau e la Pannonia occidentale. Nel 568 i Longobardi si rimisero in marcia alla conquista dell'Italia, dove fonderanno un proprio regno che sopravviverà per oltre due secoli.

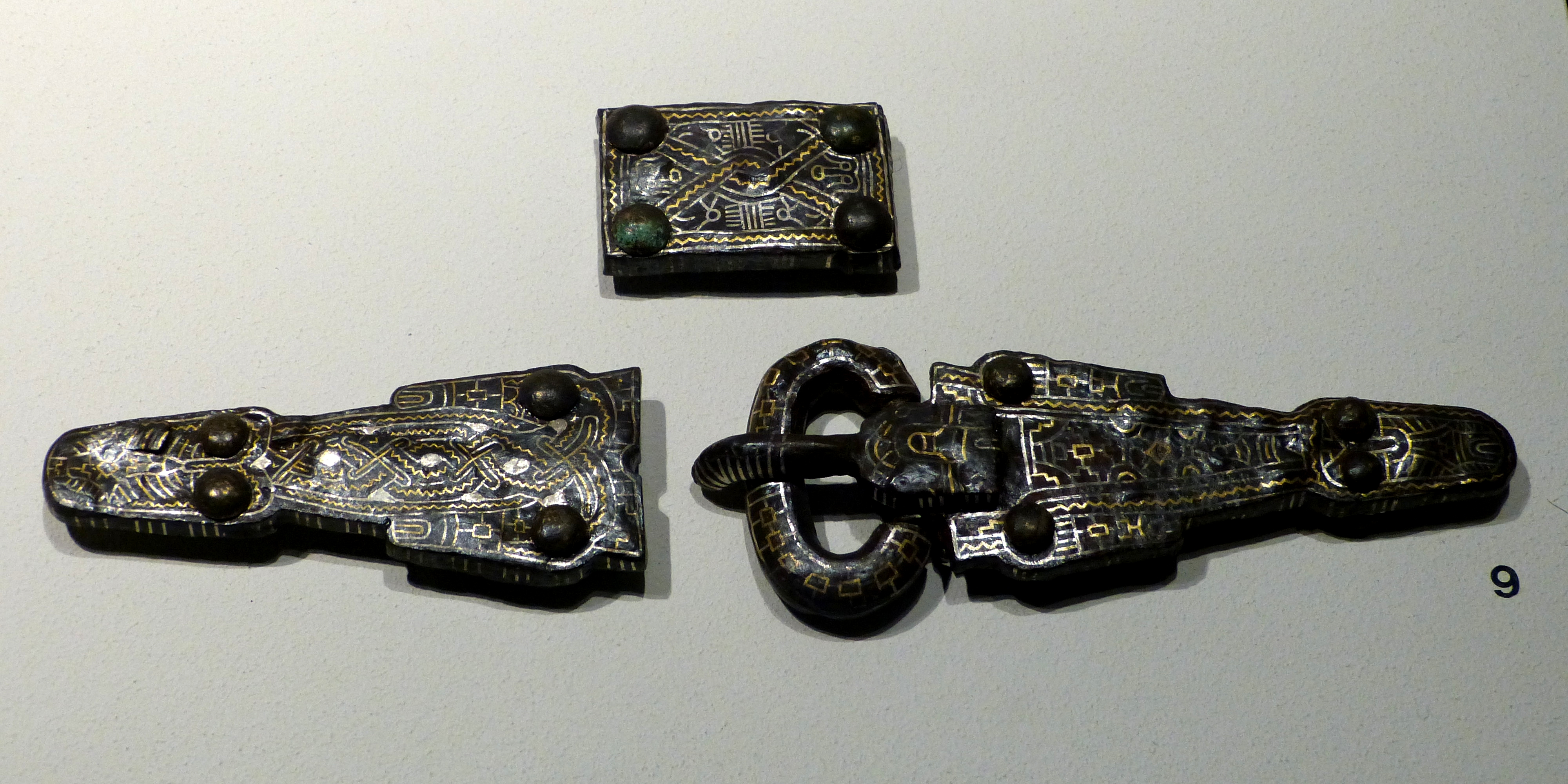
Fibbia appartenuta a un bavaro

Spostandosi in Italia, i Longobardi lasciarono nella valle del Danubio spazio ad altre popolazioni provenienti perlopiù da est. Poco o nulla si conosce delle origini della tribù germanica dei Bavari, tranne il fatto che quando giunse in piccoli gruppi in Austria non conosceva ancora il cristianesimo; tuttavia essa praticava già l'agricoltura e l'allevamento. La prima fonte certa al loro riguardo proveniente da un testimone oculare risale a uno scritto del vescovo Venanzio Fortunato, che nella seconda metà del VI secolo venne a contatto con i Bavari durante un pellegrinaggio verso Tours.
Successivamente e gradualmente, spinte dalle bellicose tribù dell'Asia centrale, giunsero anche alcune popolazioni slave che si insediarono nelle attuali Stiria e Carinzia fino a raggiungere il Tirolo. Gli Slavi possedevano un'indole particolarmente pacifica e la loro penetrazione nel territorio austriaco avvenne senza particolari scontri con i Bavari; furono anzi numerose le relazioni politiche ed economiche tra i due popoli, che potevano contare sulla condivisione di un territorio particolarmente ricco e ospitale. Nella parte più orientale dell'Austria si era invece già da tempo insediato il popolo mongolo-tartaro degli Avari, esperti guerrieri a cavallo, che alternarono pacifici rapporti commerciali e politici con le altre popolazioni a scorrerie predatorie.

## Medioevo

### Alto Medioevo, il ducato di Baviera (VIII-X secolo)

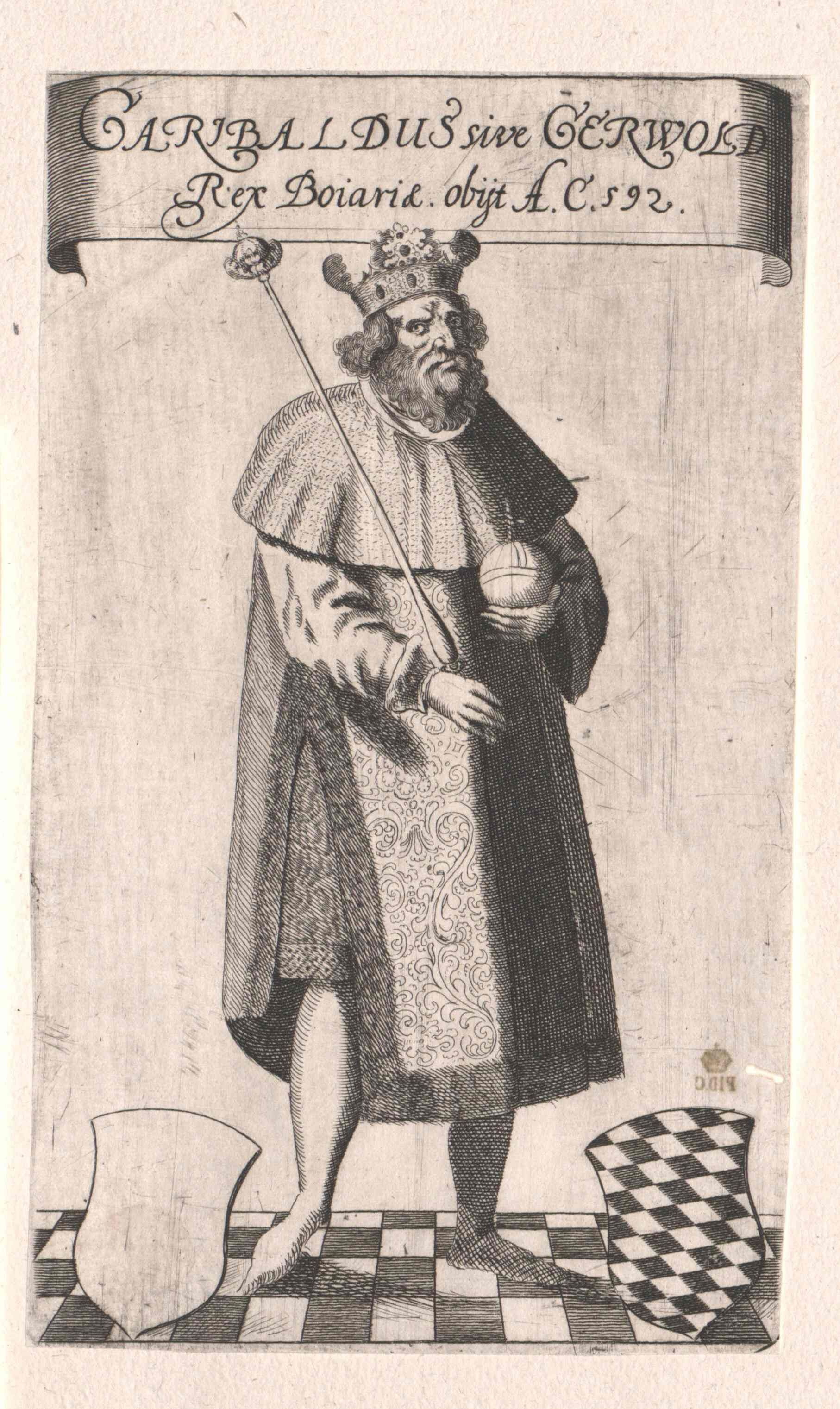
Garibaldo I di Baviera, primo duca della dinastia degli Agilolfingi

Già intorno al 555 i Bavari avevano costituito un ducato, formalmente vassallo dei Merovingi e governato dai discendenti della famiglia degli Agilolfingi. Il suo territorio, da cui originerà il Ducato di Baviera, si estendeva tra il corso superiore del fiume Danubio e la città di Ratisbona, che ne divenne la capitale. Il primo duca documentato fu Garibaldo I, un franco agilolfingio. Il rapporto tra i Franchi Merovingi e i Bavari fu altalenante, tra alleanza feudale e scontri armati. La situazione si complicò durante il regno del duca Tassilone III, iniziato nel 742. Tassilone aveva preso in moglie una delle figlie del re longobardo Desiderio, Liutperga, con la speranza di poter contare sulla protezione del suo popolo. Tuttavia quando fu chiaro che il potere dei Longobardi era oramai in declino (Desiderio verrà sconfitto e deposto nel 774), il duca bavaro strinse un'alleanza con gli Avari, nemici dei Franchi. Il re franco Carlo Magno vide in questa mossa una violazione del giuramento feudale prestato da Tassilone nei confronti del padre Pipino il Breve, grazie al quale aveva goduto del pieno dominio del territorio bavarese e della dignità ducale.

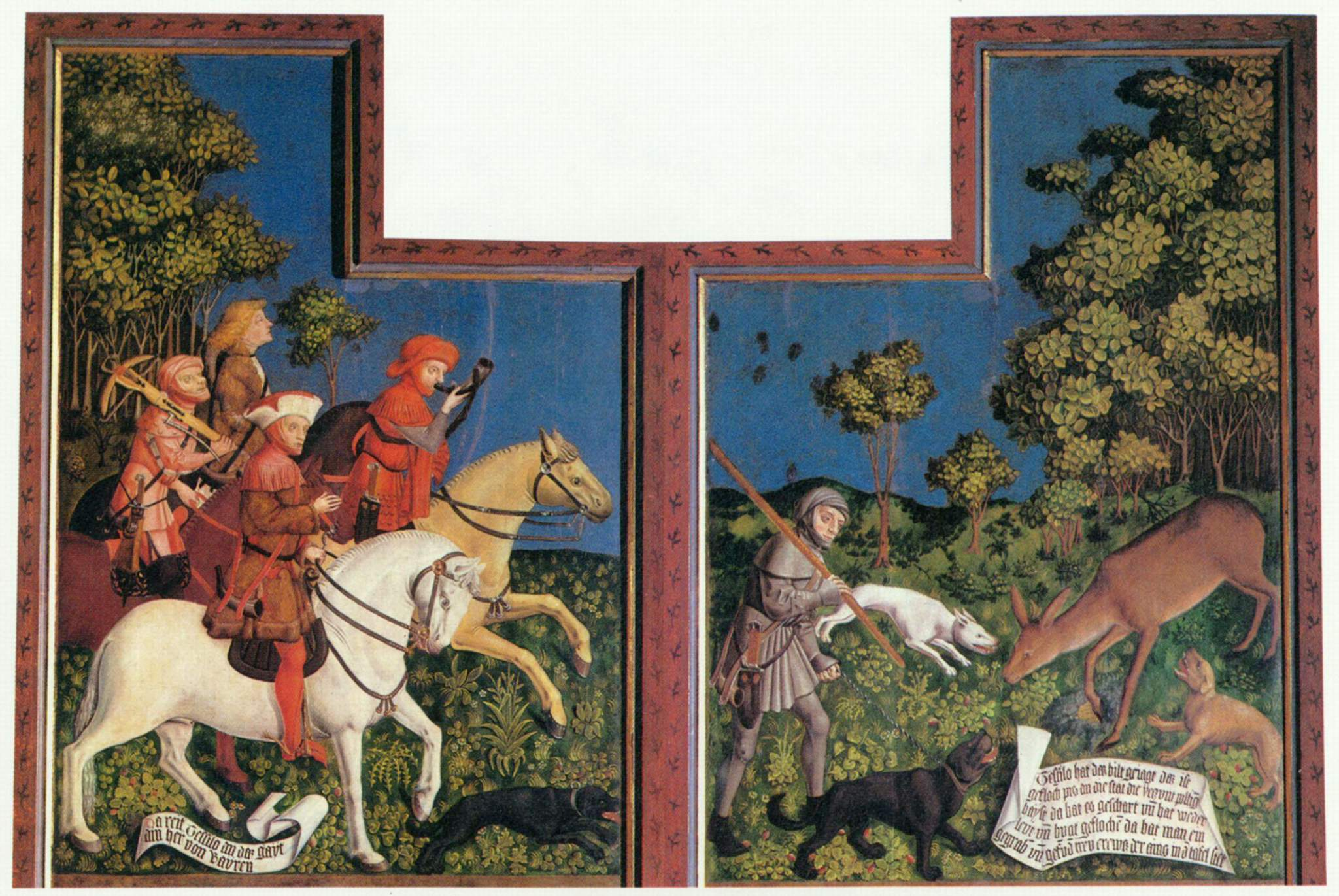
Il duca Tassilone III di Baviera in un manoscritto medievale

Per consolidare ulteriormente l'alleanza con gli Avari, nel 777 Tassilone fondò l'Abbazia di Kremsmünster, affidata a monaci osservanti la Regola di san Benedetto con l'obiettivo di imporre un'influenza politica e culturale sui popoli vicini. Fece però l'errore di entrare in conflitto con la Chiesa quando limitò l'indipendenza economica del clero bavarese, e in risposta i vescovi locali si coalizzarono contro di lui. Quando nel 787 Carlo Magno mosse con il suo esercito verso il ducato bavarese, i maggiori dignitari di Tassilone gli volsero le spalle e al duca non rimase che arrendersi e consegnarsi al re dei Franchi. Nel 788, dopo un processo svoltosi con tutte le garanzie giuridiche, Tassilone fu condannato a morte, pena commutata da Carlo nella reclusione a vita in monastero insieme ai figli. Si estinse così la casata degli Agilolfingi. Con la caduta del loro alleato gli Avari tentarono una sortita contro il potente esercito di Carlo, ma nel 791 vennero sbaragliati e dovettero ritirarsi verso l'Ungheria occidentale. A seguito delle dieta tenutasi a Francoforte sul Meno nel 794, la Baviera divenne ufficialmente la Marca orientale bavarese, parte dell'Impero franco, e perse la propria autonomia.

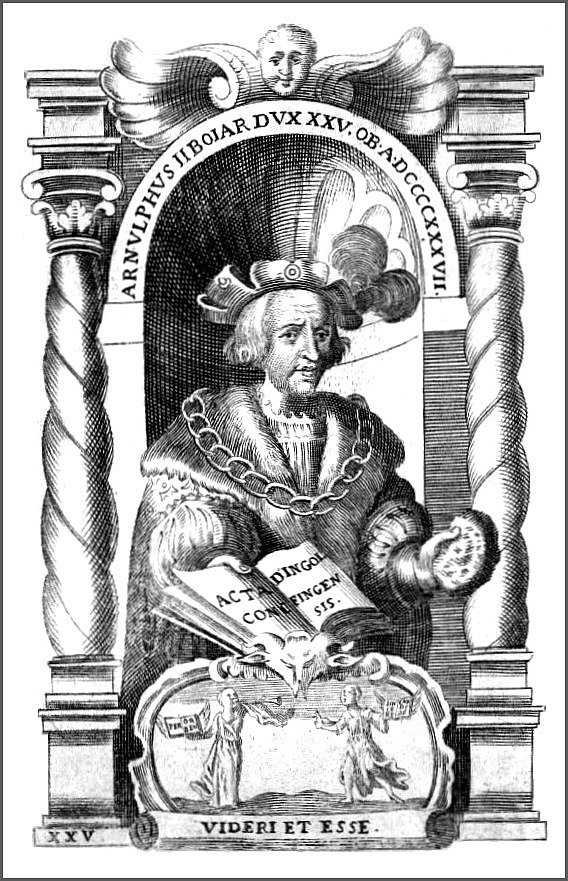
Arnolfo di Baviera, considerato il primo dei duchi di Baviera in quanto ufficialmente riconosciuto dalla corte reale

Carlo concesse la Marca al proprio cognato Geroldo di Baviera, mentre le terre più orientali vennero affidate a margravi, con il compito di difendere i confini del regno dalle popolazioni slave e bulgare. Il nuovo assetto politico non portò tuttavia alla stabilità sperata, ma il territorio della Marca fu anzi spesso teatro di scontri e dispute tra margravi, vescovi e dignitari bramosi di accaparrarsi sempre più potere. Anche l'Impero stesso si trovava in difficoltà: morto Carlo Magno il figlio Ludovico il Pio dovette dividere le vastissime terre ereditate tra i suoi litigiosi figli. Così, con il trattato di Verdun dell'843 e quello di Meerssen dell'870, venne «tracciato il primo schema della futura Europa» con l'attuale Austria che divenne, insieme a tutto il Ducato di Baviera, parte delle terre di Ludovico il Germanico.
Dell'instabilità politica si avvantaggiarono gli Ungheresi, che nel 907 sbaragliarono a Presburgo l'esercito bavarese guidato dal marchese Liutpoldo di Baviera e dall'arcivescovo Theotmar di Salisburgo, entrambi uccisi in battaglia. L'avanzata ungherese venne fermata solo nei pressi del corso inferiore dell'Inn e dell'Isar grazie ad Arnolfo, figlio di Liutpoldo. Il successo gli permise di autoproclamarsi duca di Baviera e di regnare in totale autonomia dalla corte tedesca. Tale situazione venne legittimata nella dieta imperiale del 14 aprile 910 in cui il re Enrico I riconobbe ufficialmente Arnolfo come duca, condizione che gli garantiva il potere di coniare moneta, emanare atti ufficiali, nominare vescovi, comandare l'esercito e amministrare la giustizia. Alla morte di Arnolfo, avvenuta il 14 luglio 937, i figli Eberardo e Arnolfo II si batterono per la riconferma dell'indipendenza, pretendendo che la dignità ducale diventasse un fatto ereditario. Ciò li portò a scontrarsi con il potente re Ottone I di Sassonia, nel frattempo succeduto al padre Enrico I, che li sconfisse.

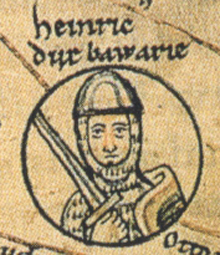
Enrico I di Baviera ritratto nella Chronica sancti Pantaleonis del XIII secolo

Messo fine alla dinastia dei Luitpoldingi, Ottone impose sul trono bavarese il fratellastro Enrico e ne ampliò nel 949 i confini fino a comprendere Carinzia, Tirolo, Friuli, Istria, Verona e Trento. Alla morte di Enrico, Ottone nominò come successore il figlio del defunto duca, di soli quattro anni, una scelta abbastanza inedita per quei tempi, conferendo la reggenza alla madre Giuditta. Il 2 febbraio 962 Ottone venne incoronato a Roma imperatore del neonato Sacro Romano Impero, di cui l'Austria farà parte fino al suo scioglimento, oltre otto secoli dopo.
Menzione a parte si deve fare per la storia di Salisburgo nell'alto medioevo. La cittadina sorta intorno all'abbazia di San Pietro fondata nel 696 da san Ruperto, venne istituita a vescovado nel 739 da parte di papa Bonifacio VI per poi essere elevata ad arcivescovado nel 798. Da allora Salisburgo godette di una sua autonomia, confermata dai regnanti del ducato austriaco e formalizzata nella creazione del principato arcivescovile di Salisburgo nel 1216.

### I Babenberg

#### Margraviato d'Austria (976–1156)

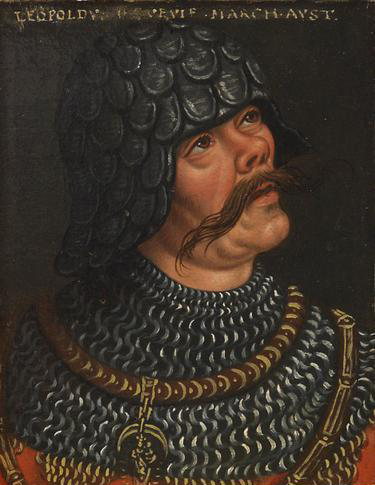
Leopoldo I di Babenberg

Nel 955 Ottone I aveva sconfitto i Magiari nella battaglia di Lechfeld, ristabilendo la Marcha orientalis all'interno dei confini del ducato bavarese e affidandola al margravio Burcardo, un cognato della duchessa Giuditta, madre del duca Enrico II. Nel 976 Burcardo si unì a questi nella rivolta contro il giovane Ottone II. Questo tradimento gli costò la deposizione da parte della dieta imperiale di Ratisbona e la sostituzione con il più fedele Leopoldo I di Babenberg. Leopoldo fu il capostipite del casato che governerà il territorio centrale della futura Austria, allora comprendente solo una piccola regione della valle del Danubio, dando inizio alla vera e propria storia del paese.
Tra il 984 e il 985 la marca fu teatro di sanguinosi scontri conseguenti a nuove scorrerie della cavalleria magiara. Secondo quanto raccontato dalle cronache redatte dal vescovo Tietmaro di Merseburgo, Leopoldo morì il 10 luglio 994 colpito per errore da una freccia in realtà destinata a uccidere Enrico di Schweinfurt. Sebbene il diritto germanico allora vigente non prevedesse la successione ereditaria dei feudi e dei regni, a Leopoldo succedette il figlio Enrico I di Babenberg, ma solo dopo aver ricevuto l'approvazione dall'imperatore Ottone III. È proprio al tempo di Enrico I che si ebbe la prima menzione del termine Ostarrichi, antico nome tedesco traducibile con "Marca dell'Est" ed evolutosi in Österreich (in italiano "Austria"). Questa compare in un documento emanato dall'imperatore il 1º novembre 996 in cui si parla di «una zona popolarmente chiamata Ostarrichi nella marca e contea del conte Enrico, figlio del margravio Leopoldo».

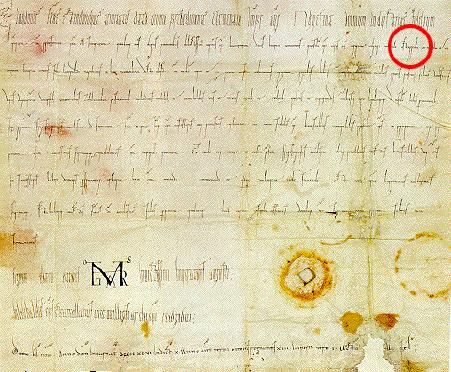
Il documento del 996 con la firma dell'imperatore Ottone III in cui compare per la prima volta il termine Ostarrichi

Per tutto il suo regno, Enrico resse la Marca d'Austria come vassallo fedele al sovrano di Germania e quando morì senza figli nel 1018 la sua carica passò al più giovane fratello Adalberto. Questi perseguì una politica pacifista, aiutato in questo dalla conversione al cristianesimo di Stefano I d'Ungheria con cui poté instaurare rapporti amichevoli. Grazie al contesto favorevole gli insediamenti della marca poterono estendersi verso est, dove vennero bonificate vaste aree e coltivati nuovi campi.
Il clima di pace tuttavia si spezzò improvvisamente quando il nuovo imperatore Corrado II il Salico, sul trono dal 1024, invase l'Ungheria per ampliare i propri domini, coinvolgendo inevitabilmente la Marca d'Austria. Quando l'esercito imperiale dovette ripiegare su Vienna, Adalberto fu accusato di non aver fornito il necessario aiuto militare per non compromettere le relazioni con i vicini ungheresi, mettendone così in crisi i rapporti con l'impero. Dopo il 1040 Adalberto sposò in seconde nozze Frozza Orseolo, figlia del doge di Venezia Ottone Orseolo, consentendogli di intrecciare con la potente Serenissima Repubblica lucrosi traffici commerciali in sostituzione di quelli con l'Ungheria decaduti con le guerre. Le relazioni tra Adalberto e l'Impero si normalizzarono quando Enrico III divenne imperatore, sebbene gli scontri con l'Ungheria non cessassero del tutto. Un trattato di pace venne raggiunto durante la reggenza di Agnese di Poitou, vedova dell'imperatore, con cui vennero definiti solennemente i confini orientali «intangibili e validi per tutti i tempi» della marca austriaca, coincidenti con i fiumi Morava e Leita.

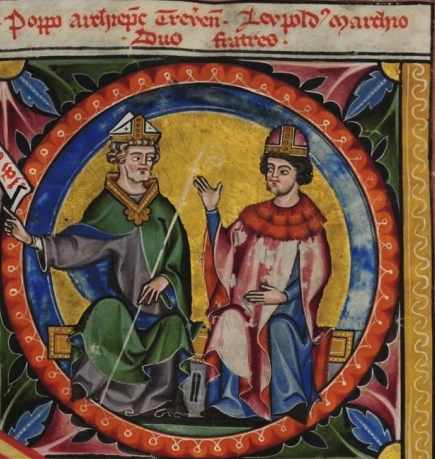
Il margravio d'Austria Leopoldo II con l'arcivescovo Poppo di Treviri

Gli anni successivi furono contraddistinti dalla lotta per le investiture, che vide contrapposti Impero e Chiesa di Roma. Il nuovo margravio d'Austria Ernesto di Babenberg, subentrato al padre Adalberto nel 1055, si schierò con l'imperatore Enrico IV e si batté contro i Sassoni, morendo nella prima battaglia di Langensalza del 9 giugno 1075, non prima di aver accresciuto i confini orientali dei propri possedimenti annettendo la marca boema e la marca ungherese. Il figlio e successore Leopoldo II mutò sorprendentemente l'orientamento politico, probabilmente su pressione del vescovo Altmann di Passavia, passando dalla parte di papa Gregorio VII, dichiarandosi, nell'estate del 1081, sollevato dal dovere di ubbidienza a Enrico, e promettendo alla Chiesa assistenza militare. Leopoldo II venne sconfitto dall'esercito imperiale nella battaglia di Mailberg, ma riuscì a preservare la carica di margravio. In tale contesto «si delinearono i primi contorni di una politica austriaca indipendente dal regno di Germania e del tutto autonoma anche nella flessibilità dei metodi, dacché cercava un'intesa con la Chiesa e s'indirizzava per pure e semplici ragioni economiche all'Europa orientale».
L'affermazione della sovranità della marca austriaca continuò con Leopoldo III, al potere dal 1095, che riuscì a conferirle i tratti essenziali, sebbene non giuridicamente pienamente delineati, di uno Stato indipendente dotato di un proprio profilo economico e culturale. Nello scontro tra l'imperatore Enrico IV e il figlio Enrico V Leopoldo prese le parti del secondo, e quando questi salì al trono lo ricompensò dandogli in sposa la sorella Agnese di Waiblingen; da tale unione il prestigio dei Babenberg uscì fortemente rafforzato. La loro affermazione fu tale che, alla morte di Enrico V, i nobili tedeschi offrirono il trono imperiale al successore di Leopoldo III, il figlio Leopoldo IV, che tuttavia declinò, preferendo continuare a occuparsi della Marca. L'età di Leopoldo IV, margravio dal 1136 al 1141, fu florida e la città di Vienna conobbe particolare sviluppo grazie al commercio e all'artigianato. La politica matrimoniale continuò a essere uno strumento di pace con gli stati confinanti: Leopoldo sposò Maria di Boemia, mentre la sorella Agnese di Babenberg venne data in sposa a Ladislao di Polonia e Slesia.

#### Ducato d'Austria (1156–1246)

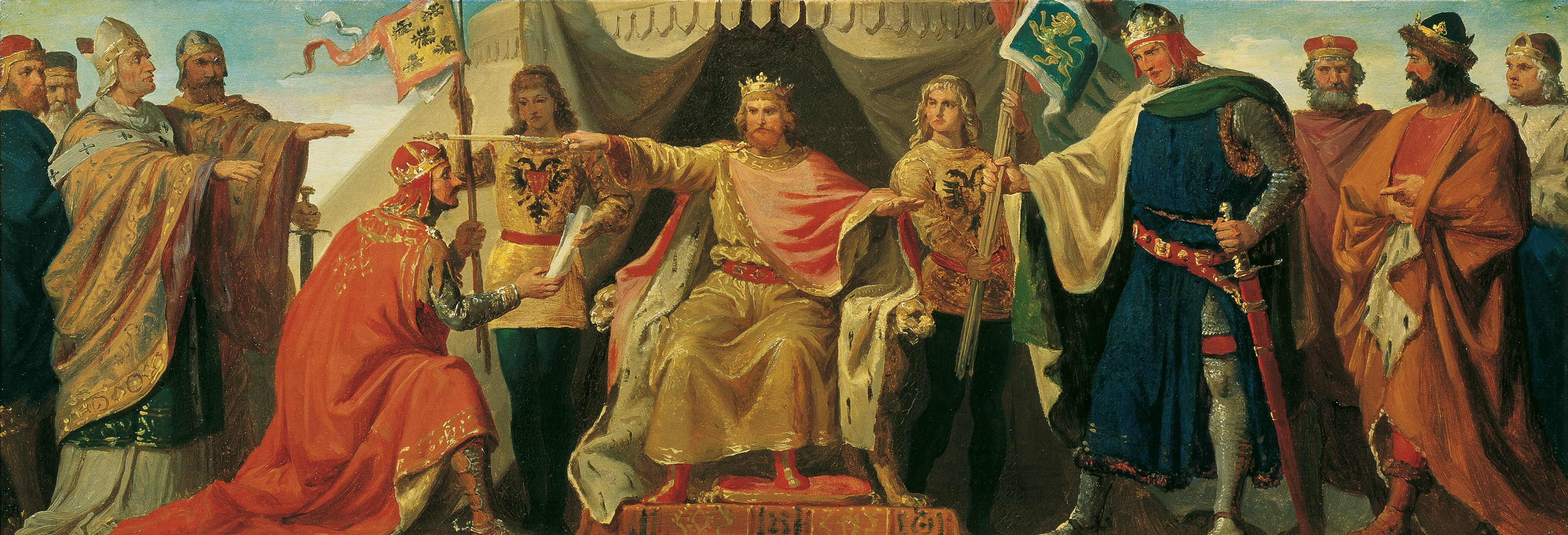
L'imperatore Federico I Barbarossa infeuda Enrico il Leone del Ducato di Baviera e Enrico II di Babenberg di quello d'Austria appena istituito con il privilegium minus. Dipinto di Karl von Blaas.

All'improvvisa morte di Leopoldo la marca passò al fratello Enrico II di Babenberg. Nel frattempo, nel corso della disputa tra guelfi e Hohenstaufen, il Ducato di Baviera era stato strappato a Enrico X e dato in affidamento alla dinastia dei Babenberg. Il nuovo imperatore Federico I Barbarossa provò a trovare un compromesso con i guelfi e cedette nel 1156 al figlio di Enrico X, Enrico il Leone, la Baviera, costringendo il margravio Enrico II a rinunciare a ogni pretesa su di essa. Tuttavia Enrico II ricevette nello stesso anno un risarcimento, il cosiddetto privilegium minus, attraverso il quale la marca d'Austria venne elevata a ducato, diventando così completamente indipendente dalla Baviera. Inoltre, il privilegio ducale sarebbe stato trasmesso per via ereditaria. Negli stessi anni Vienna andò sempre più ad affermarsi come centro politico ed economico dei Babenberg, tanto che Arnoldo di Lubecca nel 1172 la definì come la "capitale" a spese di Pöchlarn, considerata tale fino ad allora. Salisburgo, invece, iniziò ad essere ricostruita dopo che il Barbarossa l'aveva rasa al suolo nel 1167.

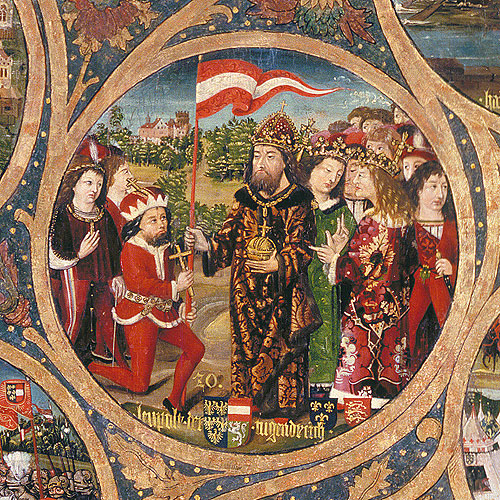
Leopoldo V di Babenberg, detto il virtuoso, nell'albero genealogico dei Babenberger realizzato tra il 1489 e il 1492

Nel 1192 Leopoldo V di Babenberg, duca dal 1177, fu responsabile della cattura del re inglese Riccardo Cuor di Leone, di passaggio dopo un naufragio mentre ritornava dalla terza crociata. Il duca rilasciò Riccardo solo dopo aver ricevuto il pagamento di un cospicuo riscatto, e per questo atto dovette subire la scomunica da parte del papa Celestino III. Il denaro estorto venne usato in gran parte per finanziare l'espansione della città di Vienna: venne abbellito e ampliato il sistema difensivo e migliorata la rete viaria intorno alla città per incrementarne le attività economiche. Poco lontano dalla capitale venne fondata Wiener Neustadt per presidiare i confini minacciati dalle incursioni dei Magiari; l'insediamento, posto in posizione strategica, divenne velocemente un notevole centro commerciale. Dal 24 maggio 1192 Leopoldo V fu investito anche del Ducato di Stiria, in forza del patto di Georgenberg sottoscritto con il margravio Ottocaro IV di Stiria sei anni prima.
Nel 1195 Leopoldo V morì e gli succedette come duca d'Austria il figlio Federico I. Il suo regno fu però molto breve: morì infatti nel 1198 in Italia, mentre si apprestava a prendere parte alla crociata del 1197. Con la scomparsa di Federico la reggenza passò al fratello Leopoldo VI, che riunì nuovamente il Ducato d'Austria e quello di Stiria sotto un unico sovrano. L'età di Leopoldo VI è ricordata sia per il suo duro governo, sia per la prosperità di cui godette il ducato. Vienna, già una città in ascesa, divenne un centro economico e politico di prima importanza, sebbene fallisse il proposito di farne una sede vescovile per l'opposizione del vescovo di Passavia Manegoldo di Berg.

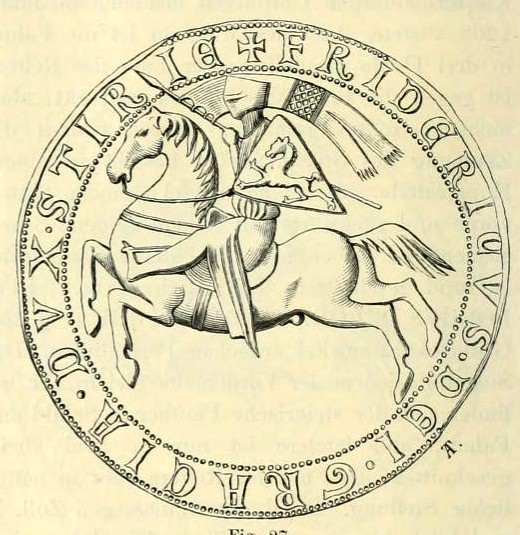
Stemma di Federico II di Babenberg; con lui si estinse il casato

La situazione mutò quando nel 1230 succedette a Leopoldo VI il figlio Federico II di Babenberg. Soprannominato "il Litigioso", dopo un solo anno scatenò una rivolta dei propri nobili, esasperati dalle forti tasse e dall'intransigente amministrazione che sovente limitava i loro antichi privilegi. Tuttavia, grazie a un'accorta politica e a una riuscita strategia militare, Federico riuscì a sedare la rivolta e a conservare il proprio potere. Ma anche all'estero Federico non esitò a crearsi inimicizie: dopo essersi scontrato con i ducati di Baviera, Boemia e Ungheria, la dieta convocata a Norimberga nel 1236 gli tolse i suoi titoli, e siccome il duca non volle accettare la sentenza truppe dei ducati vicini invasero l'Austria. Nonostante la resistenza, Federico dovette abbandonare Vienna, consentendo all'imperatore Federico II di Svevia di annettere il Ducato alla corona, il che pose fine alla sua autonomia. L'ormai ex duca, riparato a Wiener Neustadt, riuscì a riprendere il controllo della capitale, approfittando dell'assenza dell'imperatore richiamato in Italia, ma il destino politico dei Babenberg era oramai segnato. Un ultimo tentativo di Federico di combinare il matrimonio tra la nipote Gertrude e l'imperatore fallì. Il duca morì infine nella battaglia del fiume Leita contro il re Béla IV d'Ungheria; non avendo avuto figli, la linea principale dei Babenberg si estinse con lui.

#### Arte e cultura nell'età dei Babenberg
Pochi sono gli edifici di epoca Babenberg giunti sino a noi nella loro architettura originaria, poiché la maggior parte è stata distrutta o pesantemente modificata nel corso del tempo. L'Abbazia di Lilienfeld e l'Abbazia di Heiligenkreuz sono tra i migliori esempi di architettura di quel tempo, in cui si coniugò il gusto locale con gli influssi franco-tedeschi tipici dello stile cistercense. La gotica cattedrale di Santo Stefano venne iniziata nel 1147, ma i suoi lavori terminarono solo nel XV secolo con diverse aggiunte rispetto al più modesto progetto iniziale.
Riguardo alle arti decorative del tempo è difficile riconoscere uno stile specifico austriaco; si notano bensì le influenze bizantine, romaniche e normanne. I soggetti degli affreschi, delle vetrate e delle miniature furono quasi esclusivamente religiosi. Poco si sa della musica dell'età Babenberg, ad eccezione di qualche componimento popolare di accompagnamento alla danza. Grazie a riproduzioni grafiche sappiamo che si suonavano arpe, trombe, tamburi, salteri e un progenitore del violino. I primi testi letterari in lingua alto-tedesca antica comparvero alla fine del X secolo; uno dei primi esempi è il frammento Wiener Hundesegen, un'esortazione probabilmente di origine pagana a protezione dei cani di Vienna. La monaca Ava, vissuta a cavallo tra X e XI secolo, fu la prima donna di cui sia conosciuto il nome ad aver scritto componimenti (un ciclo di poesie di carattere religioso) in lingua tedesca. Sebbene la canzone dei Nibelunghi appartenga più all'area tedesca, essa venne probabilmente scritta agli inizi del XIII secolo da un autore anonimo dell'area danubiana, fra Passavia e Vienna.
L'istruzione della popolazione sotto i Babenberg era di competenza esclusiva della Chiesa cattolica. Importanti scuole cattedrali si trovavano a Salisburgo, Bressanone, Furth bei Göttweig, Admont e Kremsmünster, e in esse si insegnavano grammatica, retorica, dialettica, aritmetica e astronomia. Intensa era l'attività dei monasteri nella redazione di cronache.

### Interregno (1247-1278)

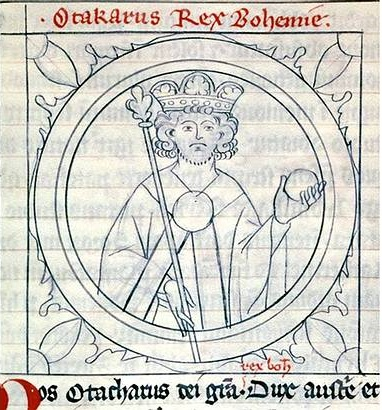
Ottocaro II di Boemia in una miniatura del XIV secolo

Con la scomparsa dell'ultimo dei Babenberg ebbe inizio la contesa per la successione al ducato austriaco; l'imperatore Federico II, impegnato nei conflitti con il papato e i comuni italiani, non poté intervenire direttamente. Tra i contendenti vi era la nipote del defunto duca Federico, Gertrude, ma la nobiltà si rifiutava di accettare una donna come unica regnante (anche se avrebbe cambiato idea nel caso fosse stata sposata con qualcuno di adeguata posizione). L'occasione fu colta dal re di Boemia Venceslao I, che le propose il matrimonio con il figlio Vladislao. Vladislao ricevette l'omaggio della nobiltà austriaca, ma morì prima che potesse prendere fisicamente possesso dei territori. Gertrude allora sposò nel 1248, su suggerimento del papa, il margravio di Baden Ermanno VI, ma anche lui morì poco dopo senza esercitare il potere sul Ducato. L'attenzione si spostò sulla sorella di Federico, Margherita, che nel febbraio 1252 aveva sposato l'altro figlio di Venceslao I, Ottocaro II di Boemia. La coppia ricevette l'approvazione di gran parte dei dignitari e di papa Innocenzo IV; a Gertrude non restò che accettare la loro successione.
Il regno di Ottocaro durò ventisei anni, contrassegnati da una politica severa e accentratrice. La legislazione venne ampliata e applicata con maggior rigore, mentre le milizie private furono sciolte e i castelli di chi si opponeva furono demoliti. L'età di Ottocaro è tuttavia ricordata anche per la crescita dell'artigianato, dei commerci e per un certo sviluppo culturale.

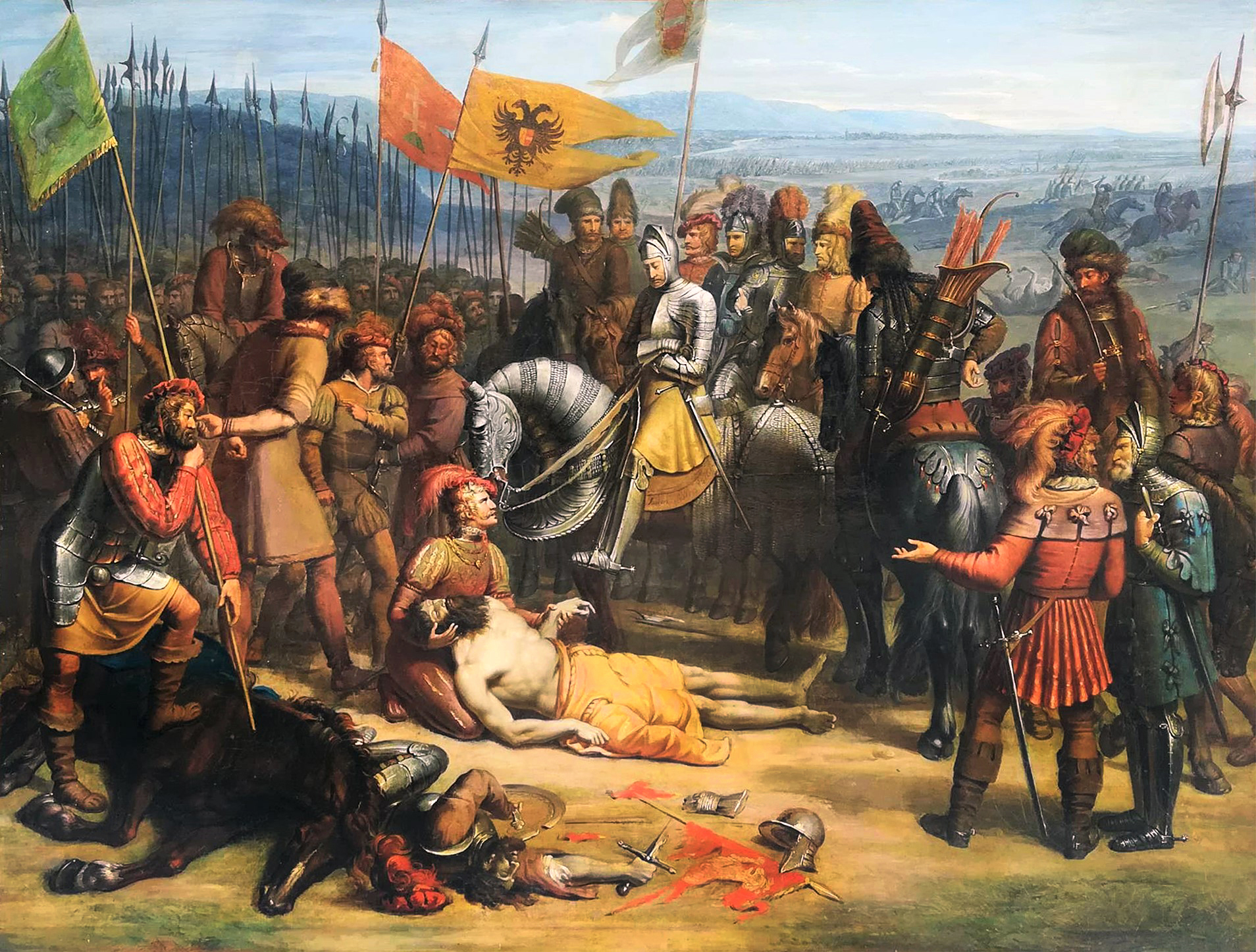
Rodolfo I d'Asburgo davanti al corpo di Ottocaro al termine della battaglia di Marchfeld

Ottocaro divenne tanto potente da ambire alla corona di imperatore, rimasta vacante dalla fine degli Hohenstaufen. Tuttavia, preoccupati di avere come sovrano una personalità così forte, gli elettori preferirono il conte Rodolfo I d'Asburgo, posto sul trono il 29 settembre 1273. Al rifiuto di Ottocaro di riconoscerlo come legittimo imperatore Rodolfo lo sollevò dalla dignità di duca d'Austria, lo mise al bando e pose Vienna sotto assedio. Due anni dopo Ottocaro provò a riprendersi i propri domini, ma venne sconfitto e ucciso dalle armate di Rodolfo, alleate degli ungheresi nella battaglia di Marchfeld, ponendo così fine all'egemonia boema.

### Gli Asburgo

#### Consolidamento del potere

Stemma della Casa d'Asburgo

Rodolfo impiegò gli anni successivi nel consolidare il dominio degli Asburgo; nel 1282 passò il titolo di duca d'Austria ai figli Alberto I e Rodolfo II (che abdicherà a favore del primo già l'anno successivo). Alberto I governò sul ducato con ferreo rigore, reprimendo con durezza le rivolte della nobiltà. Probabilmente proprio a causa del suo dispotismo i principi elettori non vollero avallare la sua candidatura a imperatore, preferendogli Adolfo di Nassau. Tuttavia, con l'aiuto di una coalizione di principi tedeschi, Alberto riuscì a farlo deporre e a succedergli nel 1298 dopo averlo sconfitto e ucciso nella battaglia di Göllheim. Il regno di Alberto poté però durare solamente altri dieci anni: nel 1308 venne assassinato dal nipote Giovanni di Svevia (detto per questo "il parricida") a cui aveva sottratto l'eredità. Nonostante la fama di uomo duro, è noto che Alberto si impegnò anche per migliorare le condizioni dei suoi sudditi, in particolare dei servi della gleba, degli ebrei e della classe mercantile. La sua morte fu «una catastrofe che fece svanire la speranza di fondare una dinastia imperiale»; infatti, poco dopo la sua morte, i principi elettori scelsero come nuovo imperatore Enrico VII di Lussemburgo e non il figlio di Alberto Federico.
A capo del Ducato d'Austria succedettero ad Alberto I i suoi figli Leopoldo I e Federico I. Gli anni del loro regno non furono facili per l'Austria e per gli Asburgo: Leopoldo subì una pesante sconfitta nella battaglia di Morgarten, che segnò il tramonto delle ambizioni asburgiche sulla Svizzera, mentre Federico venne catturato nella battaglia di Mühldorf contro Ludovico il Bavaro, con cui si contendeva la corona di imperatore. Le cose peggiorarono nei decenni seguenti, quando l'Austria conobbe disastri naturali e cattivi raccolti che aggravarono una già difficile situazione che affliggeva l'intera Europa. Alla metà del XIV secolo i territori asburgici non vennero risparmiati neanche dalla diffusione dell'epidemia di peste nera, che decimò la popolazione. In risposta a tali avversità gli austriaci trovarono negli ebrei il capro espiatorio, e solo il fermo intervento del duca Alberto II d'Asburgo evitò che la situazione divenisse incontrollabile.

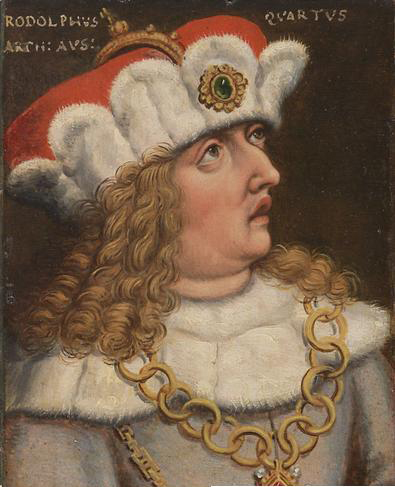
Rodolfo IV d'Asburgo, fece redigere il Privilegium maius con cui si sanciva l'indivisibilità dell'Austria e l'elevazione a arciducato

Rodolfo IV d'Asburgo divenne duca d'Austria il 16 agosto 1358, e benché il suo regno sia durato solamente sette anni esso fu assai rilevante. Egli concentrò il potere su di sé e promosse iniziative per innalzare il prestigio di Vienna, come la fondazione dell'università e la ristrutturazione del duomo di Santo Stefano secondo l'arte gotica. A seguito dell'emanazione nel 1356 da parte dell'imperatore Carlo IV di Lussemburgo della cosiddetta "Bolla d'Oro", che di fatto estrometteva i duchi d'Austria dai principi elettori, Rodolfo IV fece redigere un documento falso, noto come Privilegium maius, i cui contenuti venivano fatti risalire addirittura a Nerone e Giulio Cesare, sostituendo l'antico e legittimo Privilegium minus che venne distrutto. Con una tale falsificazione Rodolfo poté vantare alcuni inesistenti antichi privilegi, elevando l'Austria ad Arciducato e garantendo alcuni diritti per gli Asburgo, come quello di primogenitura e di giurisdizione autonoma. Nel 1363 Rodolfo ricevette in eredità dalla contessa vedova Margherita di Tirolo-Gorizia la contea del Tirolo, e dieci anni più tardi similmente ottenne la città portuale di Trieste, la quale era in cerca di protezione dalle mire della Repubblica di Venezia. Negli stessi anni i conti di Montfort e di Werdenberg gli cedettero i loro possedimenti dietro un corrispettivo in denaro.

#### Prima divisione

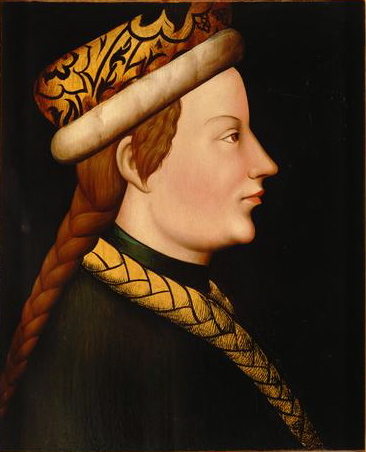
Alberto III d'Asburgo, capostipite del "ramo albertino" degli Asburgo

Una disposizione del 1355 stabiliva che i domini asburgici non dovessero essere mai frazionati, così, alla morte di Rodolfo IV, essi passarono congiuntamente ai suoi fratelli minori Alberto e Leopoldo. Tuttavia nel 1379 i due fratelli decisero di dividersi il regno, e il 25 settembre stipularono il trattato di Neuberg con il quale ad Alberto andava la Bassa Austria e a Leopoldo l'Alta Austria insieme alla Stiria, alla Carinzia, alla Carniola e al Tirolo. Il trattato prevedeva, almeno teoricamente, che vi fosse una certa interdipendenza reciproca, e che se uno dei due rami si fosse estinto i suoi possedimenti si sarebbero riuniti con quelli dell'altro. Con Alberto III, appassionato di scienze, l'università viennese si espanse e durante lo Scisma d'Occidente ebbe il consenso di papa Urbano VI per istituire una facoltà teologica. La stessa città di Vienna fu sottoposta ad un'ampia opera di ristrutturazione, divenendo un centro cultuale di prim'ordine anche grazie all'apertura dei confini che facilitava l'arrivo degli intellettuali.
Nel frattempo l'Europa iniziò a dover fare i conti con l'espansione dei turchi ottomani, che stavano muovendo verso la penisola balcanica. Nel 1396 i cristiani vennero sconfitti nella battaglia di Nicopoli, a cui partecipò anche un contingente asburgico guidato da Leopoldo IV d'Asburgo. Complice l'oramai probabile caduta di Costantinopoli, l'Austria dovette prepararsi ad affrontarli a breve sui propri confini; solo l'arrivo dell'esercito turco-mongolo di Tamerlano ne poté bloccare temporaneamente l'avanzata. La minaccia turca ebbe forti ripercussioni politiche: a seguito della sconfitta di Nicopoli le diete vennero convocate più frequentemente per discutere di problemi più generali in vista di un possibile attacco, muovendo un passo verso l'idea di un Parlamento. Nel 1404, in un contesto così teso, durante il regno di Alberto V d'Asburgo scoppiò la crociata Hussita per dare la caccia ai discepoli di Jan Hus, ma l'odio fanatico di Alberto finì per danneggiare anche gli Ebrei: si debbono a lui lo sterminio dei giudei viennesi del 1421 (noto come Gesera di Vienna) e la demolizione della sinagoga viennese di Or Sarua. Solo dopo la sconfitta subita per opera degli Hussiti nella battaglia di Taus Alberto seguì una politica più moderata.

## Età moderna

### Impero e arciducato all'inizio dell'età moderna

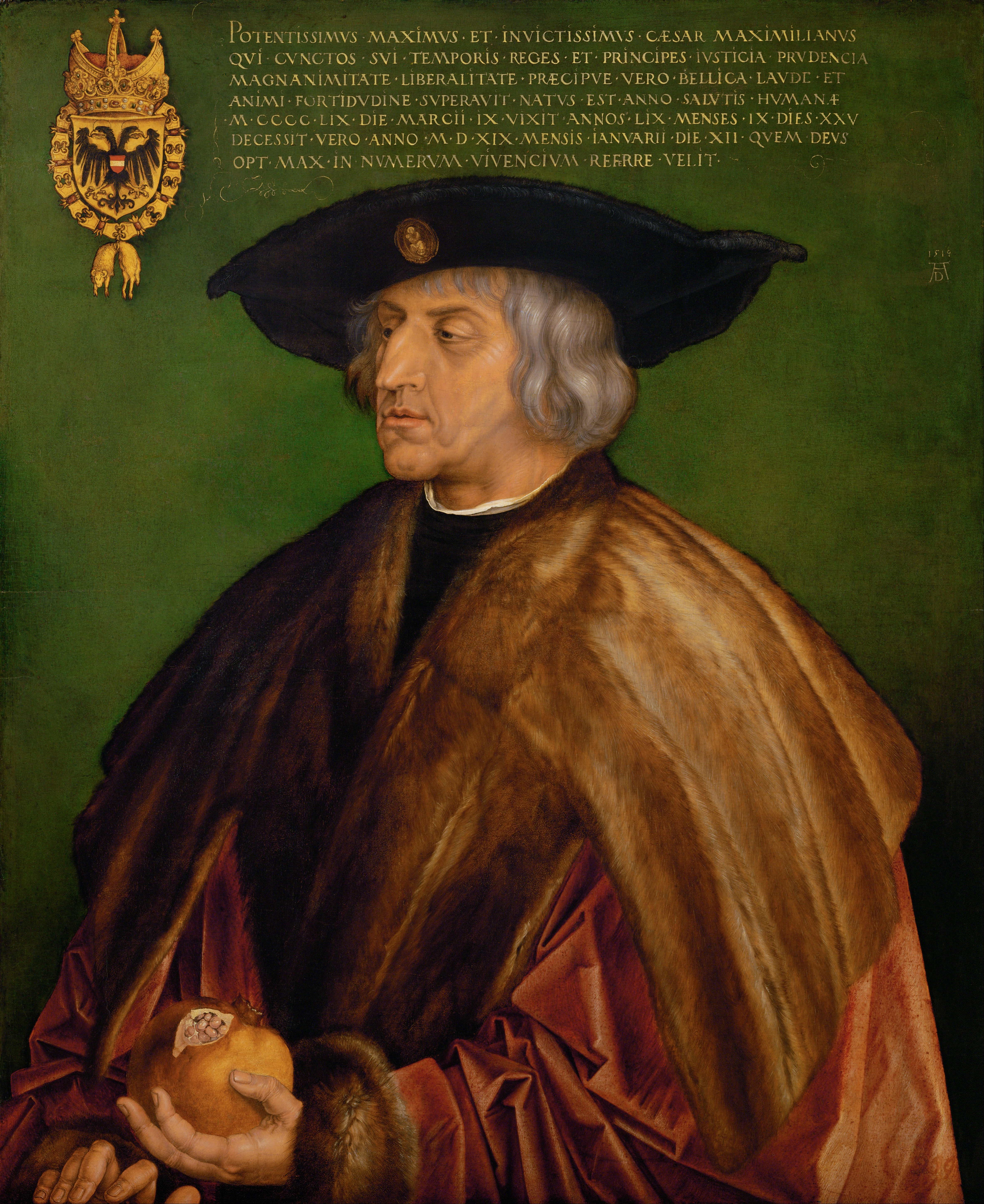
Massimiliano I d'Asburgo

L'Austria iniziò il suo percorso verso l'età moderna sotto Federico III d'Asburgo, successore della linea leopoldina degli Asburgo regnanti nell'Austria Inferiore e arciduca d'Austria dal 1457. Divenuto già imperatore nel 1452, Federico confermò il privilegium maius del suo predecessore elevando così l'Austria a «ruolo di ombelico del Sacro Romano Impero dalla storica condizione di secondaria importanza». Fu poi promotore di diverse riforme economiche come quelle in ambito minerario; sotto di lui si moltiplicarono i centri abitati e vennero erette numerose chiese, mentre i borghesi vedevano migliorare il proprio tenore di vita. Vienna arrivò a contare circa 50 000 abitanti. Per rafforzare il potere, Federico ritenne necessario ampliare l'influenza del casato, rendendolo così in grado di confrontarsi con le altre potenze europee. Dato che non era possibile farlo con le guerre per via della debolezza militare dell'Austria, scelse la strategia della politica matrimoniale, come allora si disse: «Bella gerunt alii, tu felix Austria nube» cioè «la guerra la facciano gli altri, tu ridente Austria ti sposi». Tale obiettivo venne raggiunto con il matrimonio tra il figlio Massimiliano e Maria di Borgogna.
Nello stesso anno del matrimonio, il 1477, scoppiò tuttavia una guerra contro gli ungheresi guidati da Mattia Corvino, i quali nel 1485, dopo un assedio, riuscirono a prendere Vienna, a cui seguì due anni dopo la capitolazione di Wiener Neustadt. Federico d'Asburgo riuscirà a riprendere le sue terre soltanto alla morte di Corvino, avvenuta nel 1490.

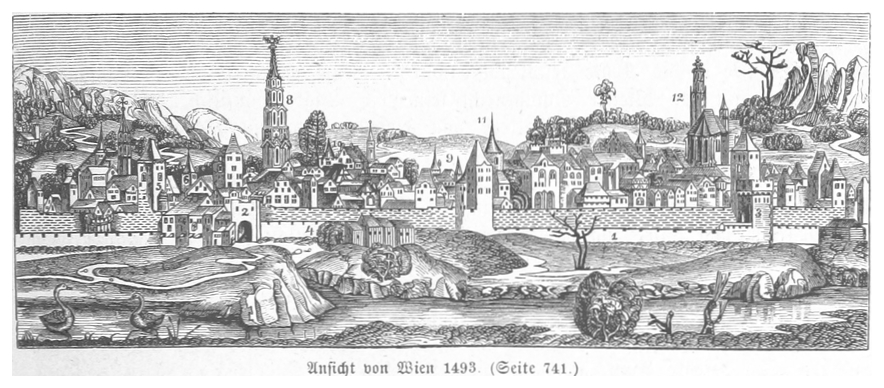
Vienna nel 1493

Massimiliano I succedette al padre Federico nel 1493 riunificando tutti i territori asburgici. Egli dedicò grandi sforzi ad affermare il casato ai più alti vertici del potere ben al di fuori dei confini e degli interessi dell'Austria, tuttavia una così ambiziosa politica portò con sé anche lunghi conflitti. Fu lui a coinvolgere l'impero nelle guerre d'Italia che insanguinarono la penisola per oltre cinquant'anni. Massimiliano profuse risorse anche nel riformare l'apparato amministrativo austriaco sul modello borgognone (terra natia della moglie) insediando a Lienz, Vienna e Innsbruck i regimenter, governi locali con ampi compiti. Creò anche diversi uffici centrali, camere di giustizia e tesorerie subordinati ad un consiglio delle finanze di corte. Durante la sua vita fu anche mecenate di scienziati e umanisti come Conrad Celtis che, stabilitosi a Vienna nel 1497, dette vita alla Sodalitas litteraria Danubiana, radunando attorno a sé intellettuali, artisti e scrittori, che fecero della capitale uno dei più importanti centri culturali europei. Altri umanisti vicini a Massimiliano furono il Rettore Johannes Cuspinian, Konrad Peutinger e il compositore Heinrich Isaac.

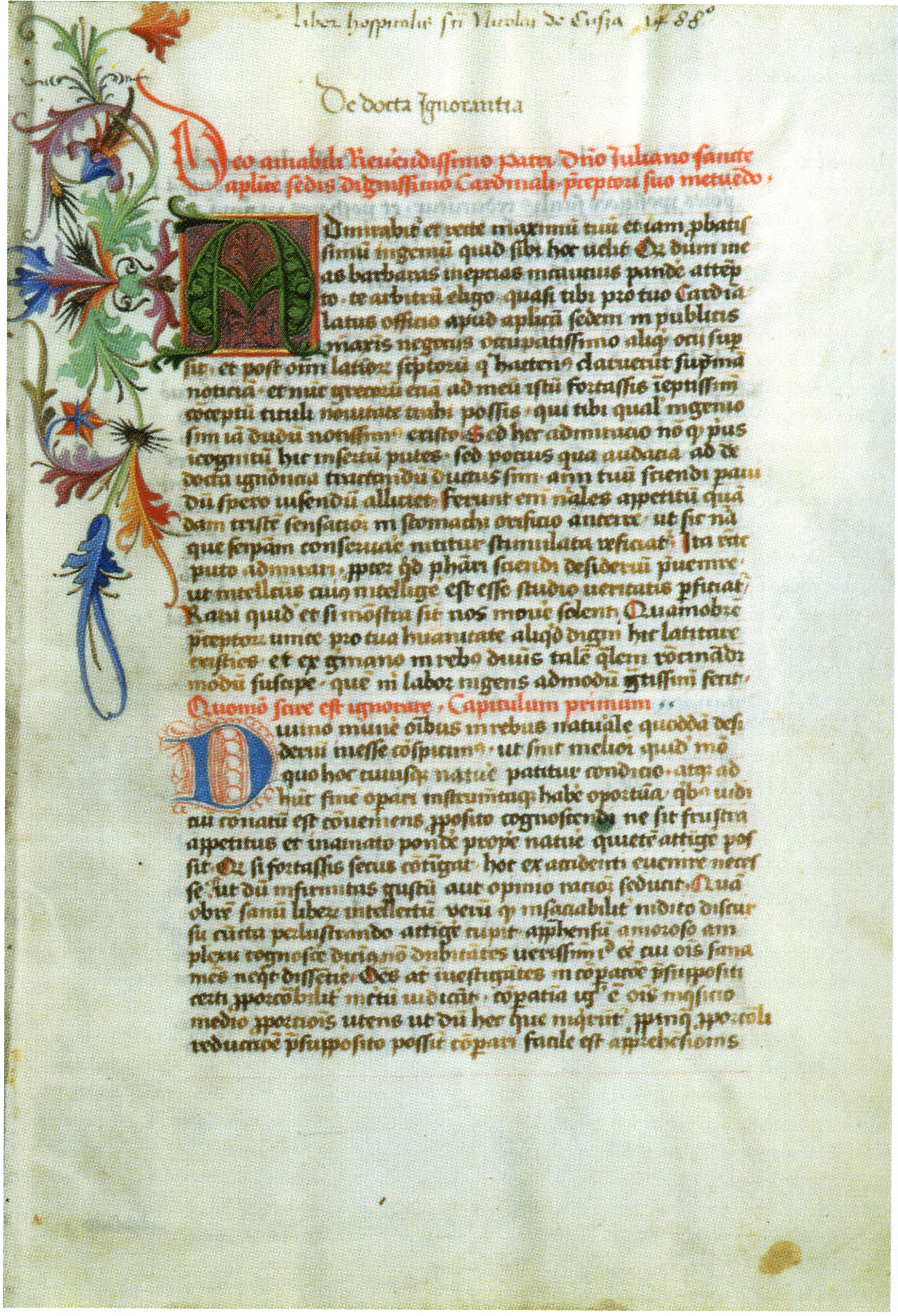
De docta ignorantia di Nicola Cusano

In realtà per tutto il XV secolo l'Austria aveva beneficiato di prosperità culturale: agli inizi del secolo il medico di Alberto IV Galeazzo di Santa Sofia aveva condotto le prime esercitazioni di anatomia nell'Europa centrale, mentre l'Università di Vienna diveniva celebre per gli insegnamenti di aritmetica e astronomia, annoverando Georg von Peuerbach tra i suoi studenti più celebri. Il vescovo di Bressanone, Nicola Cusano, fu una delle menti scientifiche più brillanti del tempo. Nell'arte, in Austria non si affermò uno stile tipico, ma vennero assorbite le influenze delle scuole vicine, prima quella boema e successivamente il manierismo italiano, giunto con gli affrescatori toscani e lombardi. L'architettura trovò la sua massima espressione in ambito ecclesiastico, così come la scultura. Massimiliano morì nel 1519, due anni dopo la pubblicazione delle 95 tesi di Martin Lutero con cui si avviò la Riforma protestante; il vecchio imperatore sottovalutò l'iniziativa di Lutero, che in breve tempo avrebbe sconvolto l'Europa intera. Dopo la sua morte, a Vienna un comitato di 53 persone portò il consiglio comunale sotto il controllo del giudice Martin Siebenbürger, un esperimento che finirà tragicamente tre anni più tardi con la condanna a morte dell'intero consiglio considerato un pericolo per l'autorità della monarchia asburgica.
Il nipote di Massimiliano, Carlo di Gand, venne incoronato imperatore del Sacro Romano Impero nel 1519 con il nome di Carlo V; egli riunì grazie alla politica matrimoniale del nonno Massimiliano I un impero vastissimo, formato da: Castiglia, Paesi Bassi, Borgogna, Franca Contea, Alsazia, Aragona (con tutti i possedimenti italiani), Austria, Stiria, Carinzia, e tutti i territori delle colonie spagnole nel nuovo mondo. All'impero si accorparono anche Boemia e Ungheria, grazie al matrimonio del fratello Ferdinando I con Anna Jagellone.
In occasione della Dieta di Worms del 1521, Carlo V assegnò al fratello minore Ferdinando d'Asburgo il governo dei territori ereditari in Austria superiore e inferiore insieme alla Carinzia, alla Stiria e alla Carniola. Con il successivo trattato di Bruxelles del 7 febbraio 1522 gli venne aggiunto anche il Tirolo e Trieste. Iniziò così il ramo austriaco degli Asburgo, destinato a governare l'Austria per altri quattro secoli.

### Asburgo d'Austria

#### L'età di Ferdinando I

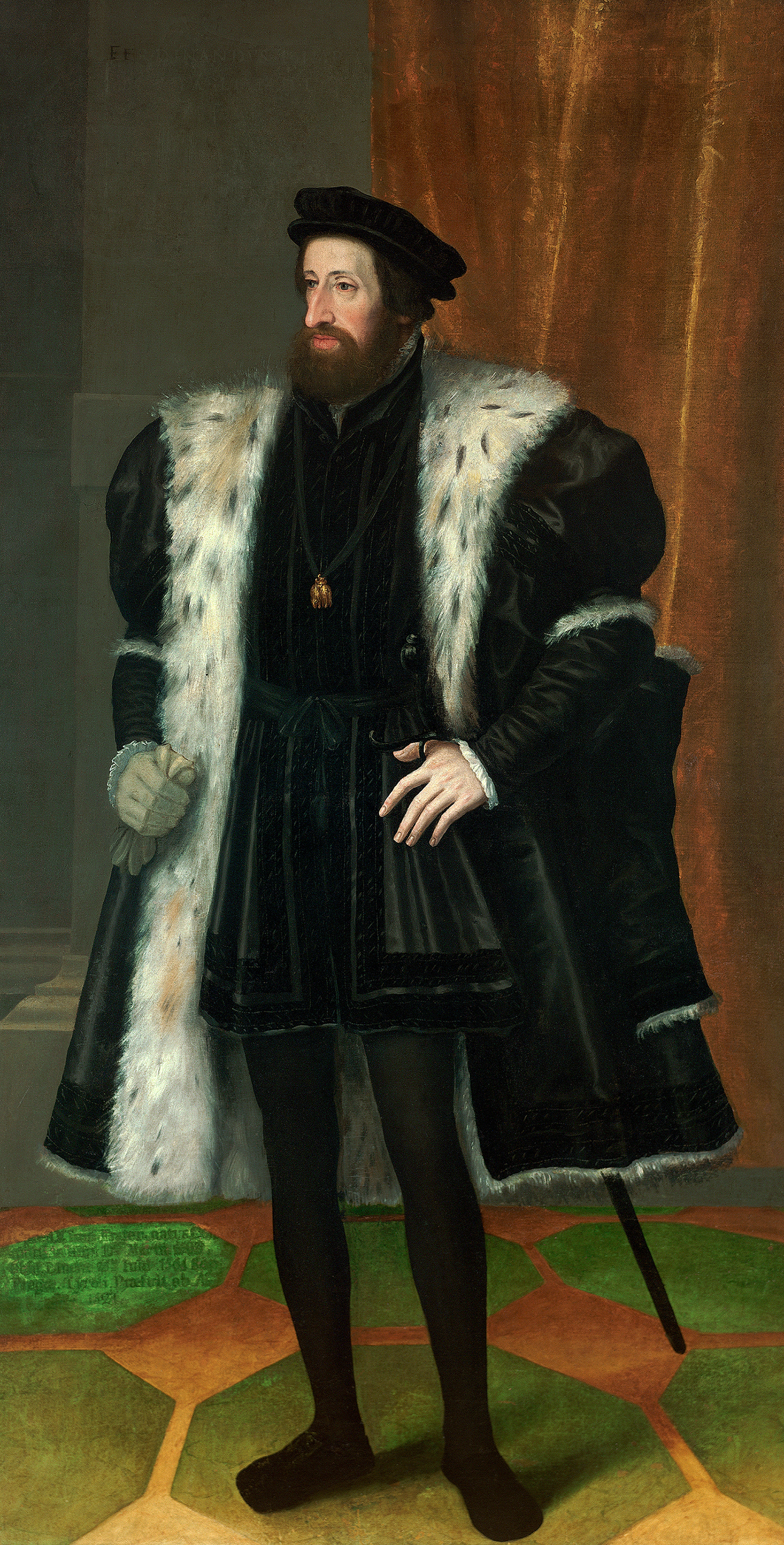
Ferdinando I d'Asburgo

Il ramo austriaco della famiglia si creò nel 1521 con la suddivisione dei domini asburgici tra i due eredi: a Ferdinando I venne concesso il governo sull'Austria, mentre Filippo II, il figlio maggiore di Carlo V, avrebbe governato i rimanenti territori. Ferdinando I faticò a farsi accettare come sovrano d'Austria in quanto percepito come straniero, perché essenzialmente di origine spagnola. Grazie alla sua fermezza tuttavia riuscì ad imporsi, intraprendendo un percorso di riforma amministrativa coadiuvato dai funzionari spagnoli. Dalla penisola iberica giunse alla corte di Vienna anche il suo rigido protocollo.
Ferdinando decise fin da subito di risolvere la questione del governo corporativo viennese di Martin Siebenbürger; poiché considerato un esempio pericoloso per la monarchia, venne istruito nel 1522 un processo che si concluse con la condanna a morte di otto consiglieri, incluso Siebenbürger. Per la capitale terminò così l'autodeterminazione. Ferdinando usò il pugno di ferro anche per soffocare una rivolta guidata da Michael Gaismair, scoppiata il 10 maggio 1525 nelle campagne di Bressanone sulla scia della guerra dei contadini tedeschi che infiammava allora l'impero. L'arciduca mise insieme un esercito di mercenari grazie all'aiuto dei nobili, più spaventati dai contadini che per lealtà al loro signore. Nonostante la sommossa fosse stata stroncata, Ferdinando decise di soddisfare alcune richieste dei tirolesi, come l'abolizione della servitù della gleba, delle corvé, l'istituzioni di ospedali e ospizi e l'introduzione di un sistema di pesi e misure preciso che evitasse le truffe. Ciò fu dovuto alla necessità di poter contare sul ricco Tirolo come freno alle mire espansionistiche della Repubblica di Venezia e della Confederazione Svizzera. Anche il principiato vescovile di Salisburgo fu interessato dalla rivolta che costrinse l'arcivescovo a rifugiarsi per mesi nella fortezza di Hohensalzburg.
La rivolta dei contadini si inseriva in un problema che riguardava tutto l'impero: la diffusione della Riforma Protestante. Ferdinando si dimostrò intransigente verso quella che la chiesa di Roma aveva etichettato come eresia, probabilmente non tanto per motivi religiosi, ma perché nel protestantesimo vedeva una possibile minaccia al potere asburgico. Nonostante le leggi sulla censura (in parte inefficaci) e ad altre azioni di repressione, l'Austria non fu mai direttamente teatro delle guerre di religione che insanguinarono il resto d'Europa.

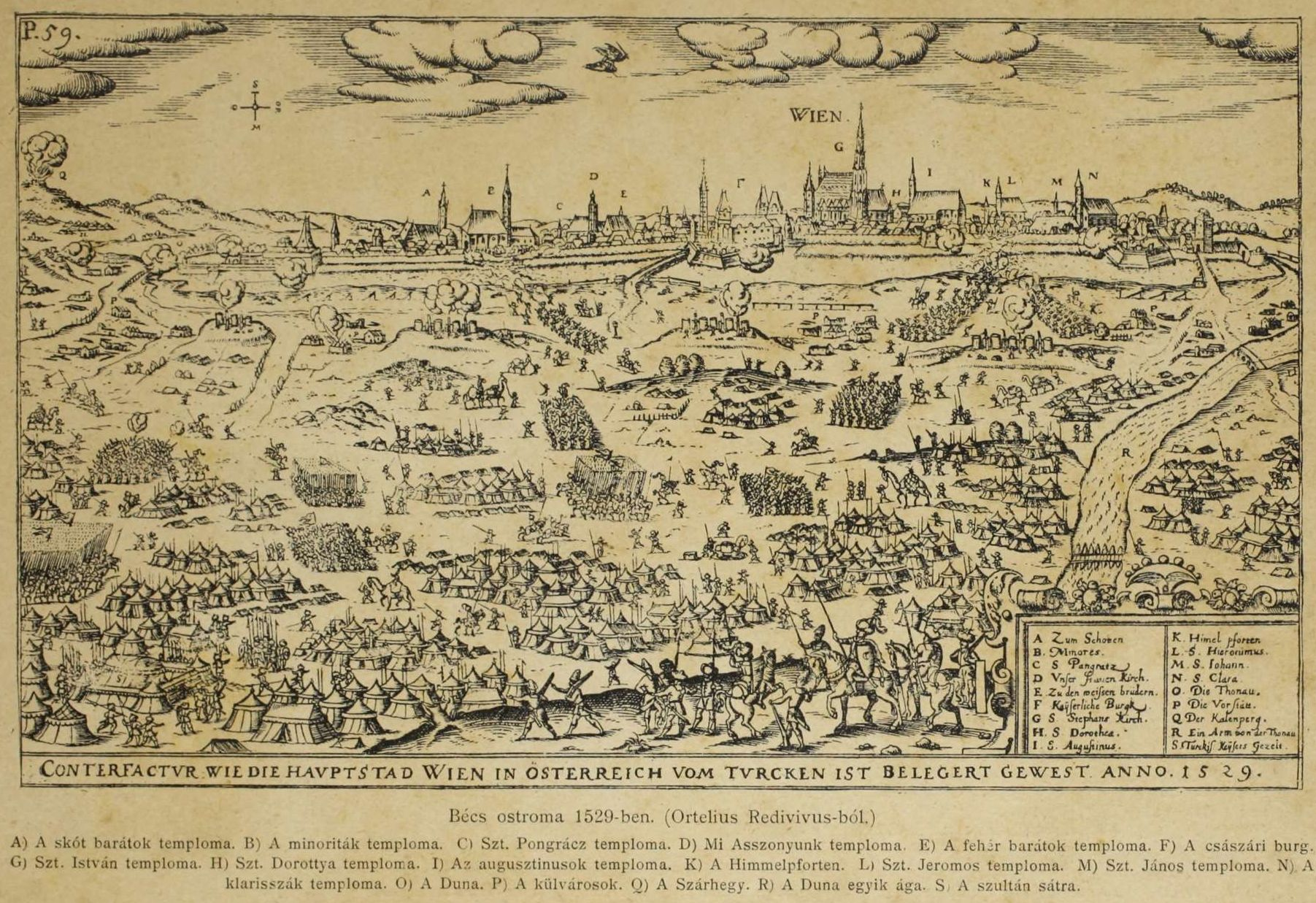
L'assedio di Vienna del 1529 in una stampa dell'epoca

Se il fronte interno appariva instabile, le frontiere orientali tornarono presto ad essere minacciate dagli ottomani. Nel 1526 il sultano Solimano il Magnifico aveva sbaragliato l'esercito ungherese nella battaglia di Mohács, complice la debolezza degli stati europei occupati nella guerra della Lega di Cognac, e dopo la morte di Luigi II d'Ungheria aveva conquistato il paese e marciava verso Vienna. La capitale austriaca venne messa sotto assedio nel 1529, ma riuscì a resistere; dopo un fallito assalto, i Turchi si ritirarono il 15 ottobre dello stesso anno.
Sventata temporaneamente l'insidia ottomana, con cui l'Austria avrebbe comunque dovuto fare i conti per molto tempo ancora, Ferdinando tornò ad occuparsi di politica religiosa. Per contrastare il protestantesimo, oramai diffusosi in tutta l'Austria, l'arciduca promosse una riforma della stessa Chiesa cattolica, ritenendo che i ben noti problemi fossero causa del successo di Lutero. Da tempo la Chiesa austriaca accusava una decadenza morale: non era raro il concubinaggio tra i monaci, trovare parrocchie abbandonate a loro stesse e fedeli a cui non venivano impartiti i sacramenti. Per porvi rimedio Ferdinando si affidò ai gesuiti, i quali, guidati da Pietro Canisio, in breve tempo fondarono scuole e collegi in tutte le principali città austriache, ottenendo risultati rapidi e significativi contro i protestanti.
Dopo l'abdicazione di Carlo V nel 1556, il titolo imperiale passò a Ferdinando I e, quindi, al ramo austriaco della famiglia. Gli Asburgo d'Austria, data la loro potenza e influenza sui principi tedeschi, riuscirono a tenerlo ininterrottamente fino alla morte di Carlo VI, ultimo maschio della famiglia, due secoli più tardi.

#### Seconda divisione

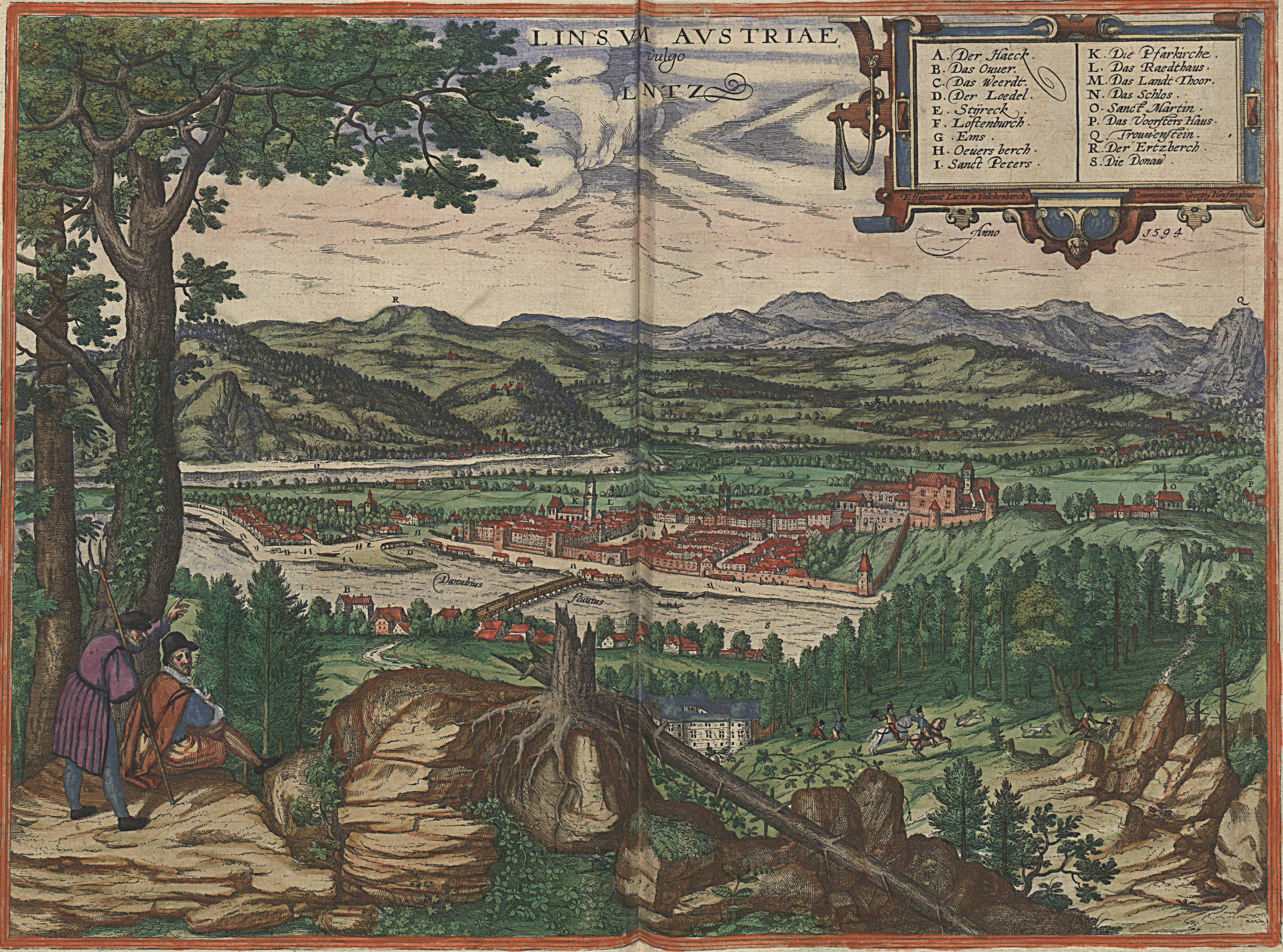
Lienz nel 1594

Alla morte di Ferdinando, avvenuta nel 1564, l'Austria venne nuovamente divisa tra i suoi tre figli: al primogenito Massimiliano II andò l'Austria propriamente detta, al secondogenito Ferdinando II il Tirolo e l'Austria Anteriore e al terzogenito Carlo II la Stiria, la Carinzia e la Carniola. Nonostante la divisione, i tre fratelli governarono assistendosi reciprocamente in particolare per la difesa dai Turchi ottomani.
A parte i costanti scontri sulla frontiera orientale, questi furono anni di sostanziale pace. Gli Asburgo furono capaci di tenere l'Austria al di fuori delle costanti guerre di religione e di evitare gli eccessi e i fanatismi che si riscontravano in Germania. Il paese venne coinvolto solo marginalmente nel fenomeno della "caccia alle streghe" grazie anche una legge di Massimiliano II che proibiva i processi per stregoneria; l'unica donna messa al rogo fu Elisabeth Plainacher nel 1583. Il clima di tolleranza aiutò le attività scientifiche. Ad esempio Giovanni Keplero, perseguitato perché protestante, trovò per un periodo riparo a Graz. Tuttavia, gli Asburgo perseguirono il ripristino del cattolicesimo in Austria a spese dei luterani; protagonista di questi sforzi fu il potente cardinale e vescovo di Vienna Melchior Khlesl, già alto funzionario dell'arciduca Mattia d'Asburgo, quest'ultimo nipote di Massimiliano II. Energiche repressioni del protestantesimo si verificarono anche a Salisburgo per volere dell'arcivescovo Wolf Dietrich von Raitenau, repressioni che culmineranno nel 1731 quando migliaia di protestanti furono costretti all'esilio dall'arcivescovo Leopoldo Antonio Eleuterio Firmian.

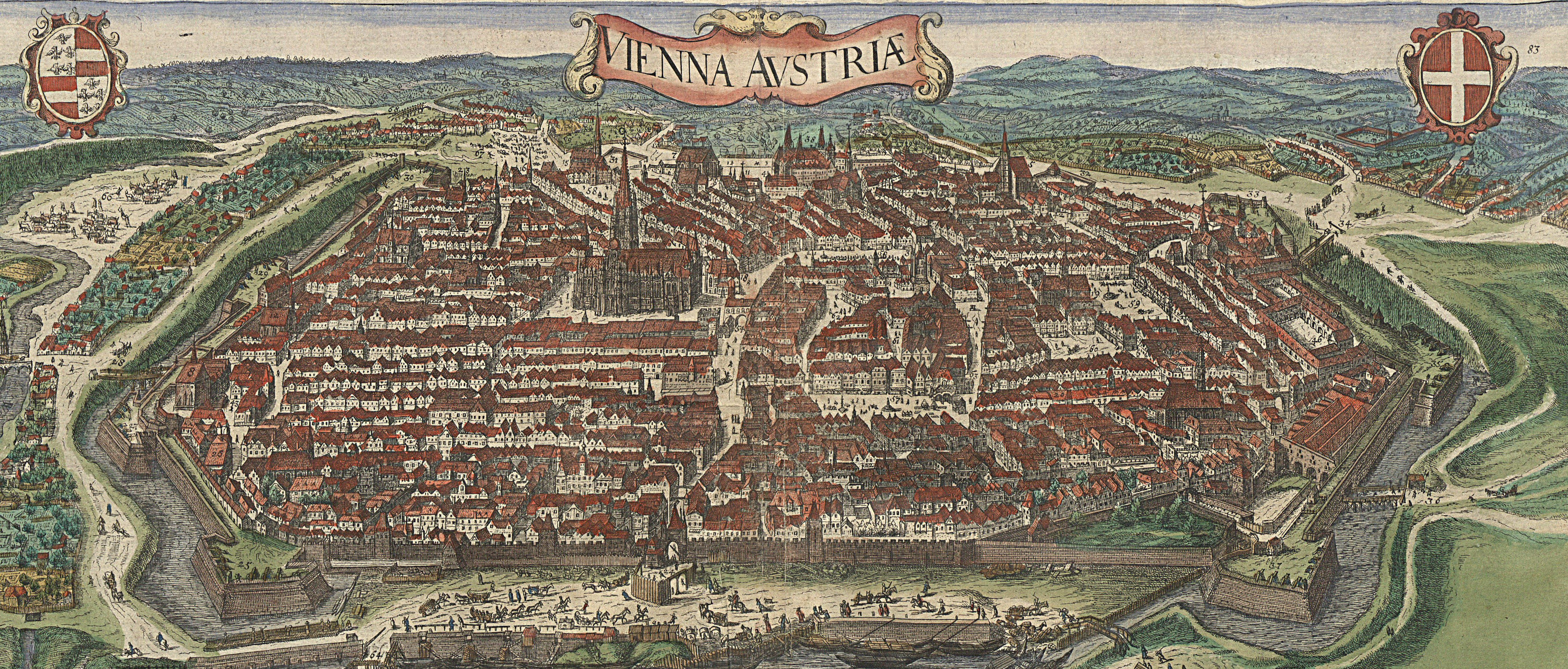
Vienna nel 1609

Il periodo tra la fine del XVI e l'inizio del XVII secolo vide sorgere in Austria i primi impianti industriali: segherie, forni, vetrerie, officine di produzione di utensili e armi, birrifici e manifatturiere tessili iniziarono a comparire nelle terre dei latifondisti. La metallurgia compì progressi e nel Tirolo funzionavano miniere tanto grandi da impiegare fino a 10000 persone. Nelle città iniziarono ad essere realizzate abitazioni civili in pietre e mattoni, le condizioni di vita miglioravano anche per i più poveri. Salisburgo conobbe un periodo di grande prosperità economica e artistica tanto da essere definita la "Roma del nord" grazie ai palazzi barocchi costruiti sotto gli arcivescovi Wolf Dietrich von Raitenau, Marcus Sittikus von Hohenems e Paride Lodron.

#### Il XVII secolo

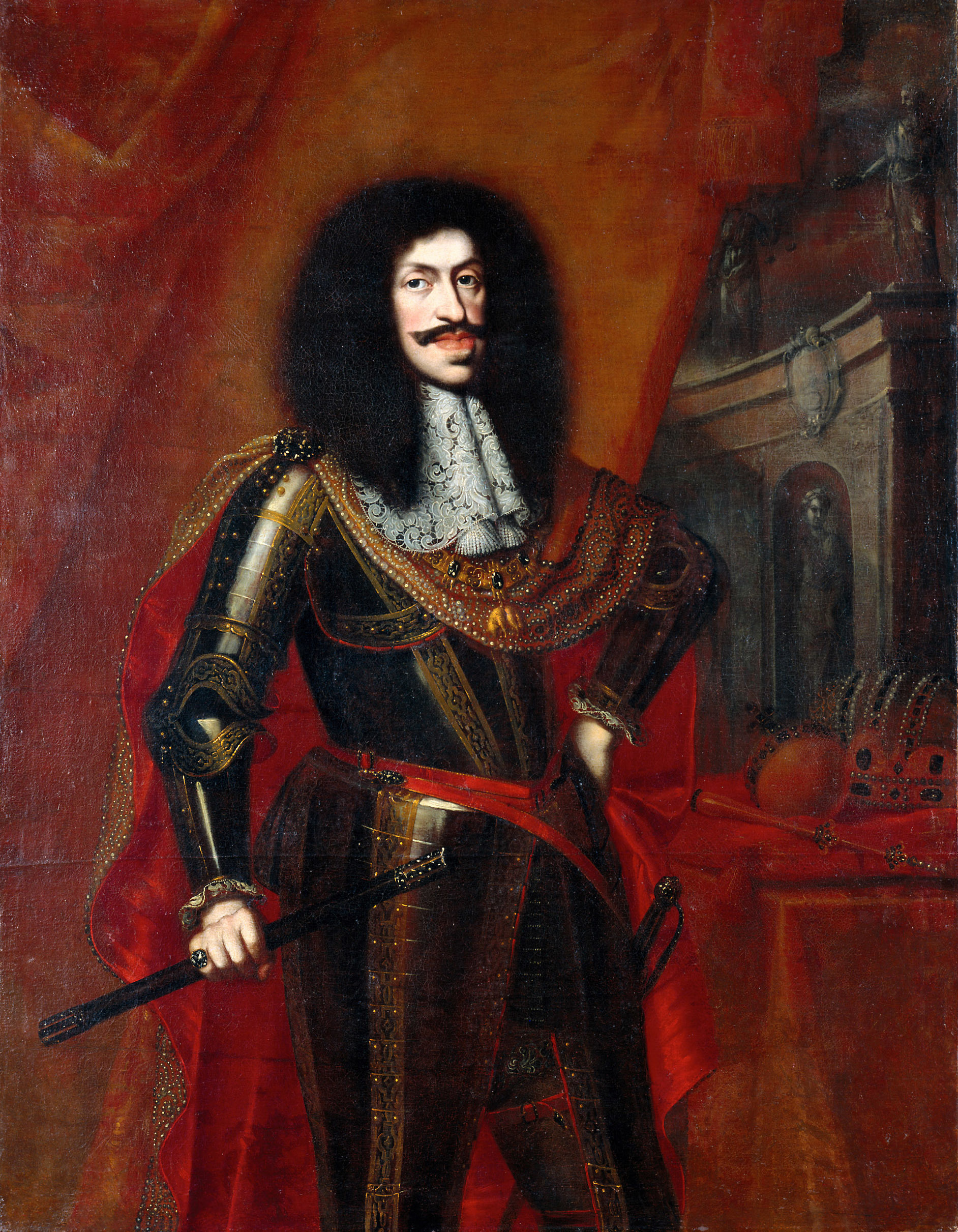
Leopoldo I d'Asburgo protagonista della storia dell'Austria nella seconda metà del XVII secolo

Nel 1619, alla morte senza eredi di Mattia II, i territori del ramo d'Austria degli Asburgo furono nuovamente riuniti sotto un unico arciduca, Ferdinando II d'Asburgo. Ferdinando continuò la politica di intolleranza religiosa seguita negli ultimi anni dal suo predecessore e che aveva portato alla sanguinosa guerra dei Trent'anni. Benché gli Asburgo si fossero schierati con cattolici, alleati con la Spagna governata da un ramo della propria famiglia, l'Austria fu in gran parte risparmiata dagli eventi bellici: soltanto nel 1645 Vienna venne minacciata dalle truppe del feldmaresciallo svedese Lennart Torstenson, che però furono costrette a ritirarsi perché decimate dalla dissenteria e con scarse riserve di viveri.
Il conflitto si concluse nel 1648 con la pace di Vestfalia. L'Austria perse alcuni territori di scarsa rilevanza, ma la figura dell'Imperatore, da tempo saldamente associata agli Asburgo, divenne un ruolo praticamente simbolico in un Sacro Romano Impero diviso in una miriade di stati su cui Ferdinando III non poteva imporre alcunché. Se ciò segnò l'inizio del declino asburgico sullo scacchiere europeo, significò anche un maggior interesse della famiglia sulle questioni austriache. La parziale sconfitta militare non impedì la vittoria della causa cattolica: in Austria fu negata la libertà di culto e il cattolicesimo rimase la religione ufficiale.

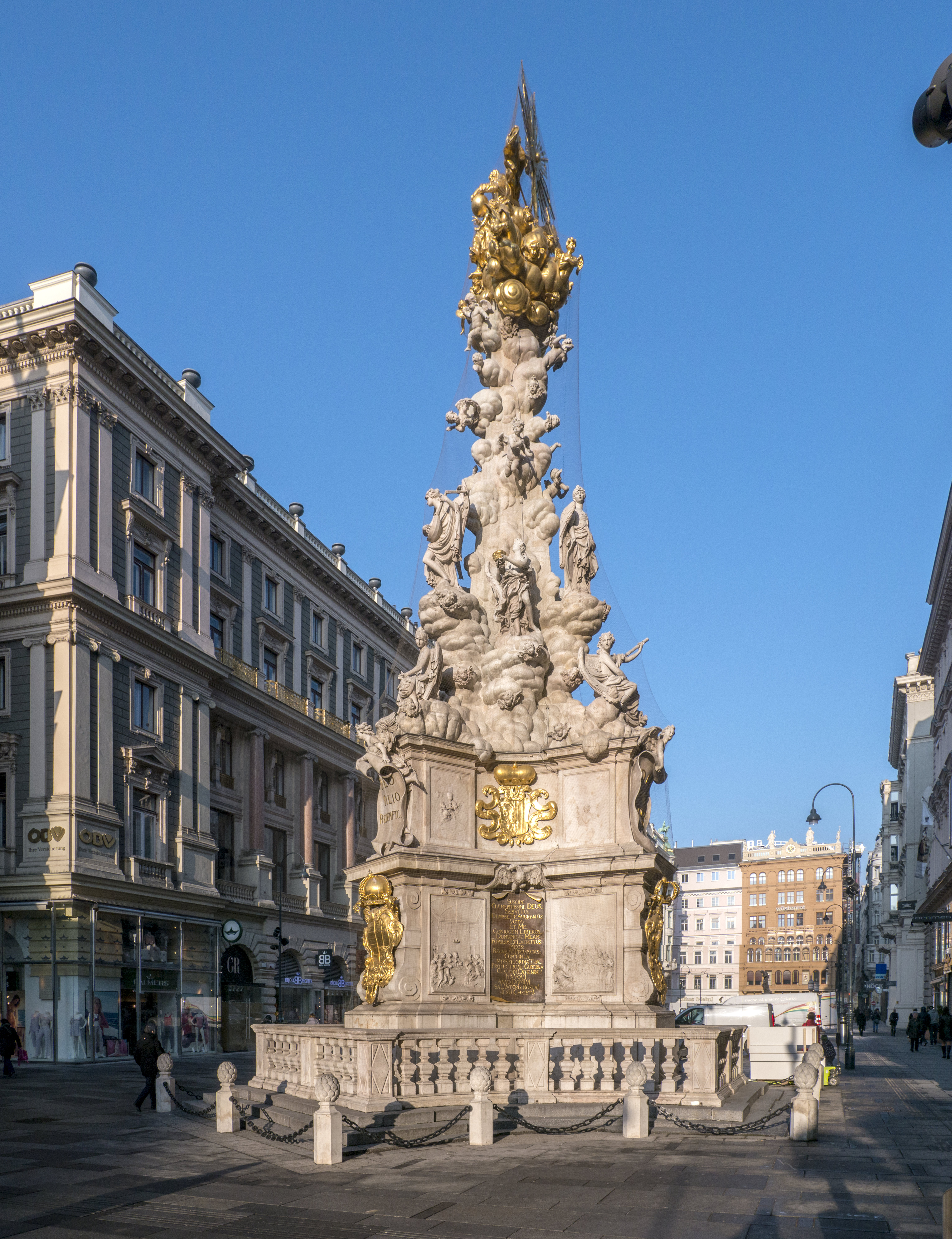
La colonna della Peste eretta a Vienna per commemorare la fine dell'epidemia del 1679

La guerra lasciò il paese in balia di governanti deboli, corrotti e ottusi dall'intolleranza religiosa. Già nel 1623 vi era stata una nuova divisione dei territori con il Tirolo affidato al fratello di Ferdinando, Leopoldo; nel 1657 a capo del ramo austriaco si trovò Leopoldo I d'Asburgo, figlio di Ferdinando III.
Nel 1663 Leopoldo si trovò ad affrontare gli ottomani che, al comando del gran visir Fazıl Ahmed Köprülü, mossero guerra conto l'Austria costringendo l'imperatore a chiedere aiuto ai principi tedeschi e a tutti i cristiani d'Europa. L'anno seguente gli ottomani giunsero poco lontano da Vienna e solamente l'intervento del generale Raimondo Montecuccoli poté fermarli nella battaglia di San Gottardo. Leopoldo, salutato come vincitore, poté siglare con il sultano Mehmed IV la Pace di Eisenburg che, tuttavia, venne giudicata da molti sudditi asburgici come troppo generosa nei confronti del nemico.
Tra il 1669 e il 1670, per volere soprattutto della moglie di Leopoldo, Margherita Teresa di Spagna, vi fu una seconda cacciata degli Ebrei da Vienna in quanto accusati di essere causa della morte del figlio primogenito e dell'incendio dell'Hofburg. Nel 1679 l'Austria venne colpita da un'epidemia di peste che nella sola capitale fece circa 30000 morti su una popolazione stimata di 100000 abitanti. La fine della pestilenza venne ricordata con l'erezione nel 1683 della Colonna della Peste nel centro di Vienna.

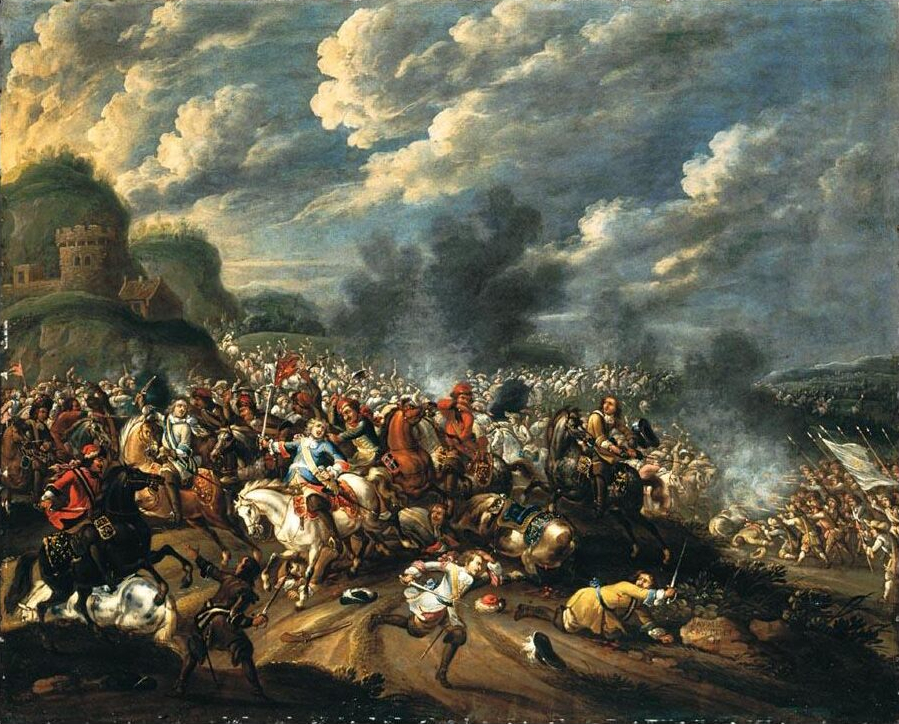
La battaglia di Vienna

Ai problemi interni andò a sommarsi nuovamente la minaccia turca quando l'ambizioso gran visir Kara Mustafa Pascià fece inviare il 31 marzo 1683 a Leopoldo una dichiarazione di guerra in nome del sultano Maometto IV. La successiva guerra austro-turca si aprì con le forze ottomane che mossero nuovamente verso Vienna dove giunsero il 13 luglio per metterla sotto assedio tre giorni dopo. Molti nobili lasciarono la città e lo stesso Leopoldo fuggì il 7 luglio per organizzare i soccorsi. Questi giunsero il 12 settembre quando i polacchi di re Giovanni III Sobieski si aggiunsero alle truppe imperiali guidate da Carlo V di Lorena e Eugenio di Savoia; ne seguì una celebre battaglia, in cui gli ottomani furono costretti ad una rovinosa fuga. L'anno seguente, il 1684, gli imperiali passarono alla controffensiva. Il 2 settembre 1685 venne ripresa Buda, nel 1688 Belgrado e l'anno successivo Niš. Nel 1689 la vittoria decisiva austriaca colta da Eugenio di Savoia nella battaglia di Zenta portò alla Pace di Carlowitz e alla fine del conflitto: tutti i territori ungheresi e balcanici tornarono agli Asburgo. I successi militari colti in quegli anni hanno portato gli storici a parlare di «età eroica dell'Austria».

#### L'Austria di Giuseppe I e Carlo VI (1705-1740)

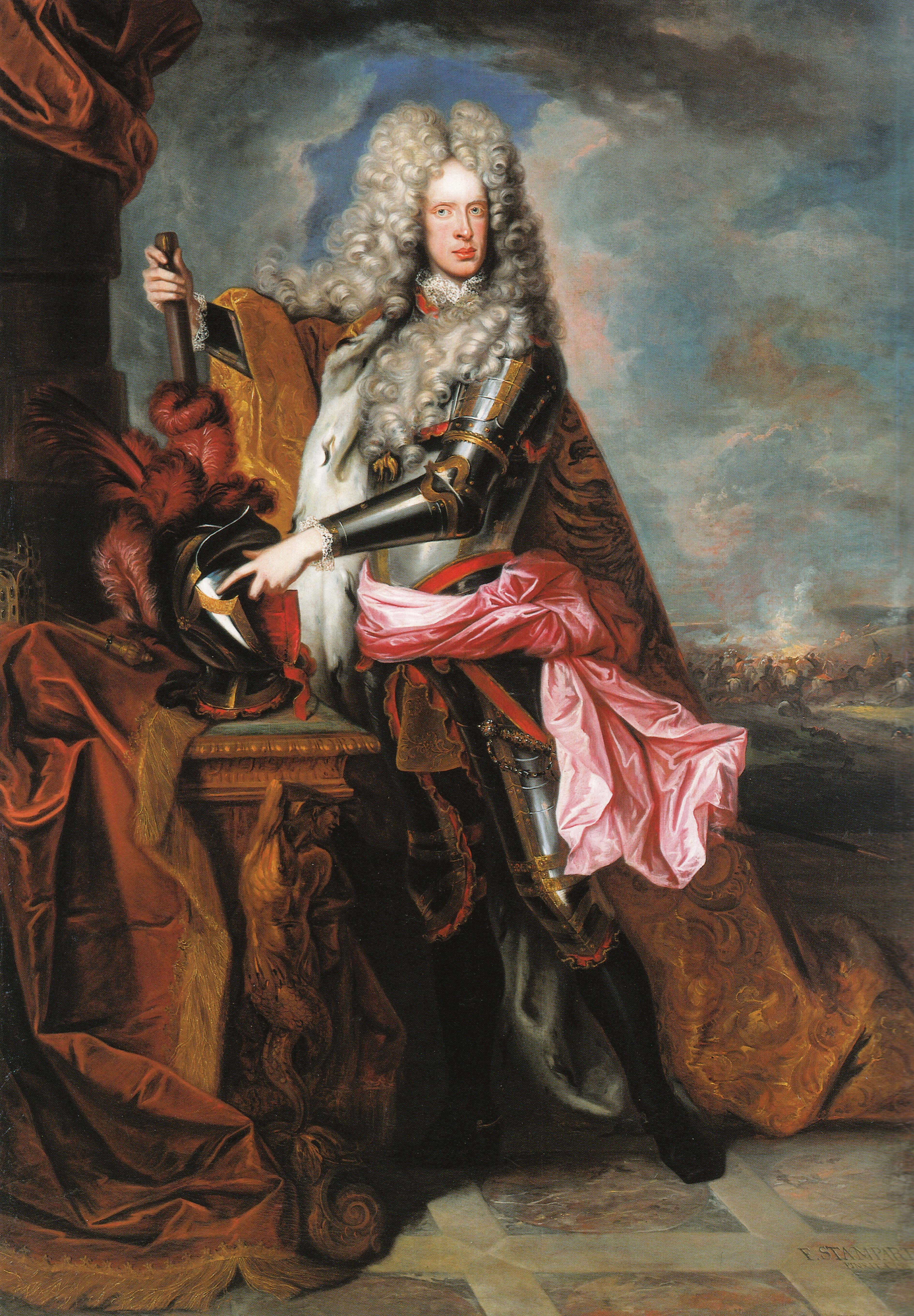
Giuseppe I d'Asburgo

A Leopoldo successe il figlio maggiore Giuseppe. Egli diede subito avvio a una politica riformista, soprattutto in campo economico, per alleviare la difficile situazione delle casse statali. L'azione riformista promossa dall'arciduca non durò a lungo poiché il 17 aprile 1711, a soli trentadue anni, morì a causa di un'epidemia di vaiolo diffusasi per tutta l'Austria.
A succedergli venne chiamato il fratello minore Carlo, in quel momento in Spagna a rivendicarne il trono lasciato vacante dalla morte di Carlo II, ma a cui ambiva anche Filippo di Borbone. La guerra conseguente si concluse nel 1714 sfavorevolmente all'Asburgo che dovette rinunciare a riunire le due corone di Spagna e Austria pur guadagnando numerosi territori sparsi in Europa, come il Ducato di Milano, i Paesi Bassi spagnoli e il Regno di Napoli.

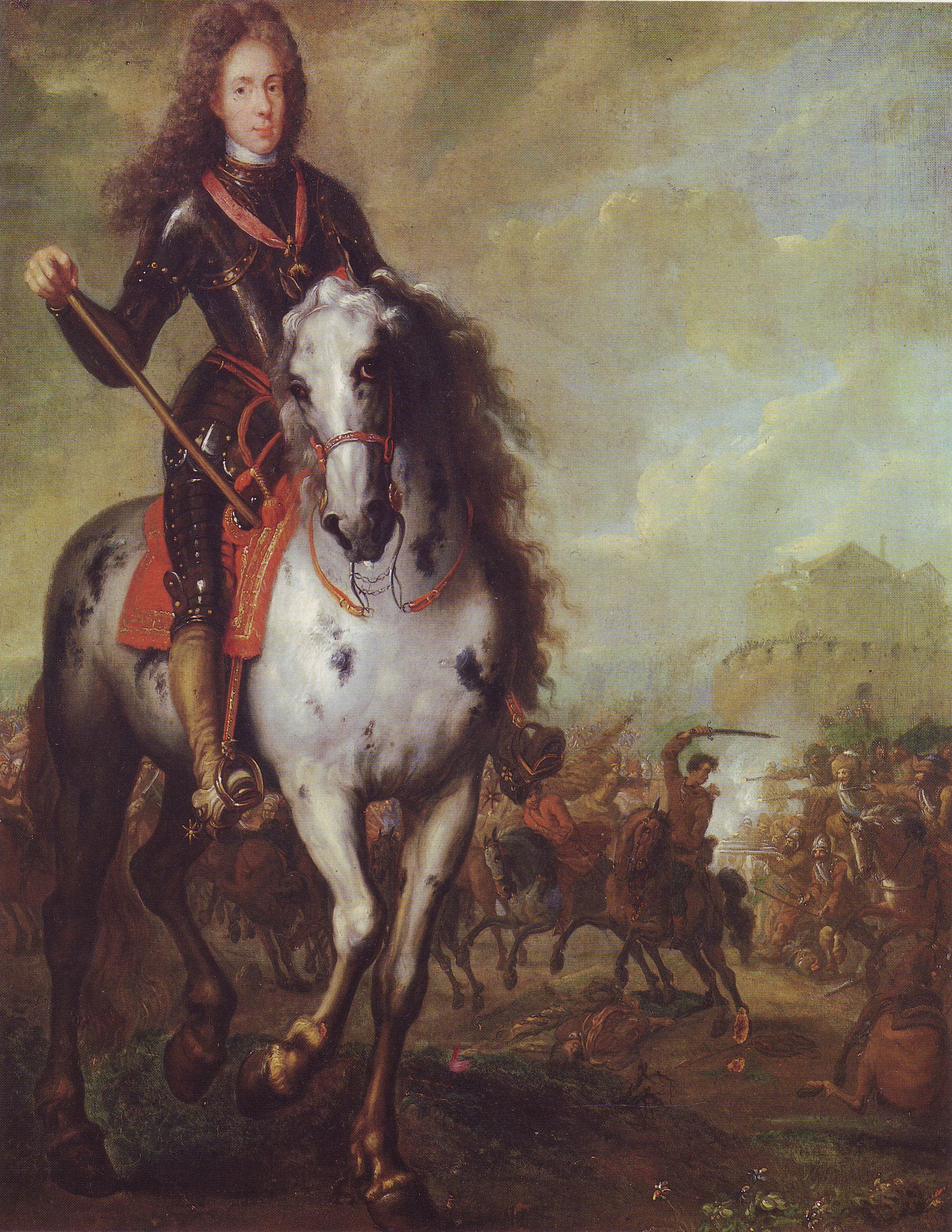
Ritratto Equestre di Eugenio di Savoia, celebre generale dell'esercito austriaco

Carlo si trovò ad affrontare una situazione economica di grande difficoltà che si trascinava da tempo, sebbene il governo austriaco avesse potuto contare sulle consulenze di celebri economisti del tempo come Johann Joachim Becher, Wilhelm von Schröder e Philipp von Hörnigk. Le numerose guerre combattute dai predecessori, le altissime spese di corte imposte dal pomposo cerimoniale spagnolo e la mancanza di un efficiente servizio di contabilità e amministrazione avevano causato un dissesto finanziario difficilmente sostenibile. I contadini lavoravano in un contesto oramai antiquato, mentre la chiusura delle frontiere e le difficoltà nei commerci su ampia scala causavano il fallimento delle industrie.
A peggiorare le cose, nel 1716 era scoppiata una nuova guerra contro i Turchi che, nonostante le difficoltà, si risolse a favore degli austriaci grazie alle imprese del principe Eugenio di Savoia, comandante dell'esercito, che riuscì a cogliere importanti vittorie nella battaglia di Petervaradino e nell'assedio di Belgrado. Il conflitto si concluse nel 1718 con la pace di Passarowitz con la quale l'Austria guadagnò il Banato, la Serbia settentrionale, una striscia di territorio bosniaco a sud e la Valacchia Minore, raggiungendo la massima espansione della sua storia. Ma gli ottomani, questa volta alleati della Russia, presero la rivincita nella guerra austro-russo-turca del 1735-1739 in cui l'Austria uscì sconfitta perdendo gran parte dei territori balcanici oltre a compromettere ancora di più la sua economia.

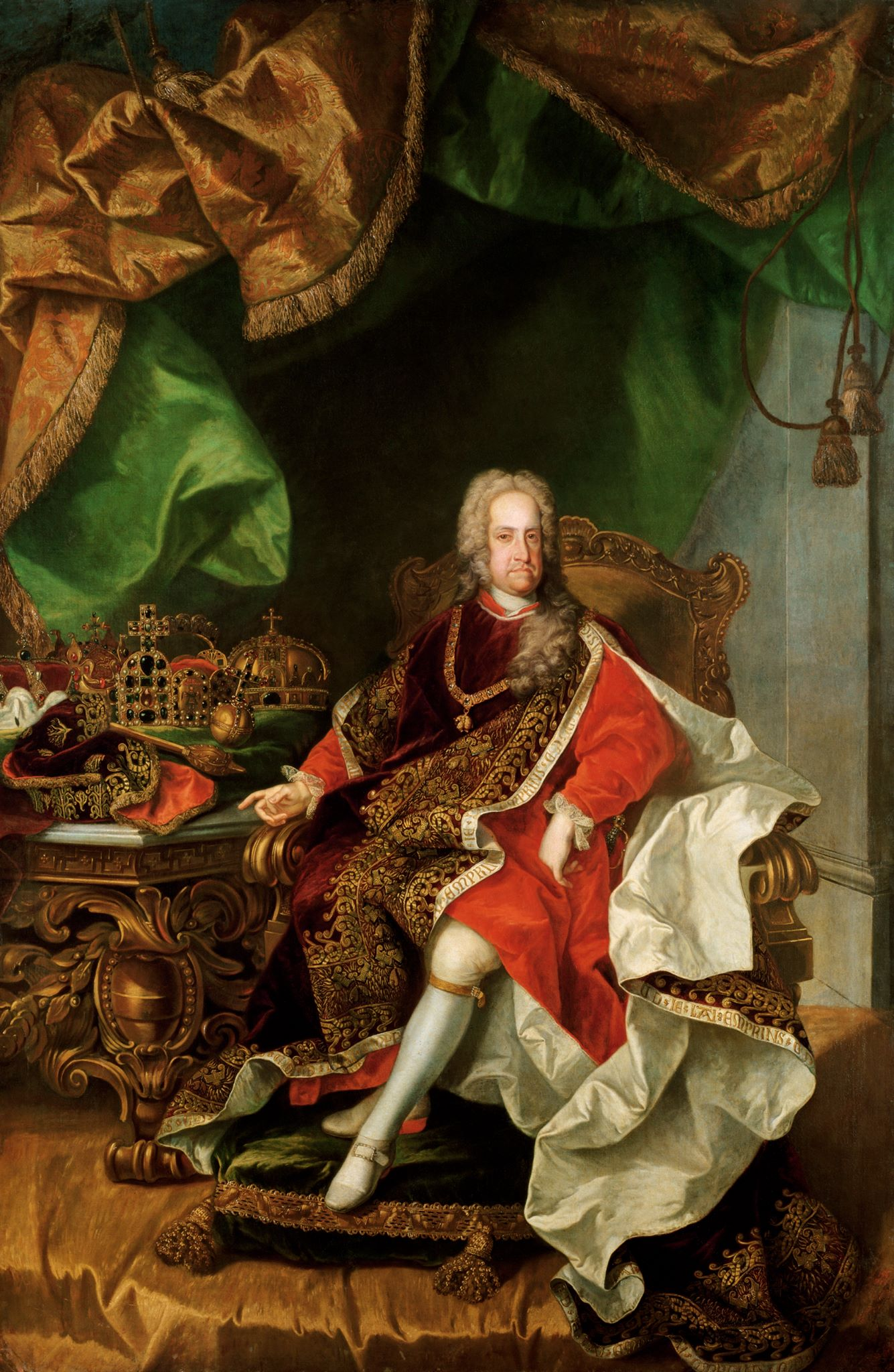
Carlo VI d'Asburgo in un ritratto di Johann Gottfried Auerbach

Carlo VI non si trovò ad occuparsi solo delle disastrate finanze austriache e delle questioni militari, ma dovette affrontare anche il problema della successione dinastica. Non riuscendo ad avere altri figli maschi (l'unico, Leopoldo Giovanni, era morto a pochi mesi), il 17 aprile 1713 emise la cosiddetta Prammatica Sanzione che, derogando alla legge salica, ammetteva i discendenti di sesso femminile alla successione regale in assenza di eredi maschi. Perché le altre potenze europee accettassero la legittimità della successione della figlia Maria Teresa dovette scendere a gravi compromessi: per il sostegno dell'Inghilterra sciolse la concorrente compagnia mercantile di Ostenda, rinunciò ufficialmente alla corona di Spagna per ottenere il supporto di Filippo, alla Francia consegnò la Lorena, all'Ungheria promise di non intaccare i suoi privilegi, mentre i principi tedeschi vennero pagati in denaro. Carlo morirà il 20 ottobre 1740, mettendo fine alla discendenza maschile della linea degli Asburgo d'Austria. Nonostante gli sforzi profusi, il riconoscimento della successione della figlia sarà tutt'altro che semplice.
L'età di Carlo fu, comunque, un periodo di prosperità culturale. In tutta l'Austria fiorì il barocco con le sue creazioni che «corrispondevano all'accresciuto desiderio di gioia, di rappresentazione, ma anche alla situazione economica dopo il salvataggio miracoloso della capitale». La minaccia turca oramai lontana e la svalutazione del denaro contribuirono a convincere i più ricchi a investire nella costruzione di lussuose dimore. Molti furono gli architetti italiani che vi lavorarono, tra cui Carlo Antonio Carlone e Domenico Martinelli seguiti da una seconda generazione di austriaci come Johann Bernhard Fischer von Erlach, Johann Lucas von Hildebrandt, Jakob Prandtauer, Josef Munggenast; celebri opere come il castello di Belvedere, il castello di Schönbrunn, il palazzo Kinsky e la chiesa di San Carlo risalgono a questo periodo. Nella pittura si distinsero artisti come Martino Altomonte e Johann Michael Rottmayr, mentre nella scultura si ricordano i lavori di Georg Raphael Donner. Anche per il teatro fu un periodo di sviluppo.

### Dinastia Asburgo-Lorena

#### Maria Teresa e la guerra di successione austriaca

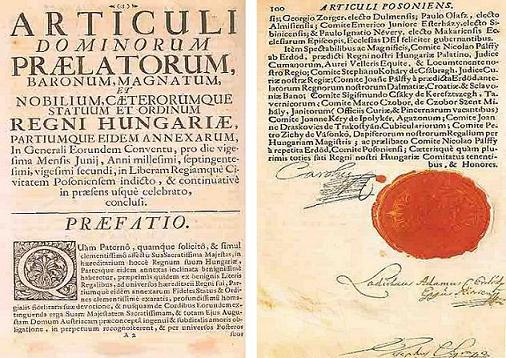
Documento originale della Prammatica Sanzione

Quando Maria Teresa successe al padre, le potenze straniere, desiderose di ampliare i propri territori, disconobbero i trattati con cui avevano accettato la Prammatica Sanzione. Il primo fu Federico II di Prussia che il 16 dicembre 1740 invase la Slesia, regione della Boemia ricca di industrie minerarie e tessili, iniziando quella che è conosciuta come guerra di successione austriaca. L'anno successivo l'inefficiente esercito asburgico venne sconfitto dai prussiani nella battaglia di Mollwitz; nei mesi seguenti si schierarono dalla parte della Prussia anche l'Elettorato di Baviera, il Regno di Spagna e il Regno di Francia. L'Austria, tuttavia, poté contare sull'alleanza con l'Inghilterra. Quando gli invasori giunsero a Passavia, Maria Teresa dovette fuggire in Ungheria dove, il 4 giugno, riuscì a convincere i nobili ungheresi a fornirgli delle forze grazie alle quali riconquistò parte dei territori perduti e evitò il tracollo della monarchia asburgica. La guerra durò fino al 1748 con alterne vicende, terminando con il trattato di Aquisgrana con cui le potenze avversarie accettarono finalmente la Prammatica Sanzione del 1713, anche se la Slesia rimase ai prussiani.

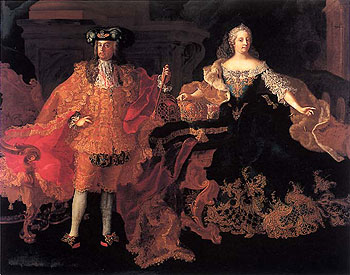
Ritratto di Maria Teresa d'Austria e il marito Francesco I di Lorena

Nel 1745 morì l'imperatore Carlo VII di Baviera e Maria Teresa, non potendo succedergli per la legge salica, fece incoronare al suo posto il marito Francesco I di Lorena. Pertanto, ella non fu mai chiamata "imperatrice", sebbene talvolta si parlasse di lei come "imperatrice d'Austria".
Annoverata tra i monarchi illuminati, Maria Teresa fu artefice di riforme che tentarono di modernizzare l'arretrata Austria dell'epoca. Per la disastrata economia introdusse l'uso della partita doppia, istituì la camera aulica dei conti, abolì alcuni antichi privilegi, impose un censimento generale e rese il sistema tributario più omogeneo. Per favorire la circolazione dei beni, il 15 giugno 1762 vennero stampate le prime banconote cartacee. L'abolizione di dazi e pedaggi privati aiutarono i commerci fornendo uno sbocco alla produzione industriale da tempo arretrata. Dopo tredici anni di lavoro, nel 1766 fu ultimato il Codex theresianus, una delle prime codificazioni di diritto privato della storia, mentre quattro anni più tardi entrò in vigore la Constitutio Criminalis Theresiana. Dopo un acceso dibattito sulle teorie di Cesare Beccaria (al tempo suddito dell'Austria) esplicitate nel suo Dei delitti e delle pene, il 2 gennaio 1776 venne abolita la tortura grazie anche al consigliere Joseph von Sonnenfels. Parte delle riforme fu a favore delle classi più povere, imponendo un obbligo di istruzione e limitando il potere dei proprietari terrieri sui contadini, senza però intaccare eccessivamente i privilegi dei primi. In campo religioso Maria Teresa respinse con decisione anche le intromissioni della Chiesa nelle sue prerogative di monarca e controllò personalmente la selezione di arcivescovi, vescovi e abati; adottò inoltre una politica piuttosto intollerante verso protestanti ed ebrei.
Non riconoscendo il possesso della Slesia alla Prussia, Maria Teresa d'Asburgo riprese le ostilità contro Federico II, e riuscì a trovare appoggio nella Francia. Iniziò così la guerra dei sette anni (1756-1763), che si concluse senza un risultato certo e senza la restituzione della Slesia.

#### Giuseppe II e la fine dell'Antico Regime

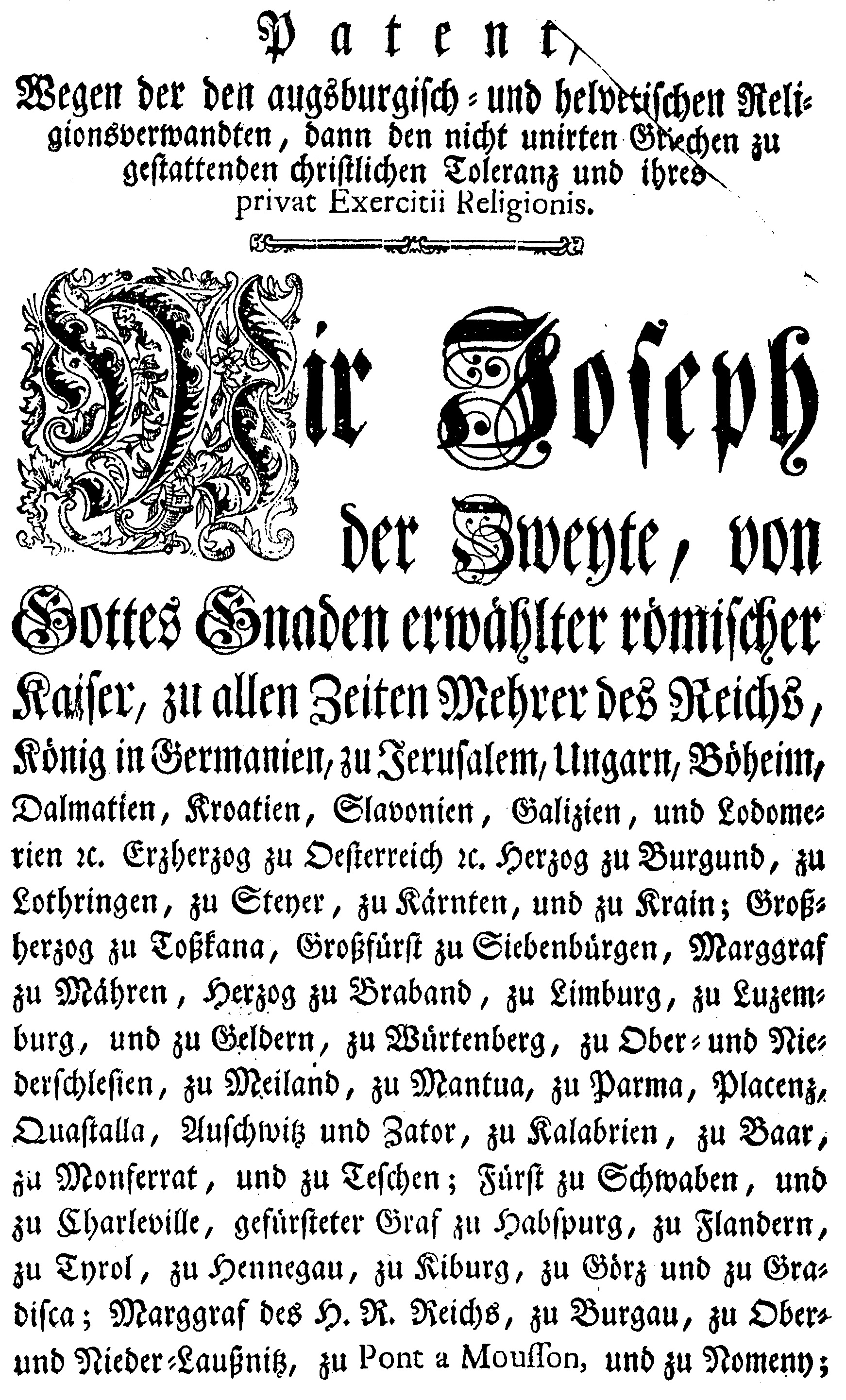
La Patente di tolleranza del 1781

Il 29 novembre 1780 Maria Teresa morì e i domini asburgici passarono al figlio Giuseppe II, già succeduto al padre nel 1765 nel titolo formale di imperatore. Giuseppe, cresciuto con gli ideali dell'illuminismo, intraprese una serie di riforme che annoverarono il suo governo tra gli esempi di "dispotismo illuminato". Fin da subito tentò di migliorare le condizioni dei contadini alleggerendo la pressione fiscale e abolendo la servitù della gleba, ma fu nella politica religiosa che la sua azione si fece più incisiva, tanto che venne coniato il termine di “giuseppinismo”. Sulla scia del giurisdizionalismo, già iniziato dalla madre, ridusse al minimo le prerogative della Chiesa in Austria assorbendo nello Stato i poteri del clero. Soppresse 700 conventi, riducendo il numero di religiosi regolari da 65 000 a 27 000, ma promuovendo allo stesso tempo seminari per rendere il clero secolare più colto. Il 16 gennaio 1783 introdusse il matrimonio civile e consentì anche il divorzio, sebbene rimanesse difficile da ottenere. Preoccupato da tali riforme, nel marzo del 1782 papa Pio VI si recò personalmente a Vienna per tentare di convincere, senza riuscirvi, Giuseppe a fermarsi. Nei confronti delle altre religioni garantì la libertà di culto con le patenti di tolleranza abolendo anche l'obbligo per gli ebrei di risiedere nel ghetto.
Il suo governo, benché riformista, fu sostanzialmente autoritario. Inizialmente abolì la censura, ma la diffusione di libelli critici nei suoi confronti lo convinse a tornare sui suoi passi. Per estirpare ogni tipo di opposizione fece largo uso della polizia segreta. Tuttavia vennero mitigate le pene e reso più equo il processo penale.

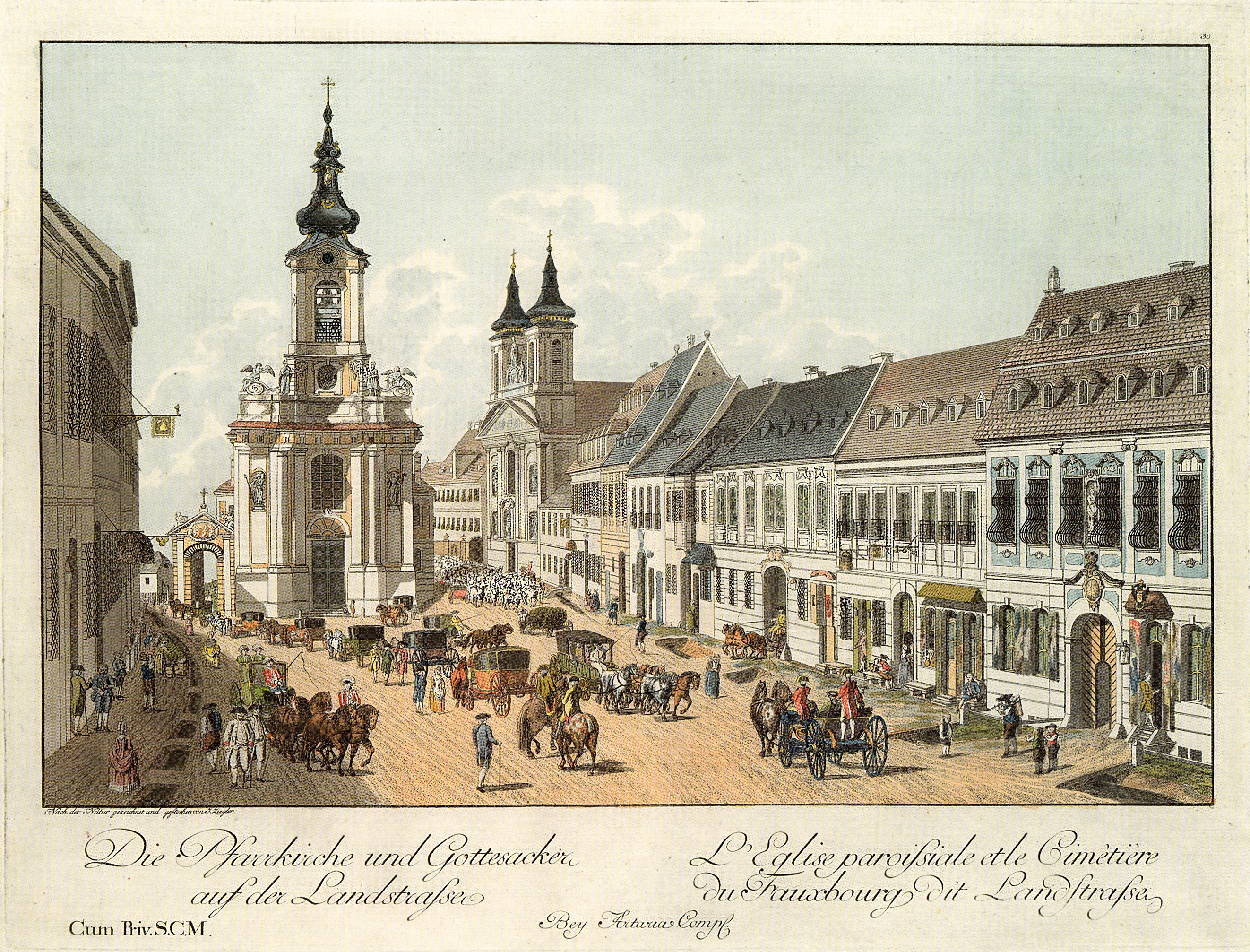
Vienna nel 1783 con la chiesa di San Nicola (demolita nel 1784)

Alla sua morte gli succedette il fratello Leopoldo II. Il nuovo sovrano non riuscì a replicare in Austria i successi delle sue riforme nel granducato di Toscana e, anzi, fu costretto a ripristinare alcuni antichi privilegi eliminati dal predecessore. Tuttavia la società austriaca si era resa più moderna e questo le permise di non venire coinvolta nella Rivoluzione francese. Nonostante ciò, il 20 aprile 1792 la Assemblea nazionale francese dichiarò guerra all'Austria; Leopoldo non vedrà nemmeno le prime fasi del conflitto, in quanto era già morto il precedente 1º marzo.
La guerra venne combattuta dal suo successore Francesco II d'Asburgo-Lorena; dopo un inizio favorevole all'esercito alleato, le sorti volsero a favore delle forze rivoluzionarie guidate da Napoleone Bonaparte che potevano contare sulla mobilitazione generale a differenza dell'insufficiente e corrotto sistema di arruolamento in uso negli eserciti avversari. Il conflitto si spense nel 1797 con il trattato di Campoformio, con cui l'Austria cedeva alla Francia la Lombardia, ma otteneva il Veneto, l'Istria e la Dalmazia. In politica interna, Francesco II continuò l'opera di superamento delle ultime prerogative dell'antico regime e nel contempo rafforzò lo stato di polizia al fine di reprimere qualsiasi tipo di dissenso fomentando, tuttavia, movimenti di opposizione segreta anti-asburgici.
La successiva sconfitta austriaca nella battaglia di Marengo condusse al trattato di Lunéville del 1802 con cui venne imposto all'Austria di rispettare le clausole del precedente trattato di Campoformio. Inoltre, venne abolito e secolarizzato il principato di Salisburgo per esser consegnato al granduca Ferdinando, fratello dell'imperatore Francesco. Finiva così, dopo quasi mezzo millennio, l'autonomia del capoluogo salisburghese che dal 1816 diverrà definitivamente parte dell'Impero asburgico austriaco.

## Età contemporanea

### L'Impero austriaco

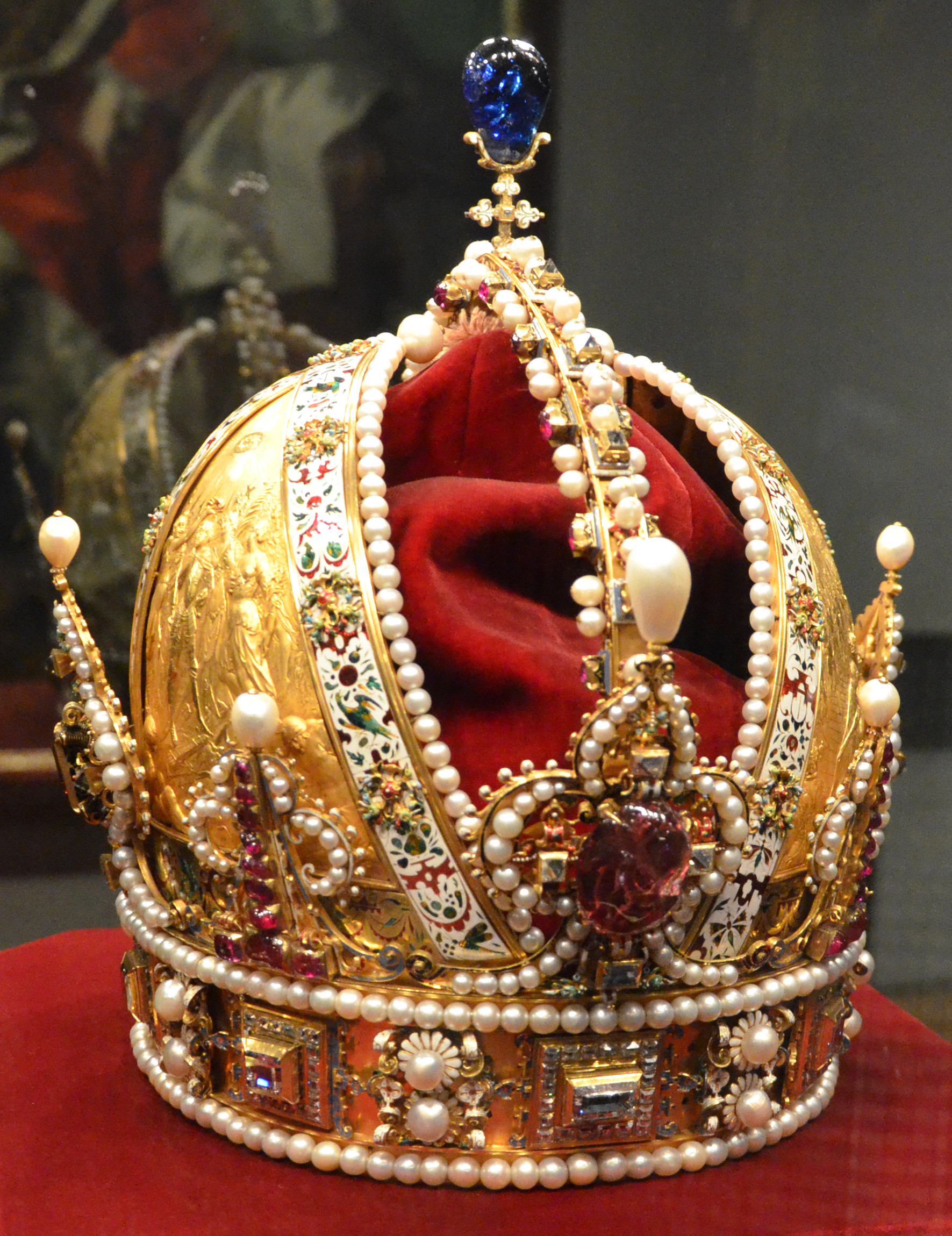
Corona imperiale d'Austria

L'imperatore Francesco II guidò la terza coalizione antifrancese subendo le due gravi sconfitte di Ulma e Austerlitz. La disfatta portò alla severa pace di Presburgo del 1806 con cui l'Austria cedette al Regno d'Italia napoleonico il Veneto (compreso di parte del Friuli), la contea del Tirolo e il Vorarlberg alla Baviera, Costanza e la Brisgovia al Baden, mentre il resto dell'Austria Anteriore venne spartito tra Baden e Württemberg. Con la nascita della Confederazione del Reno, che riuniva inizialmente sedici stati tedeschi, il 6 agosto 1806 Francesco II dovette rinunciare al titolo di Imperatore del Sacro Romano Impero pur assumendo il nome di Francesco I, imperatore d'Austria. Dopo quasi mille anni, il Sacro Romano Impero si estingueva; il suo simbolo araldico dell'aquila bicipite e il colore giallo e nero vennero ereditati dal neonato impero austriaco.

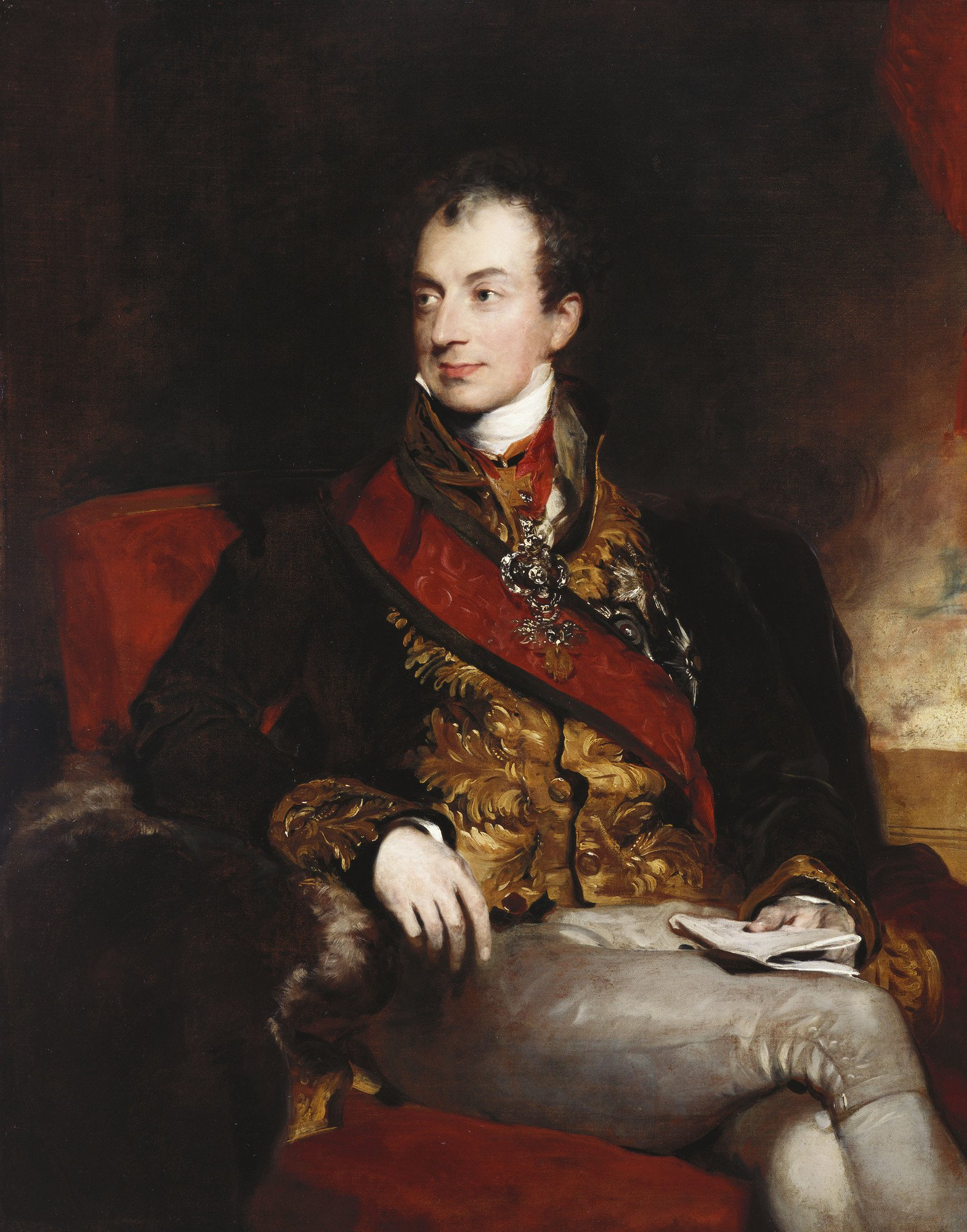
Il cancelliere Klemens von Metternich, protagonista della politica austriaca della prima metà del XIX secolo

Consigliato dal cancelliere Klemens von Metternich, Francesco I entrò nel 1808 nella quinta coalizione antifrancese dichiarando nuovamente guerra alla Francia. Napoleone lo sconfisse nella battaglia di Wagram arrivando sino alle porte di Vienna costringendo l'Austria a firmare l'umiliante pace di Schönbrunn, con la quale cedette il Tirolo (celebre la resistenza perpetrata da Andreas Hofer), Trento, la Galizia, le province illiriche e le città di Trieste e Fiume. I paesi conquistati furono assoggettati al dominio francese, che ne soffocò l'identità e le tradizioni.
Dopo la grave sconfitta subita, il primo ministro Metternich cambiò strategia e cercò di allearsi con Napoleone, convincendo Francesco I a dargli in sposa la figlia Maria Luisa d'Asburgo-Lorena.
Le fallimentari imprese militari misero in crisi l'economia: nel 1811 il governo dichiarò bancarotta, mentre l'inflazione raggiunse il 300%. Napoleone non aiutò l'Austria, benché imparentato con la famiglia imperiale, ma nemmeno infierì contro di essa: quando intraprese la disastrosa campagna di Russia chiese all'esercito asburgico un corpo ausiliario di soli 30 000 uomini, un numero relativamente modesto per l'epoca.

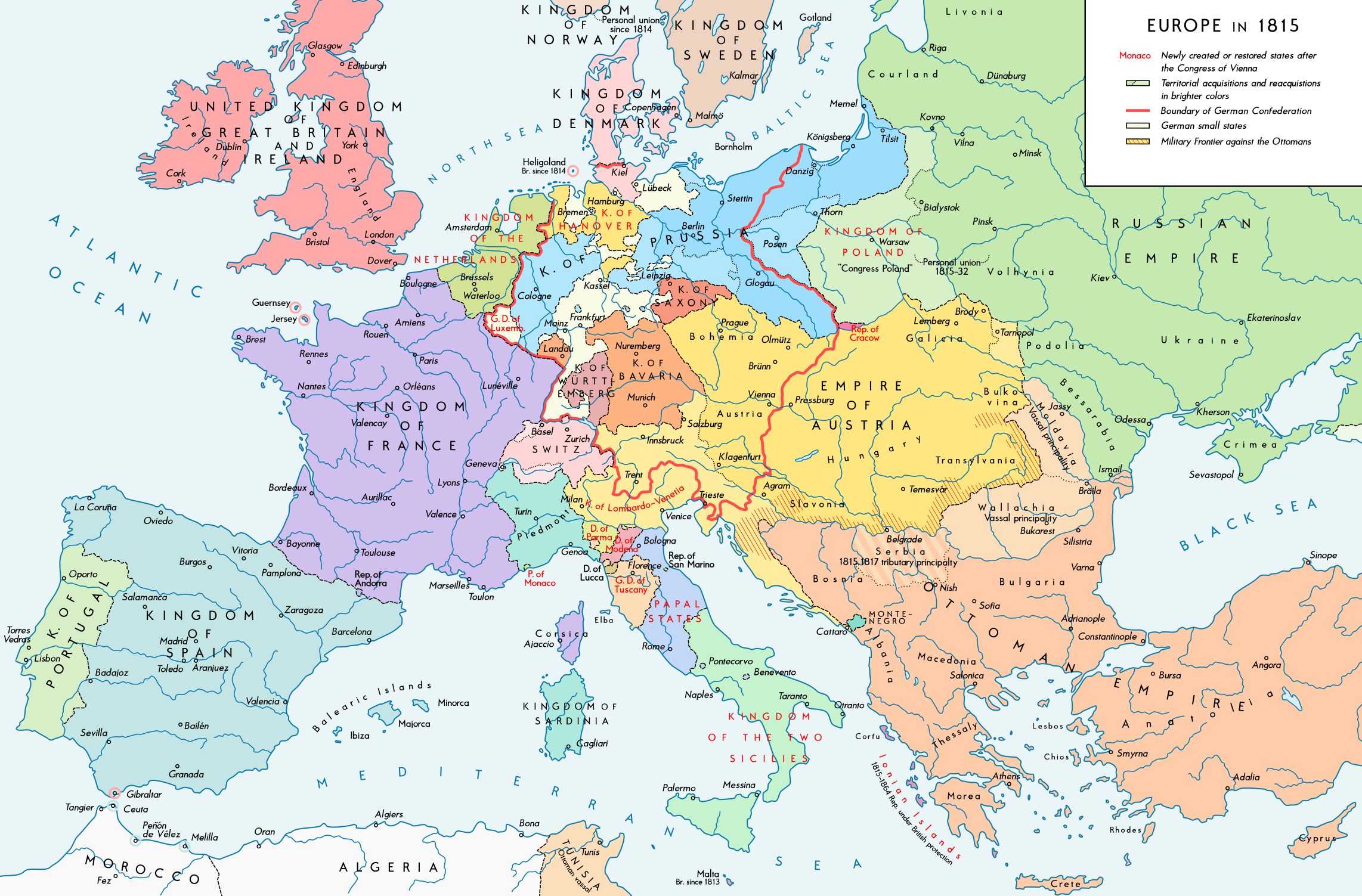
L'Europa dopo il Congresso di Vienna

Sconfitto nella battaglia di Lipsia contro le truppe della sesta coalizione antifrancese (alla quale il 12 agosto si era unita anche l'Austria), Napoleone abdicò. Nel 1814 a Vienna si aprì un congresso per ripristinare gli antichi regimi dopo gli sconvolgimenti degli ultimi decenni. I lavori si conclusero dopo 9 mesi trascorsi non solo in attività diplomatiche, ma anche tra balli, concerti, ricevimenti e parate che conferirono alla capitale austriaca la «fama di piacevolissimo luogo di incontro che brillava come località turistica di prim'ordine». L'Austria riprese tutti i territori precedentemente persi in Polonia, nei Balcani e in Italia, mentre, per garantire una reciproca difesa, venne stipulata la Santa Alleanza con Russia e Prussia. Al posto della confederazione del Reno venne istituita la confederazione germanica presieduta permanentemente dall'Austria, tuttavia il suo ruolo venne messo in ombra dalla crescente affermazione della Prussia.

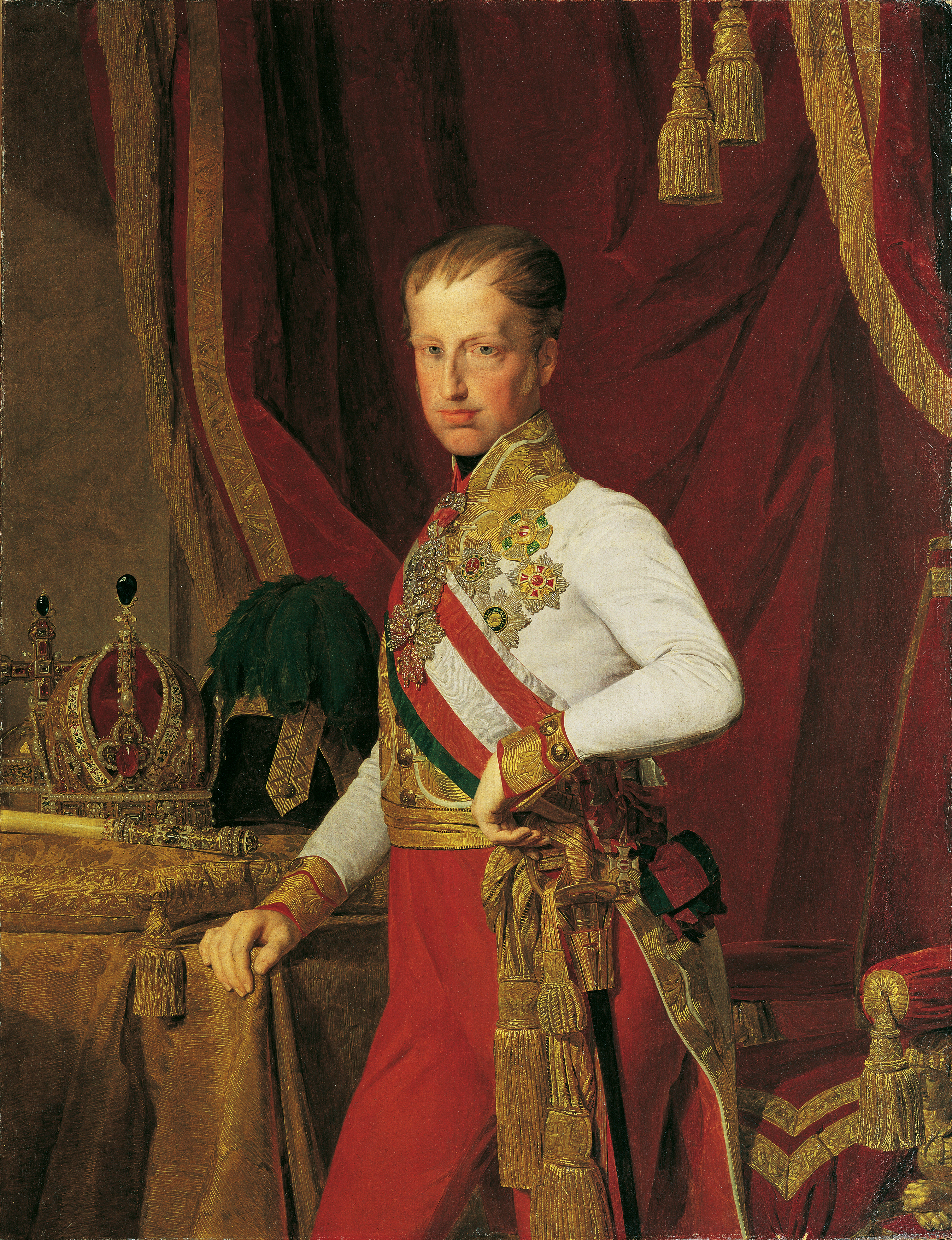
Ferdinando I d'Austria

L'imperatore Francesco morì il 2 marzo 1835 di polmonite. Il suo successore fu il figlio primogenito Ferdinando I d'Austria, ma poiché era poco incline alle faccende di governo e sofferente di epilessia, secondo il volere testamentario del padre, il potere decisionale venne conferito alla Conferenza di Stato Segreta presieduto da Luigi d'Asburgo-Lorena, zio dell'imperatore. La conferenza segnò anche l'inizio del declino del cancelliere Metternich, anch'egli comunque membro della commissione, in quanto si trovò a dividere il potere con l'altro consigliere, il moderato liberale Franz Anton von Kolowrat-Liebsteinsky, questo favorito dall'appoggio della principessa Sofia di Baviera, «donna di grande ambizione e interessata alla politica».

### Società e cultura nella prima metà del XIX secolo
Nei primi decenni del XIX i borghi rurali austriaci videro una costante emigrazione verso la città di contadini stanchi delle dure condizioni a loro imposte dai proprietari terrieri e attratti dalle prospettive che l'industrializzazione e il progresso tecnologico potevano offrire, apparentemente migliori. In realtà tali auspici finirono per essere molto spesso disattesi: la realtà della condizione operaia era fatta di paghe miserabili, mansioni alienanti, lavoro minorile, abitazioni sovrappopolate e una legislazione sociale inesistente. Nel 1837 si provò, tramite decreto, ad imporre ai datori di lavoro di garantire il rimborso delle spese mediche ai propri operai ammalati, con la conseguenza che le fabbriche iniziarono a selezionare il personale sulla base delle condizioni di salute. A partire dagli anni 1840 anche il dramma della disoccupazione iniziò a pesare sulla vita del proletariato.
Il progresso tecnologico, benché arrivato in ritardo in Austria rispetto ad altri paesi europei, caratterizzò l'Ottocento. Nel 1804 a Vienna venne approntato il primo acquedotto di acqua potabile, mentre nel 1813 il servizio postale venne modernizzato e statalizzato (anche per favorire la censura). Nel 1832 il centro della capitale fu illuminato per la prima volta tramite lampioni a gas e nello stesso anno comparve la prima fabbrica di fiammiferi, seguita, cinque anni dopo, da una di candele steariche. Questi furono anche gli anni in cui furono costruite le prime ferrovie.
Nel 1841 comparve il primo altoforno a coke, mentre già da anni erano state approntate fabbriche tessili, metallurgiche, di laterizi e acciaierie. La prima macchina a vapore in Austria venne installata nel 1816 per servire un lanificio. Ebbe inizio anche l'industria del turismo e del tempo libero. Nelle principali città si trovavano numerosi saloni da ballo e locali di lusso, dove suonavano le tante orchestre. Nel 1839 più di 140 artigiani, alcuni di fama mondiale, nella sola Vienna costruivano strumenti musicali. Moltissimi celebri musicisti operarono in Austria, tra cui Mozart, Hayden, Beethoven, Schubert e gli Strauss. Il teatro non ebbe meno importanza.
Nell'arte fu l'epoca che vide protagonista il movimento Biedermeier, considerato il romanticismo austriaco. La pittura fu monopolizzata da paesaggisti e ritrattisti come Friedrich Gauermann, Joseph Danhauser, Peter Fendi, Moritz Michael Daffinger, Leopold Kupelwieser, Jakob Alt, Moritz von Schwind e, soprattutto Ferdinand Georg Waldmüller, considerato il più grande ritrattista austriaco del secolo. Nel campo dell'architettura si distinse l'architetto Joseph Kornhäusel, seguace del movimento Biedermeier e attento interprete del neoclassicismo, che progettò numerosi edifici a Vienna e a Baden. Paul Wilhelm Eduard Sprenger disegnò per la capitale la nuova zecca, l'ufficio delle dogane e la sede provinciale delle finanze.

### Rivoluzioni del 1848

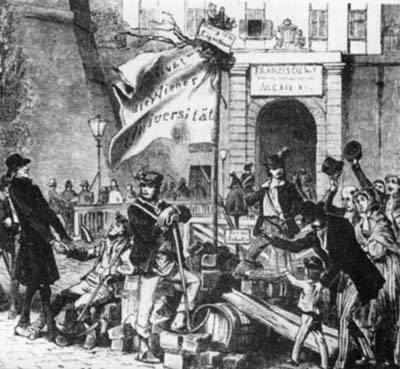
Rivolta degli studenti di Vienna nel 1848

L'Austria non passò immune da quell'ondata di moti rivoluzionari che imperversò in quasi tutta Europa nella prima metà del 1848 e nota come "primavera dei popoli". Il preludio si ebbe il 13 marzo, quando una folla di studenti universitari scese nelle strade di Vienna per chiedere un governo più liberale, la cacciata di Metternich dalla Cancelleria e una costituzione. A tali richieste, tutto sommato moderate, si aggiunsero quelle ben più radicali degli operai e degli artigiani che auspicavano la caduta della monarchia e l'instaurazione di una democrazia. Ferdinando propose di accontentare per quanto possibile le richieste degli studenti, escludendo il ricorso alla forza, ma l'inflessibile Metternich rifiutò qualsiasi concessione. Così, le truppe imperiali comandate dall'arciduca Alberto d'Asburgo-Teschen vennero chiamate a ristabilire l'ordine e finirono per fare fuoco contro gli studenti, causando cinque vittime. La situazione degenerò verso una vera rivoluzione. Nella capitale comparirono le barricate, mentre parte dell'esercito si rifiutava di eseguire gli ordini; il 15 marzo l'imperatore congedò Metternich, sostituendolo col più liberale Franz Anton von Kolowrat-Liebsteinsky e promettendo un'assemblea costituente, il suffragio universale maschile e l'abolizione della polizia politica. Poiché i disordini non si placarono, Ferdinando e la sua corte furono costretti a fuggire a Innsbruck, lasciando Vienna in mano ai militari.

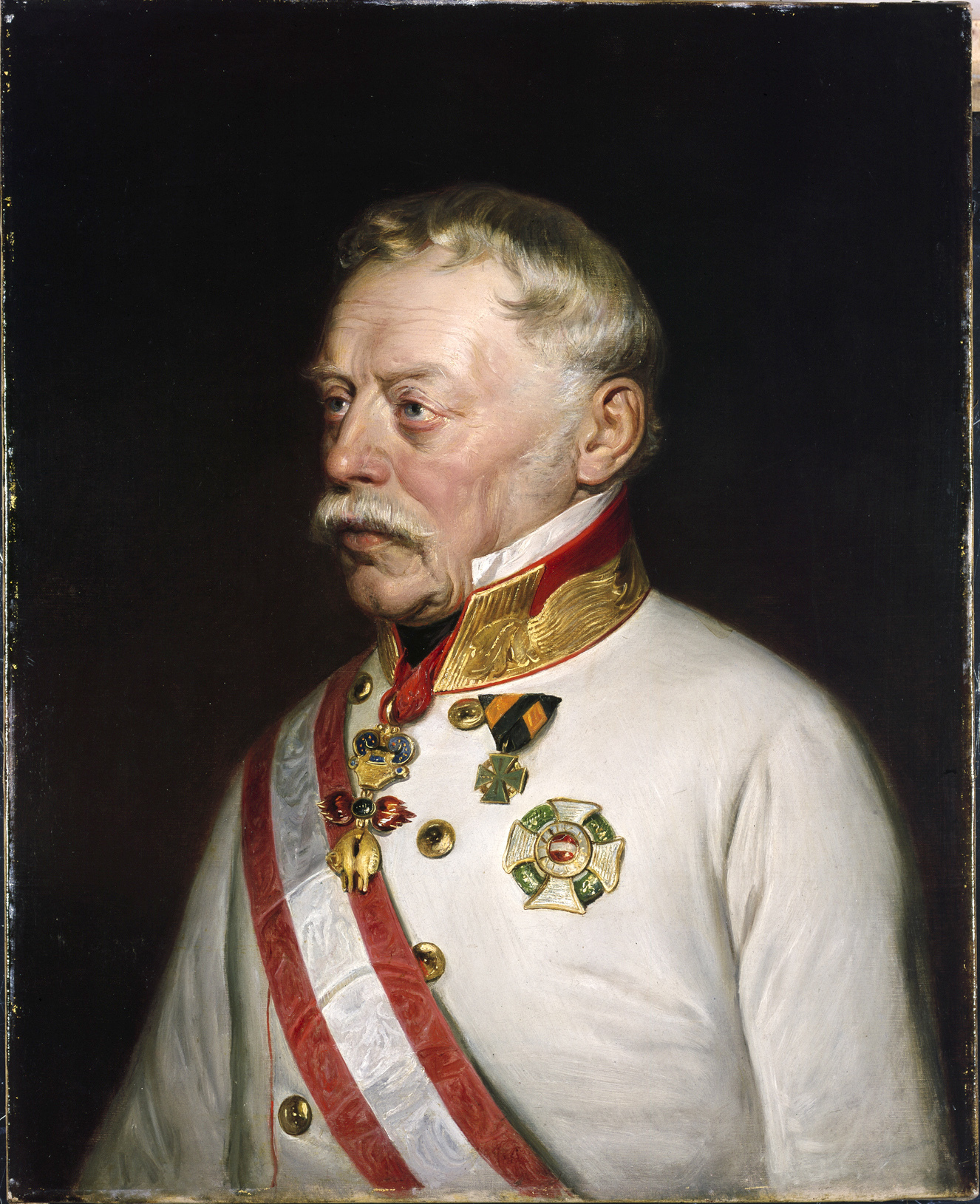
Il feldmaresciallo Josef Radetzky

Quasi contemporaneamente, nel regno lombardo veneto, le cinque giornate di Milano (18-22 marzo) costrinsero il feldmaresciallo Josef Radetzky a ripiegare all'interno del quadrilatero fortificato, mentre a Venezia l'avvocato e patriota Daniele Manin presiedette la Repubblica di San Marco, costituitasi il 22 marzo 1848 a seguito dell'insurrezione contro il governo austriaco. Il 23 marzo, approfittando della situazione, il re di Sardegna Carlo Alberto di Savoia mosse guerra contro l'Impero austriaco. Analoghe rivolte scoppiarono a Budapest e a Praga.
Gli iniziali successi dei rivoltosi, tuttavia, finirono per essere in parte smorzati. La disorganizzazione, la mancanza di un piano a lungo termine, le divisioni interne tra radicali e moderati, furono causa di un affievolimento della spinta rivoluzionaria. In breve tempo l'esercito fedele all'imperatore riuscì a ristabilire l'ordine a Vienna, così come avvenne anche in Boemia e in Ungheria. Nel lombardo veneto Radetzky, vittorioso sui piemontesi a Custoza, rientrò a Milano nell'agosto dello stesso anno; per l'occasione, il musicista Johann Strauss compose in suo onore la Marcia di Radetzky, eseguita per la prima volta a Vienna il 31 agosto successivo.

### Il lungo regno di Francesco Giuseppe I

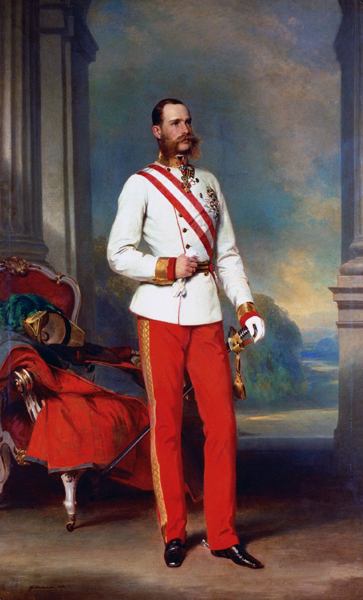
L'Imperatore Francesco Giuseppe

Nonostante le repressioni, la rivoluzione del 1848 lasciò profondi segni nella storia dell'Austria. Ferdinando I, nello stesso anno, abdicò a favore del nipote Francesco; il nuovo imperatore, che aveva combattuto a fianco del generale Radetzky, assunse il nome di Francesco Giuseppe I in omaggio al grande riformatore Giuseppe II. Sotto la guida del nuovo primo ministro, il principe Felix Schwarzenberg, il giovane sovrano intraprese una riorganizzazione della burocrazia e dell'esercito con l'obiettivo di creare uno Stato centralizzato, ma concesse anche alcune caute riforme liberali.
Il 7 marzo 1849 sciolse con la forza la commissione istituita dal suo predecessore per un «progetto di costituzione per gli Stati austriaci» per poi emanare egli stesso una costituzione, dunque ottriata, nello stesso mese. Tuttavia, la "costituzione di Marzo", venne soppressa già il 31 dicembre 1851 con la patente di San Silvestro, peraltro senza che mai fosse entrata in vigore: per l'Impero Austriaco si profilava un processo di restaurazione neo-assolutista. Contestualmente però vennero intrapresi alcuni provvedimenti progressisti come l'abolizione di alcuni dazi doganali con l'Ungheria, il riconoscimento della libertà di insegnamento nelle università e la modernizzazione dell'economia grazie all'ampliamento del porto di Trieste, alla realizzazione della ferrovia del Semmering e all'impulso dato all'industria chimica e tessile. Ci si trovò in una situazione in cui «collaboravano imprenditori e economisti liberali progressisti con un governo autoritario-conservatore».
Nel 1859 l'impero austriaco si trovò a combattere contro l'esercito del Regno di Sardegna alleato alla Francia, subendo una dura sconfitta che causò la perdita della Lombardia dopo l'armistizio di Villafranca.
Nel 1860 venne emanato il diploma di ottobre, una costituzione che conferiva un nuovo assetto, parzialmente democratico e federalista, allo Stato concedendo l'uguaglianza dei cittadini davanti alla legge e al fisco oltre che alla libertà religiosa. In breve tempo il diploma venne ritirato e sostituito dalla Patente di febbraio, opera del nuovo primo ministro Anton von Schmerling, con cui venne introdotto il bicameralismo: la Camera bassa era eletta indirettamente, mentre la Camera alta era composta dal principe ereditario e da membri nominati a vita dall'imperatore tra le classi aristocratiche e dell'alto clero. Nemmeno la Patente di febbraio ebbe vita facile: mai applicata del tutto, verrà sospesa nel novembre 1865.
Nel 1866 l'Austria si trovò nuovamente in guerra contro l'Italia, questa volta alleata con la Prussia del cancelliere Otto von Bismarck, desideroso di ottenere l'unificazione della Germania con l'esclusione dell'Austria. Gli austriaci si trovarono a combattere su due fronti: se riuscirono a cogliere delle vittorie a sud contro gli italiani, dovettero subire una tremenda disfatta a nord contro i prussiani nella battaglia di Königgrätz che causò la loro capitolazione. Bismarck, in previsione di una futura alleanza, non volle umiliare l'Austria e non approfittò della situazione per intaccare i confini dell'impero sconfitto. Francesco Giuseppe però fu costretto ad acconsentire lo scioglimento della confederazione germanica e ad accettare l'esclusione del suo paese dal futuro della Germania. L'Austria, inoltre, perse Venezia e il Veneto e fu costretta a riconoscere ufficialmente l'esistenza del Regno d'Italia.
La durissima sconfitta lasciò il governo dell'Austria alquanto debole, tanto che l'anno seguente, il 15 marzo 1867, dovette accettare anche un compromesso (noto come Ausgleich) con l'Ungheria, che divideva l'Impero Austriaco in Impero d'Austria e in Regno d'Ungheria, politicamente e militarmente uniti, ma due entità separate in quanto a politica interna e amministrazione. Fu la nascita dell'Austria-Ungheria.
Il periodo che seguì fu di luci e ombre. Da una parte l'Austria fu attanagliata da gravi problemi sociali con un aumento senza precedenti dei suicidi, dall'altra la situazione economica migliorò, anche grazie ai progressi tecnologici. Nel 1884 comparve a Steyr l'illuminazione elettrica pubblica, nel 1885 venne inaugurata una linea telefonica tra Vienna e Praga, nel 1910 si alzò in volo per la prima volta il monoplano Etrich Taube, progettato dall'ingegnere austriaco Igo Etrich, mentre nella capitale venivano completati i sontuosi palazzi lungo la Ringstraße. Tra il XIX e il XX secolo, l'impero più conservatore d'Europa, benché reduce da pesanti sconfitte politiche e militari, viveva una stagione di prosperità economica e culturale sotto la guida dell'oramai anziano Francesco Giuseppe.

### La prima guerra mondiale

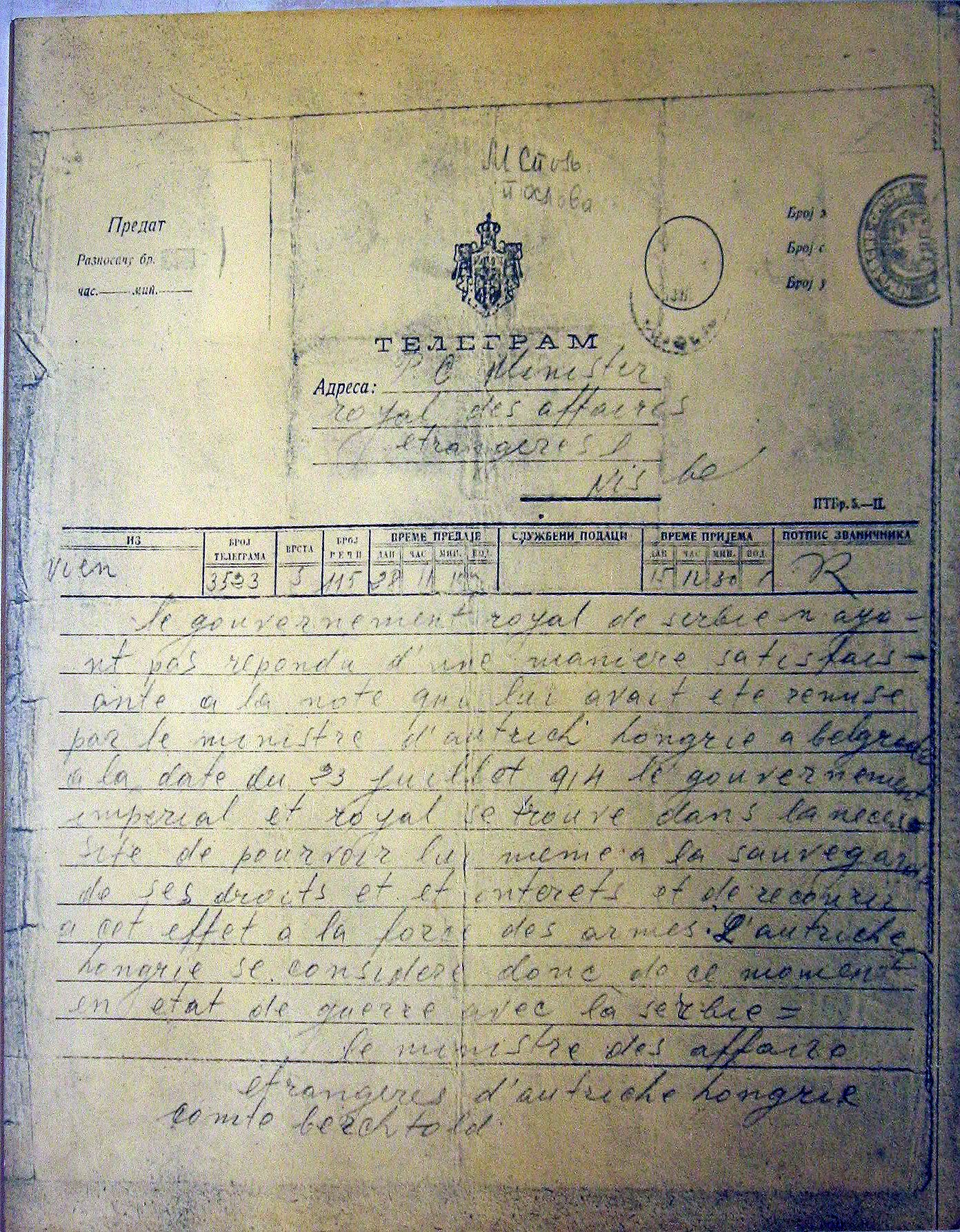
La minuta del telegramma con il quale l'Austria dichiarò guerra alla Serbia il 28 luglio 1914

Nel 1914, l'assassinio dell'arciduca Francesco Ferdinando d'Asburgo-Este a Sarajevo causò una crisi diplomatica tra le potenze Europee. Il 23 luglio l'ambasciatore austriaco a Belgrado, il barone Wladimir Giesl Freiherr von Gieslingen, consegnò al governo serbo un durissimo ultimatum non accettato per una clausola. Alle ore 12 del 28 luglio seguente Francesco Giuseppe inviò, malvolentieri, un telegramma con la dichiarazione di guerra alla Serbia. Iniziò così la prima guerra mondiale, salutata festosamente da moltissimi austriaci. Il complesso sistema di alleanze esistente tra gli Stati europei portò a due schieramenti contrapposti: da una parte le potenze centrali (Austria-Ungheria, Germania), dall'altra quelle della Triplice intesa (Francia, Regno Unito e, dal 1915, Italia) assieme alla Russia, ma prima della fine del conflitto le nazioni belligeranti arrivarono ad essere ben 36.
L'esercito austriaco fu impegnato su tre fronti: inizialmente a oriente e a occidente a cui si aggiunse nel 1915 quello italiano dove affrontò durissimi combattimenti sulle Alpi e nelle dodici battaglie dell'Isonzo. Dall'iniziale idea di guerra lampo si passò a una logorante guerra di trincea con costi umani ed economici enormi. Mentre proseguivano le operazioni, la popolazione civile si trovò ad affrontare un'economia di guerra: la legge marziale fu estesa a tutti gli austriaci, la stampa venne censurata, perseguitati gli oppositori, razionati i generi di prima necessità spesso allungati con surrogati e convertita gran parte della produzione industriale per il sostegno allo sforzo bellico.

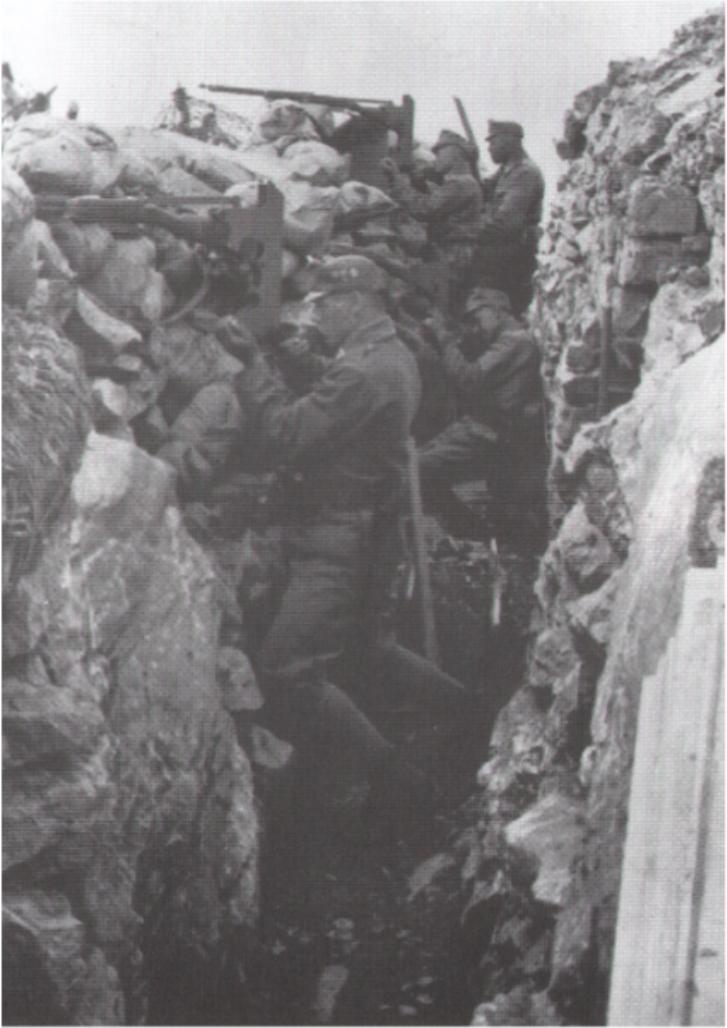
Fanti austro-ungarici sul fronte del Carso

Nel 1916 morì Francesco Giuseppe e gli successe Carlo I, un sostenitore della necessità di raggiungere la pace anche a costo di un armistizio sfavorevole. Con l'entrata in guerra degli Stati Uniti nel 1917 e l'inaspettata resistenza italiana sul Piave dopo la battaglia di Caporetto, le sorti del conflitto volsero sfavorevolmente per l'Austria. L'inizio del 1918 fu costellato da disordini e scioperi contro la guerra in gran parte delle città industriali: a Cattaro i marinai della k.u.k. Kriegsmarine si ammutinarono, mentre moltissimi soldati di origine slava o ungherese disertavano dal fronte. Delle condizioni in cui versava la popolazione, lo storico Alexander Watson riporta:
Verso l'autunno l'Impero, ormai divenuto ingovernabile, si dissolse con le sue numerose nazionalità che presero l'indipendenza con la forza. Il 3 novembre venne stipulato l'armistizio di Villa Giusti che entrò in vigore il 4, giorno in cui gli italiani entrarono a Trento e a Trieste. La guerra era costata all'oramai ex-impero 1 200 000 morti e 3 860 000 tra feriti, prigionieri e dispersi.

### Prima Repubblica Austriaca

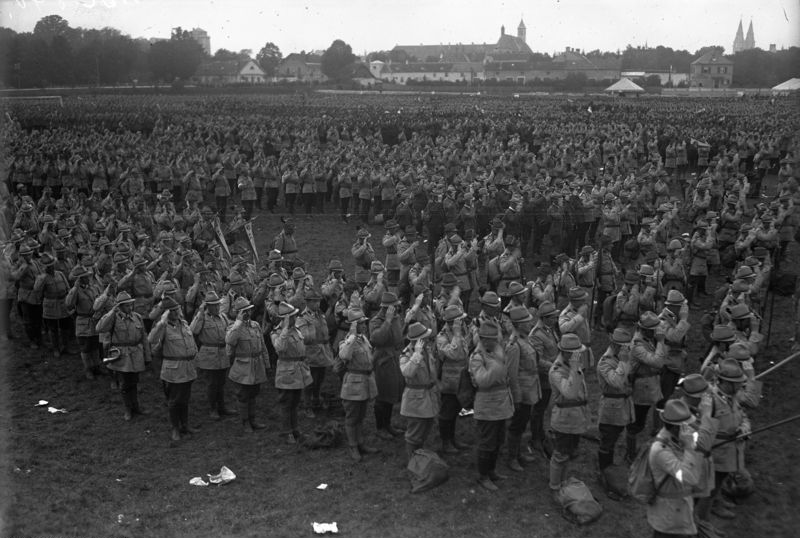
Parata del gruppo paramilitare nazionalista Heimwehr

Dopo il crollo dell'impero a seguito della sconfitta nella prima guerra mondiale, il territorio austriaco fu ridotto alle sole principali aree austriache di lingua tedesca. L'11 novembre 1918 Carlo I rinunciò al suo diritto di attendere agli affari di Stato austriaci, ma non al trono. Il giorno successivo l'Assemblea nazionale dichiarò ufficialmente l'Austria tedesca una repubblica e nominò il socialdemocratico Karl Renner cancelliere provvisorio; in risposta Carlo firmò un manifesto, il cosiddetto Feldkircher Manifest, con cui revocava la sua dichiarazione di rinuncia. Il governo repubblicano austriaco si vide pertanto costretto a promulgare la "legge Asburgo" (Habsburgergesetz), con cui decretò l'esilio perpetuo di tutti gli Asburgo-Lorena che non avessero rinunciato al potere e non avessero accettato la repubblica. Finirono così i 700 anni di dominio asburgico sull'Austria. Le rivendicazioni dell'Austria sui territori di lingua ed etnia tedesca in Boemia e il tentativo di unione con la Germania furono però proibiti dalle potenze dell'Intesa nel Trattato di Versailles, quindi il paese si riassestò nella Prima Repubblica Austriaca.
Il 16 febbraio 1919 si tenne l'elezione dell'Assemblea nazionale costituente da cui il Partito Socialdemocratico dei Lavoratori si affermò come prima forza politica, ottenendo 72 dei 170 seggi, seguito dal Partito Cristiano-Sociale, e inaugurando il periodo della "Vienna rossa". Una nuova Costituzione fu approvata il 1º ottobre 1920. L'esperienza democratica austriaca fu segnata dalle difficoltà economiche e da continui conflitti politici interni tra socialdemocratici e cristiano-sociali con ciascuno di questi partiti che disponeva di gruppi paramilitari. La grande depressione iniziata nel 1929 aggravò ancora di più la situazione.

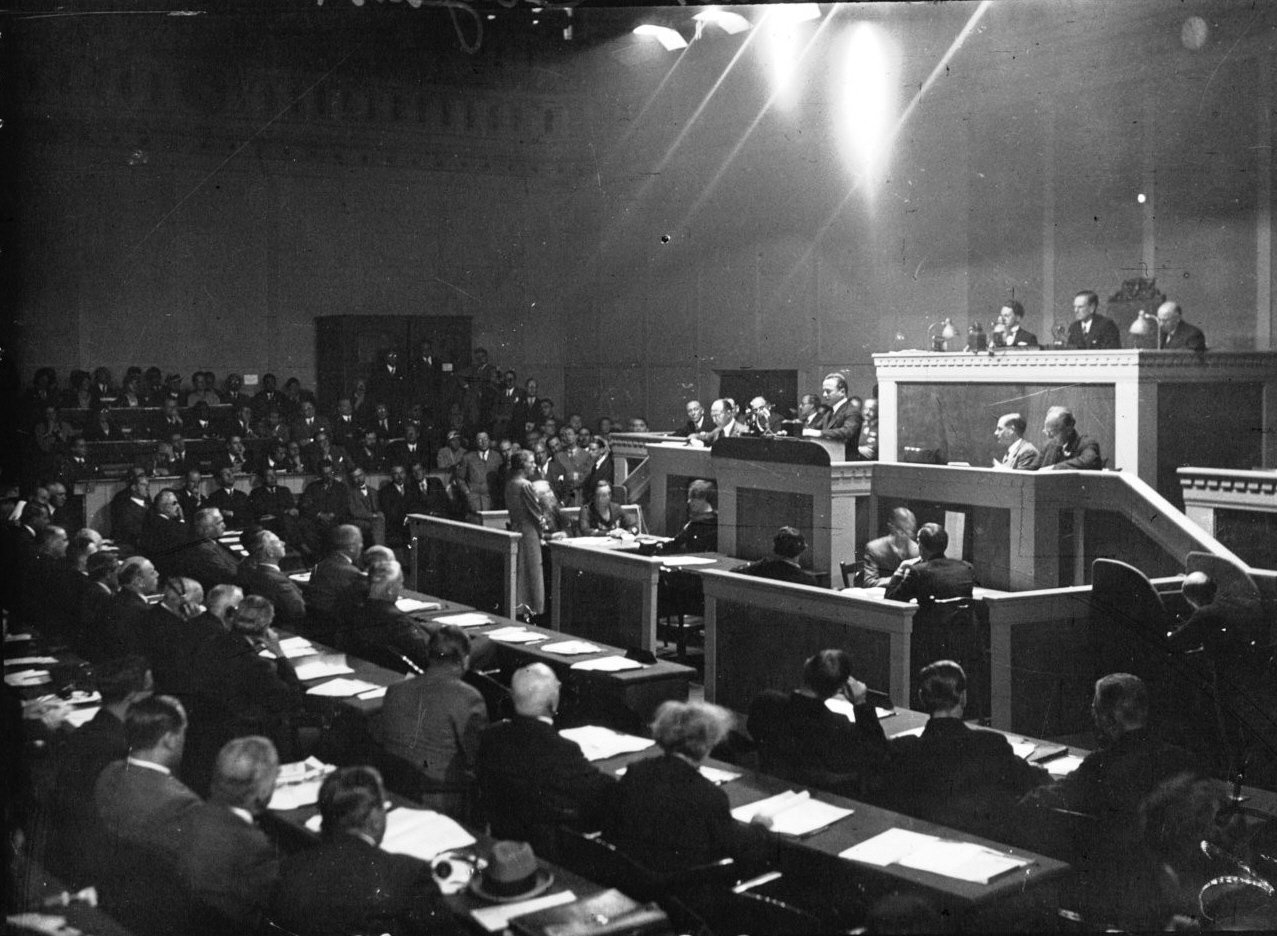
Dollfuss tiene un discorso alla Lega delle Nazioni nel 1933

Con l'obiettivo di salvaguardare l'indipendenza del suo paese e dare stabilità alla nazione Engelbert Dollfuss, capo e fondatore del Fronte Patriottico, nel 1932 guidò un colpo di Stato. Sciolti gli altri partiti e fatti arrestare i deputati, nel 1933 dette vita a un regime conservatore e autoritario noto come "austrofascismo". Nonostante ciò la situazione degenerò a tal punto che nel febbraio del 1934 scoppiò una guerra civile. Essendo, quello di Dollfuss, un regime apertamente nazionalista e filofascista, venne stipulato con l'Italia di Mussolini un patto di alleanza. Venne, nel contempo, rifiutata qualsiasi possibilità di annessione alla Germania nazista come invece auspicava il dittatore tedesco Adolf Hitler. Per questo, nel luglio del 1934, i nazisti tentarono di prendere il potere con un fallito putsch, nel quale tuttavia Dolfuss stesso rimase ucciso. Il suo successore, Kurt von Schuschnigg, cercò di mantenere il Paese indipendente, ma nel marzo 1938, a seguito di un plebiscito, l'Austria venne occupata dalle truppe tedesche, completando l'Anschluss (annessione) con il Terzo Reich.

### Dall'Anschlussalla seconda guerra mondiale

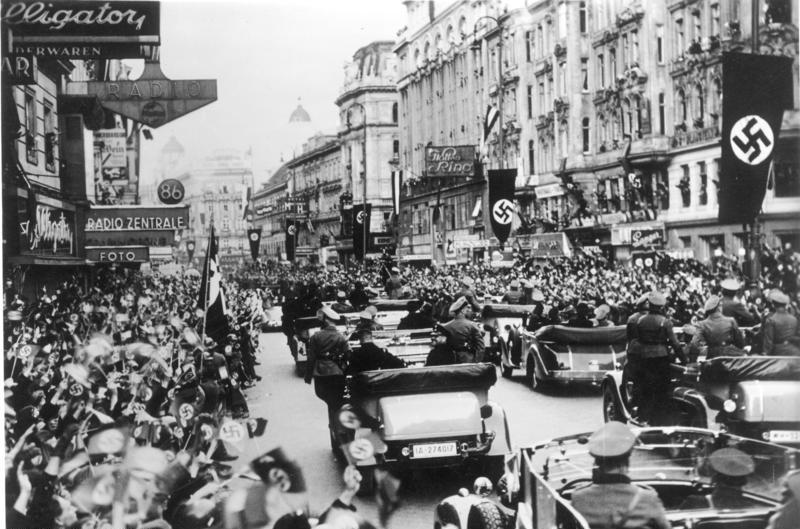
Parata di gerarchi nazisti a Vienna

Con l'annessione (Anschluss) alla Germania nazista, l'Austria divenne una regione tedesca, comunemente denominata Ostmark; il nome Österreich venne vietato poiché non si doveva mettere in discussione l'autorità nazista sul territorio. Il duro regime militarista imposto da Hitler sugli austriaci «visto da vicino, non si rivelò né ricco di beni materiali o spirituali, né progressista o promettente». Il fedelissimo di Mussolini, Manlio Morgagni, presidente e direttore generale dell'agenzia Stefani, scrisse al Duce da Vienna subito dopo l'Anschluss, sottolineando i sentimenti non entusiasti della popolazione: «L'attuale spirito di Vienna è caratterizzato dalla sorpresa e delusione per il modo violento in cui l'Anschluss è avvenuto e per le conseguenze che la città e i cittadini hanno dovuto risentire. Ritengo di non esagerare nell'affermare che gli stessi nazionalsocialisti locali avvertono tutto ciò». I nazisti spogliarono il paese delle sue ricchezze, perseguirono i dissidenti politici e deportarono gli ebrei nei campi di concentramento. Si stima che 203 000 austriaci di fede ebraica siano stati deportati dove molto più della metà di essi trovarono la morte. Come risposta, nelle principali città austriache nacquero dei movimenti di resistenza che, nonostante la dura repressione ad opera della Gestapo, combatterono contro gli occupanti.
Con lo scoppio della seconda guerra mondiale, 1º settembre 1939, reparti austriaci vennero inquadrati nella Wehrmacht. Il conflitto causò all'Austria 247 000 soldati e 24 300 civili morti a seguito degli attacchi aerei, a cui si aggiunsero le migliaia vittime della resistenza condannati a morte. Tuttavia, rispetto ad altri paesi come Germania e Italia, il territorio austriaco fu maggiormente risparmiato dai bombardamenti strategici, anche se non mancarono alcune azioni. Il 5 aprile 1945, nonostante l'ordine di Hitler di resistere ad ogni costo, i viennesi non opposero particolare resistenza all'armata rossa che già da giorni si trovava alle porte della città. Una settimana dopo, le ultime truppe tedesche avevano lasciato il paese: la guerra era finita.

### Seconda Repubblica Austriaca

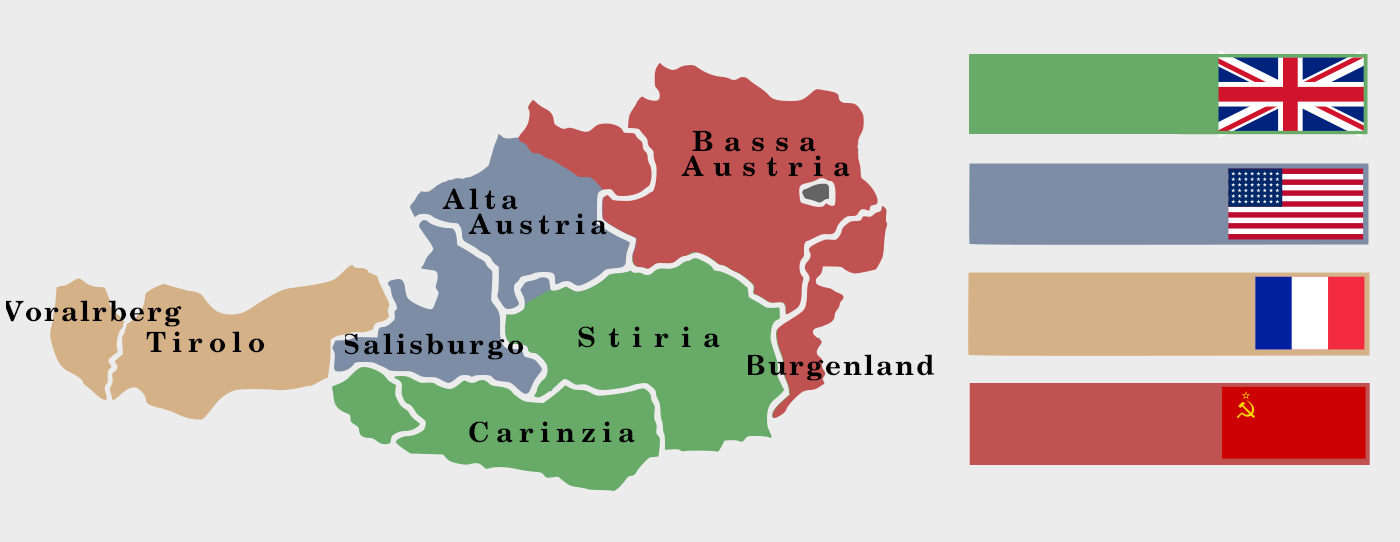
L'Austria (1945-1955) sotto l'occupazione delle potenze vincitrici della seconda guerra mondiale

Il 27 aprile 1945 iniziò l'occupazione alleata dell'Austria da parte delle potenze vincitrici del conflitto: Regno Unito, Stati Uniti, Unione Sovietica e Francia, dal 30 luglio riunite nella Commissione alleata di controllo. Nonostante ciò, fin da subito i partiti tradizionali a guida moderata iniziarono a lavorare. Le elezioni del novembre 1945 videro la vittoria del Partito Popolare Austriaco che si aggiudicò la maggioranza assoluta con 85 seggi, mentre il Partito Socialdemocratico d'Austria e il Partito Comunista d'Austria si fermarono a 76 e 4 seggi rispettivamente. Il governo che ne uscì fu comunque di coalizione con Leopold Figl alla sua guida. Le prime iniziative riguardarono la nazionalizzazione di alcune banche e industrie al fine di tentare, con sufficienti risultati, di sopire le tensioni sociali.
Una delle fondamenta ideologiche del nuovo Stato fu la teoria dell'Austria prima vittima, in base alla quale l'Austria sarebbe stata il primo Paese aggredito dalla Germania nazista e avrebbe subito passivamente l'annessione. Tale teoria, di natura autoassolutoria, rimuoveva la presenza attiva nel regime nazionalsocialista, a tutti i livelli, di numerosi cittadini austriaci. Una riflessione critica sull'adesione austriaca al progetto hitleriano sarebbe stata avviata solo negli anni 1980, in conseguenza del cosiddetto caso Waldheim, concernente il passato nella Wehrmacht di Kurt Waldheim, capo di Stato dal 1986 al 1992.
L'occupazione alleata terminò il 15 maggio 1955 quando al Castello del Belvedere di Vienna venne siglato il Trattato di Stato austriaco, mentre il 26 ottobre dello stesso anno il Parlamento, con un atto costituzionale, stabilì la perpetua neutralità dello Stato nei confronti delle dispute internazionali.
Anche grazie alle conseguenze del piano Marshall, di cui l'Austria fu uno dei paesi beneficiari, gli anni successivi al secondo conflitto mondiale furono contrassegnati da una crescita economica e da una sostanziale pace sociale. Caso abbastanza anomalo nel contesto occidentale, durante gli anni 1970 in Austria vi furono rari scioperi. La qualità della vita continuò a migliorare, l'industria del turismo conobbe un elevato sviluppo, la Chiesa austriaca contribuì alla stabilità sociale grazie ad una posizione progressista, la popolazione andò sensibilmente ad aumentare anche grazie agli 1,9 milioni di profughi che qui giunsero tra il 1945 e il 1980, un terzo dei quali provenienti dalla Germania est e dalla Repubblica Socialista Cecoslovacca. Ma lo sviluppo non portò solo effetti positivi: durante gli anni 1980 l'Austria soffrì di uno dei più elevati tassi di morti sul lavoro e di suicidi in Europa, mentre la diffusione delle sostanze stupefacenti divenne una piaga sociale.

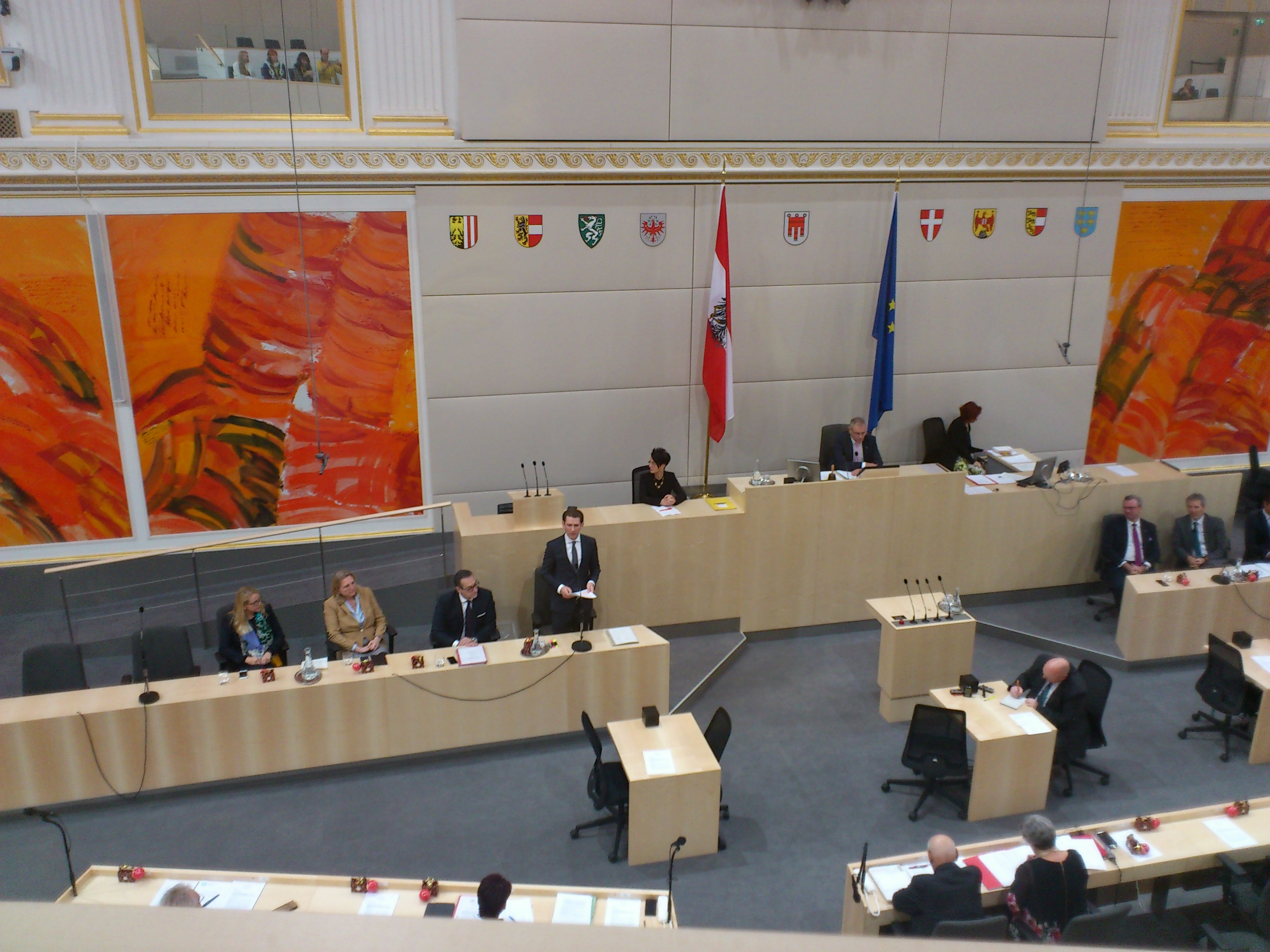
Sebastian Kurz (cancelliere federale 2017-2019 e 2020-2021) si rivolge al Consiglio federale.

Dopo il collasso del comunismo, l'Austria venne sempre più coinvolta nelle questioni europee: nel 1995 entrò a far parte dell'Unione europea, e, nel 1999, della zona dell'Euro. Dopo tre decenni di partecipazione social-democratica (SPÖ) al governo, nel 2000 venne formata una coalizione formata dal Partito Popolare (ÖVP), cristiano-democratico, e dal Partito della Libertà (FPÖ), collocato a destra. La guida del nuovo governo fu affidata a Wolfgang Schüssel (ÖVP), ma tale scelta fu al centro di aspre polemiche politiche, anche all'interno dei popolari. Nelle successive elezioni parlamentari del 2002, tenutesi anticipatamente, il Partito Popolare si attestò come la prima forza politica del Paese, mentre le elezioni parlamentari del 2006 videro la vittoria dell'SPÖ col 35,34% dei voti.
Il 28 febbraio 2003, la coalizione tra ÖVP e FPÖ venne continuata, sempre con Wolfgang Schüssel (ÖVP) come cancelliere federale. Il suo vice cancelliere fu Herbert Haupt (FPÖ) fin quando non venne rimpiazzato da Hubert Gorbach (FPÖ) il 20 ottobre 2003. In precedenza lunghissimi colloqui ("Sondierungsgespräche") si svolsero tra l'ÖVP e gli altri maggiori partiti: FPÖ, SPÖ e Verdi. Le elezioni presidenziali del 2016 furono funestate da molteplici irregolarità nello scrutinio dei voti per corrispondenza del ballottaggio che portarono la Corte costituzionale austriaca ad annullarne il risultato. La ripetizione del voto confermò tuttavia la vittoria di Alexander Van der Bellen. Le parlamentari del 2017 permisero a Sebastian Kurz, esponente dell'ÖVP, di ottenere la carica di cancelliere federale che poi riotterrà nelle elezioni del 2019 che daranno vita al suo secondo governo. L'11 ottobre 2021 Kurz si è dimesso, dopo le pressioni innescate da accuse di "favoreggiamento della corruzione". Dopo il breve governo Schallenberg, il 6 dicembre 2021 Karl Nehammer ha assunto la carica di cancelliere presiedendo un governo di coalizione tra ÖVP e Verdi. La pandemia di COVID-19 in Austria, che ha colpito il Paese a partire dal 2020, ha causato al 13 aprile 2024 22542 morti e oltre 6 milioni di contagiati, con il primo caso registrato l'8 febbraio 2020 a Ischgl, in Tirolo.